# Tour (échecs)
Pour les articles homonymes, voir Tour.

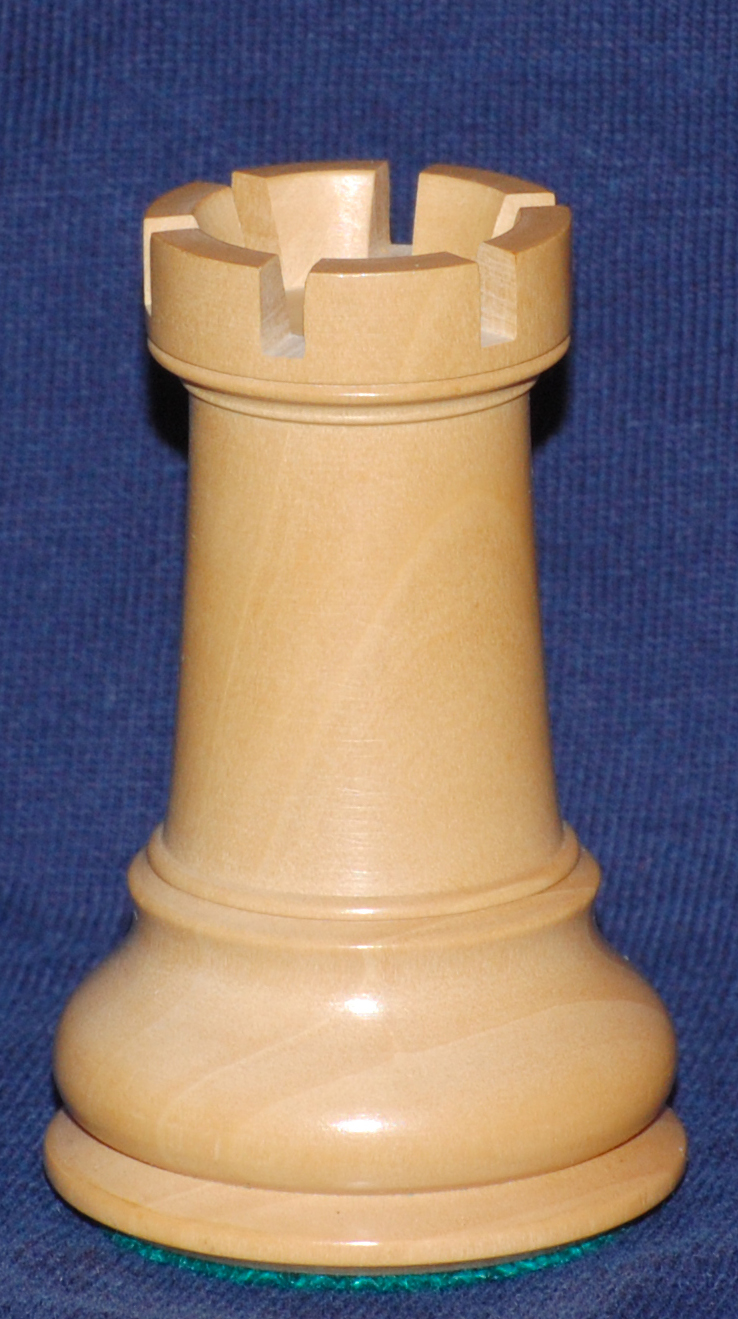
Une tour du jeu de pièces Staunton.

La tour (♖, ♜) est une pièce du jeu d'échecs se déplaçant horizontalement ou verticalement tant qu'une autre pièce ne lui fait pas obstacle.

## Position initiale et déplacement
|   | a | b | c | d | e | f | g | h |   |
| 8 | cercle blanc sur case noire d8 · cercle noir sur case blanche g8 · cercle blanc sur case blanche d7 · Pion blanc sur case noire e7 · cercle noir sur case blanche f7 · Tour noire sur case noire g7 · cercle noir sur case blanche h7 · cercle blanc sur case noire d6 · cercle noir sur case blanche g6 · cercle blanc sur case blanche d5 · Pion noir sur case noire g5 · cercle blanc sur case blanche a4 · cercle blanc sur case noire b4 · cercle blanc sur case blanche c4 · Tour blanche sur case noire d4 · cercle blanc sur case blanche e4 · cercle blanc sur case noire f4 · cercle blanc sur case blanche g4 · cercle blanc sur case noire h4 · cercle blanc sur case blanche d3 · cercle blanc sur case noire d2 · cercle blanc sur case blanche d1 | cercle blanc sur case noire d8 · cercle noir sur case blanche g8 · cercle blanc sur case blanche d7 · Pion blanc sur case noire e7 · cercle noir sur case blanche f7 · Tour noire sur case noire g7 · cercle noir sur case blanche h7 · cercle blanc sur case noire d6 · cercle noir sur case blanche g6 · cercle blanc sur case blanche d5 · Pion noir sur case noire g5 · cercle blanc sur case blanche a4 · cercle blanc sur case noire b4 · cercle blanc sur case blanche c4 · Tour blanche sur case noire d4 · cercle blanc sur case blanche e4 · cercle blanc sur case noire f4 · cercle blanc sur case blanche g4 · cercle blanc sur case noire h4 · cercle blanc sur case blanche d3 · cercle blanc sur case noire d2 · cercle blanc sur case blanche d1 | cercle blanc sur case noire d8 · cercle noir sur case blanche g8 · cercle blanc sur case blanche d7 · Pion blanc sur case noire e7 · cercle noir sur case blanche f7 · Tour noire sur case noire g7 · cercle noir sur case blanche h7 · cercle blanc sur case noire d6 · cercle noir sur case blanche g6 · cercle blanc sur case blanche d5 · Pion noir sur case noire g5 · cercle blanc sur case blanche a4 · cercle blanc sur case noire b4 · cercle blanc sur case blanche c4 · Tour blanche sur case noire d4 · cercle blanc sur case blanche e4 · cercle blanc sur case noire f4 · cercle blanc sur case blanche g4 · cercle blanc sur case noire h4 · cercle blanc sur case blanche d3 · cercle blanc sur case noire d2 · cercle blanc sur case blanche d1 | cercle blanc sur case noire d8 · cercle noir sur case blanche g8 · cercle blanc sur case blanche d7 · Pion blanc sur case noire e7 · cercle noir sur case blanche f7 · Tour noire sur case noire g7 · cercle noir sur case blanche h7 · cercle blanc sur case noire d6 · cercle noir sur case blanche g6 · cercle blanc sur case blanche d5 · Pion noir sur case noire g5 · cercle blanc sur case blanche a4 · cercle blanc sur case noire b4 · cercle blanc sur case blanche c4 · Tour blanche sur case noire d4 · cercle blanc sur case blanche e4 · cercle blanc sur case noire f4 · cercle blanc sur case blanche g4 · cercle blanc sur case noire h4 · cercle blanc sur case blanche d3 · cercle blanc sur case noire d2 · cercle blanc sur case blanche d1 | cercle blanc sur case noire d8 · cercle noir sur case blanche g8 · cercle blanc sur case blanche d7 · Pion blanc sur case noire e7 · cercle noir sur case blanche f7 · Tour noire sur case noire g7 · cercle noir sur case blanche h7 · cercle blanc sur case noire d6 · cercle noir sur case blanche g6 · cercle blanc sur case blanche d5 · Pion noir sur case noire g5 · cercle blanc sur case blanche a4 · cercle blanc sur case noire b4 · cercle blanc sur case blanche c4 · Tour blanche sur case noire d4 · cercle blanc sur case blanche e4 · cercle blanc sur case noire f4 · cercle blanc sur case blanche g4 · cercle blanc sur case noire h4 · cercle blanc sur case blanche d3 · cercle blanc sur case noire d2 · cercle blanc sur case blanche d1 | cercle blanc sur case noire d8 · cercle noir sur case blanche g8 · cercle blanc sur case blanche d7 · Pion blanc sur case noire e7 · cercle noir sur case blanche f7 · Tour noire sur case noire g7 · cercle noir sur case blanche h7 · cercle blanc sur case noire d6 · cercle noir sur case blanche g6 · cercle blanc sur case blanche d5 · Pion noir sur case noire g5 · cercle blanc sur case blanche a4 · cercle blanc sur case noire b4 · cercle blanc sur case blanche c4 · Tour blanche sur case noire d4 · cercle blanc sur case blanche e4 · cercle blanc sur case noire f4 · cercle blanc sur case blanche g4 · cercle blanc sur case noire h4 · cercle blanc sur case blanche d3 · cercle blanc sur case noire d2 · cercle blanc sur case blanche d1 | cercle blanc sur case noire d8 · cercle noir sur case blanche g8 · cercle blanc sur case blanche d7 · Pion blanc sur case noire e7 · cercle noir sur case blanche f7 · Tour noire sur case noire g7 · cercle noir sur case blanche h7 · cercle blanc sur case noire d6 · cercle noir sur case blanche g6 · cercle blanc sur case blanche d5 · Pion noir sur case noire g5 · cercle blanc sur case blanche a4 · cercle blanc sur case noire b4 · cercle blanc sur case blanche c4 · Tour blanche sur case noire d4 · cercle blanc sur case blanche e4 · cercle blanc sur case noire f4 · cercle blanc sur case blanche g4 · cercle blanc sur case noire h4 · cercle blanc sur case blanche d3 · cercle blanc sur case noire d2 · cercle blanc sur case blanche d1 | cercle blanc sur case noire d8 · cercle noir sur case blanche g8 · cercle blanc sur case blanche d7 · Pion blanc sur case noire e7 · cercle noir sur case blanche f7 · Tour noire sur case noire g7 · cercle noir sur case blanche h7 · cercle blanc sur case noire d6 · cercle noir sur case blanche g6 · cercle blanc sur case blanche d5 · Pion noir sur case noire g5 · cercle blanc sur case blanche a4 · cercle blanc sur case noire b4 · cercle blanc sur case blanche c4 · Tour blanche sur case noire d4 · cercle blanc sur case blanche e4 · cercle blanc sur case noire f4 · cercle blanc sur case blanche g4 · cercle blanc sur case noire h4 · cercle blanc sur case blanche d3 · cercle blanc sur case noire d2 · cercle blanc sur case blanche d1 | 8 |
| 7 | cercle blanc sur case noire d8 · cercle noir sur case blanche g8 · cercle blanc sur case blanche d7 · Pion blanc sur case noire e7 · cercle noir sur case blanche f7 · Tour noire sur case noire g7 · cercle noir sur case blanche h7 · cercle blanc sur case noire d6 · cercle noir sur case blanche g6 · cercle blanc sur case blanche d5 · Pion noir sur case noire g5 · cercle blanc sur case blanche a4 · cercle blanc sur case noire b4 · cercle blanc sur case blanche c4 · Tour blanche sur case noire d4 · cercle blanc sur case blanche e4 · cercle blanc sur case noire f4 · cercle blanc sur case blanche g4 · cercle blanc sur case noire h4 · cercle blanc sur case blanche d3 · cercle blanc sur case noire d2 · cercle blanc sur case blanche d1 | cercle blanc sur case noire d8 · cercle noir sur case blanche g8 · cercle blanc sur case blanche d7 · Pion blanc sur case noire e7 · cercle noir sur case blanche f7 · Tour noire sur case noire g7 · cercle noir sur case blanche h7 · cercle blanc sur case noire d6 · cercle noir sur case blanche g6 · cercle blanc sur case blanche d5 · Pion noir sur case noire g5 · cercle blanc sur case blanche a4 · cercle blanc sur case noire b4 · cercle blanc sur case blanche c4 · Tour blanche sur case noire d4 · cercle blanc sur case blanche e4 · cercle blanc sur case noire f4 · cercle blanc sur case blanche g4 · cercle blanc sur case noire h4 · cercle blanc sur case blanche d3 · cercle blanc sur case noire d2 · cercle blanc sur case blanche d1 | cercle blanc sur case noire d8 · cercle noir sur case blanche g8 · cercle blanc sur case blanche d7 · Pion blanc sur case noire e7 · cercle noir sur case blanche f7 · Tour noire sur case noire g7 · cercle noir sur case blanche h7 · cercle blanc sur case noire d6 · cercle noir sur case blanche g6 · cercle blanc sur case blanche d5 · Pion noir sur case noire g5 · cercle blanc sur case blanche a4 · cercle blanc sur case noire b4 · cercle blanc sur case blanche c4 · Tour blanche sur case noire d4 · cercle blanc sur case blanche e4 · cercle blanc sur case noire f4 · cercle blanc sur case blanche g4 · cercle blanc sur case noire h4 · cercle blanc sur case blanche d3 · cercle blanc sur case noire d2 · cercle blanc sur case blanche d1 | cercle blanc sur case noire d8 · cercle noir sur case blanche g8 · cercle blanc sur case blanche d7 · Pion blanc sur case noire e7 · cercle noir sur case blanche f7 · Tour noire sur case noire g7 · cercle noir sur case blanche h7 · cercle blanc sur case noire d6 · cercle noir sur case blanche g6 · cercle blanc sur case blanche d5 · Pion noir sur case noire g5 · cercle blanc sur case blanche a4 · cercle blanc sur case noire b4 · cercle blanc sur case blanche c4 · Tour blanche sur case noire d4 · cercle blanc sur case blanche e4 · cercle blanc sur case noire f4 · cercle blanc sur case blanche g4 · cercle blanc sur case noire h4 · cercle blanc sur case blanche d3 · cercle blanc sur case noire d2 · cercle blanc sur case blanche d1 | cercle blanc sur case noire d8 · cercle noir sur case blanche g8 · cercle blanc sur case blanche d7 · Pion blanc sur case noire e7 · cercle noir sur case blanche f7 · Tour noire sur case noire g7 · cercle noir sur case blanche h7 · cercle blanc sur case noire d6 · cercle noir sur case blanche g6 · cercle blanc sur case blanche d5 · Pion noir sur case noire g5 · cercle blanc sur case blanche a4 · cercle blanc sur case noire b4 · cercle blanc sur case blanche c4 · Tour blanche sur case noire d4 · cercle blanc sur case blanche e4 · cercle blanc sur case noire f4 · cercle blanc sur case blanche g4 · cercle blanc sur case noire h4 · cercle blanc sur case blanche d3 · cercle blanc sur case noire d2 · cercle blanc sur case blanche d1 | cercle blanc sur case noire d8 · cercle noir sur case blanche g8 · cercle blanc sur case blanche d7 · Pion blanc sur case noire e7 · cercle noir sur case blanche f7 · Tour noire sur case noire g7 · cercle noir sur case blanche h7 · cercle blanc sur case noire d6 · cercle noir sur case blanche g6 · cercle blanc sur case blanche d5 · Pion noir sur case noire g5 · cercle blanc sur case blanche a4 · cercle blanc sur case noire b4 · cercle blanc sur case blanche c4 · Tour blanche sur case noire d4 · cercle blanc sur case blanche e4 · cercle blanc sur case noire f4 · cercle blanc sur case blanche g4 · cercle blanc sur case noire h4 · cercle blanc sur case blanche d3 · cercle blanc sur case noire d2 · cercle blanc sur case blanche d1 | cercle blanc sur case noire d8 · cercle noir sur case blanche g8 · cercle blanc sur case blanche d7 · Pion blanc sur case noire e7 · cercle noir sur case blanche f7 · Tour noire sur case noire g7 · cercle noir sur case blanche h7 · cercle blanc sur case noire d6 · cercle noir sur case blanche g6 · cercle blanc sur case blanche d5 · Pion noir sur case noire g5 · cercle blanc sur case blanche a4 · cercle blanc sur case noire b4 · cercle blanc sur case blanche c4 · Tour blanche sur case noire d4 · cercle blanc sur case blanche e4 · cercle blanc sur case noire f4 · cercle blanc sur case blanche g4 · cercle blanc sur case noire h4 · cercle blanc sur case blanche d3 · cercle blanc sur case noire d2 · cercle blanc sur case blanche d1 | cercle blanc sur case noire d8 · cercle noir sur case blanche g8 · cercle blanc sur case blanche d7 · Pion blanc sur case noire e7 · cercle noir sur case blanche f7 · Tour noire sur case noire g7 · cercle noir sur case blanche h7 · cercle blanc sur case noire d6 · cercle noir sur case blanche g6 · cercle blanc sur case blanche d5 · Pion noir sur case noire g5 · cercle blanc sur case blanche a4 · cercle blanc sur case noire b4 · cercle blanc sur case blanche c4 · Tour blanche sur case noire d4 · cercle blanc sur case blanche e4 · cercle blanc sur case noire f4 · cercle blanc sur case blanche g4 · cercle blanc sur case noire h4 · cercle blanc sur case blanche d3 · cercle blanc sur case noire d2 · cercle blanc sur case blanche d1 | 7 |
| 6 | cercle blanc sur case noire d8 · cercle noir sur case blanche g8 · cercle blanc sur case blanche d7 · Pion blanc sur case noire e7 · cercle noir sur case blanche f7 · Tour noire sur case noire g7 · cercle noir sur case blanche h7 · cercle blanc sur case noire d6 · cercle noir sur case blanche g6 · cercle blanc sur case blanche d5 · Pion noir sur case noire g5 · cercle blanc sur case blanche a4 · cercle blanc sur case noire b4 · cercle blanc sur case blanche c4 · Tour blanche sur case noire d4 · cercle blanc sur case blanche e4 · cercle blanc sur case noire f4 · cercle blanc sur case blanche g4 · cercle blanc sur case noire h4 · cercle blanc sur case blanche d3 · cercle blanc sur case noire d2 · cercle blanc sur case blanche d1 | cercle blanc sur case noire d8 · cercle noir sur case blanche g8 · cercle blanc sur case blanche d7 · Pion blanc sur case noire e7 · cercle noir sur case blanche f7 · Tour noire sur case noire g7 · cercle noir sur case blanche h7 · cercle blanc sur case noire d6 · cercle noir sur case blanche g6 · cercle blanc sur case blanche d5 · Pion noir sur case noire g5 · cercle blanc sur case blanche a4 · cercle blanc sur case noire b4 · cercle blanc sur case blanche c4 · Tour blanche sur case noire d4 · cercle blanc sur case blanche e4 · cercle blanc sur case noire f4 · cercle blanc sur case blanche g4 · cercle blanc sur case noire h4 · cercle blanc sur case blanche d3 · cercle blanc sur case noire d2 · cercle blanc sur case blanche d1 | cercle blanc sur case noire d8 · cercle noir sur case blanche g8 · cercle blanc sur case blanche d7 · Pion blanc sur case noire e7 · cercle noir sur case blanche f7 · Tour noire sur case noire g7 · cercle noir sur case blanche h7 · cercle blanc sur case noire d6 · cercle noir sur case blanche g6 · cercle blanc sur case blanche d5 · Pion noir sur case noire g5 · cercle blanc sur case blanche a4 · cercle blanc sur case noire b4 · cercle blanc sur case blanche c4 · Tour blanche sur case noire d4 · cercle blanc sur case blanche e4 · cercle blanc sur case noire f4 · cercle blanc sur case blanche g4 · cercle blanc sur case noire h4 · cercle blanc sur case blanche d3 · cercle blanc sur case noire d2 · cercle blanc sur case blanche d1 | cercle blanc sur case noire d8 · cercle noir sur case blanche g8 · cercle blanc sur case blanche d7 · Pion blanc sur case noire e7 · cercle noir sur case blanche f7 · Tour noire sur case noire g7 · cercle noir sur case blanche h7 · cercle blanc sur case noire d6 · cercle noir sur case blanche g6 · cercle blanc sur case blanche d5 · Pion noir sur case noire g5 · cercle blanc sur case blanche a4 · cercle blanc sur case noire b4 · cercle blanc sur case blanche c4 · Tour blanche sur case noire d4 · cercle blanc sur case blanche e4 · cercle blanc sur case noire f4 · cercle blanc sur case blanche g4 · cercle blanc sur case noire h4 · cercle blanc sur case blanche d3 · cercle blanc sur case noire d2 · cercle blanc sur case blanche d1 | cercle blanc sur case noire d8 · cercle noir sur case blanche g8 · cercle blanc sur case blanche d7 · Pion blanc sur case noire e7 · cercle noir sur case blanche f7 · Tour noire sur case noire g7 · cercle noir sur case blanche h7 · cercle blanc sur case noire d6 · cercle noir sur case blanche g6 · cercle blanc sur case blanche d5 · Pion noir sur case noire g5 · cercle blanc sur case blanche a4 · cercle blanc sur case noire b4 · cercle blanc sur case blanche c4 · Tour blanche sur case noire d4 · cercle blanc sur case blanche e4 · cercle blanc sur case noire f4 · cercle blanc sur case blanche g4 · cercle blanc sur case noire h4 · cercle blanc sur case blanche d3 · cercle blanc sur case noire d2 · cercle blanc sur case blanche d1 | cercle blanc sur case noire d8 · cercle noir sur case blanche g8 · cercle blanc sur case blanche d7 · Pion blanc sur case noire e7 · cercle noir sur case blanche f7 · Tour noire sur case noire g7 · cercle noir sur case blanche h7 · cercle blanc sur case noire d6 · cercle noir sur case blanche g6 · cercle blanc sur case blanche d5 · Pion noir sur case noire g5 · cercle blanc sur case blanche a4 · cercle blanc sur case noire b4 · cercle blanc sur case blanche c4 · Tour blanche sur case noire d4 · cercle blanc sur case blanche e4 · cercle blanc sur case noire f4 · cercle blanc sur case blanche g4 · cercle blanc sur case noire h4 · cercle blanc sur case blanche d3 · cercle blanc sur case noire d2 · cercle blanc sur case blanche d1 | cercle blanc sur case noire d8 · cercle noir sur case blanche g8 · cercle blanc sur case blanche d7 · Pion blanc sur case noire e7 · cercle noir sur case blanche f7 · Tour noire sur case noire g7 · cercle noir sur case blanche h7 · cercle blanc sur case noire d6 · cercle noir sur case blanche g6 · cercle blanc sur case blanche d5 · Pion noir sur case noire g5 · cercle blanc sur case blanche a4 · cercle blanc sur case noire b4 · cercle blanc sur case blanche c4 · Tour blanche sur case noire d4 · cercle blanc sur case blanche e4 · cercle blanc sur case noire f4 · cercle blanc sur case blanche g4 · cercle blanc sur case noire h4 · cercle blanc sur case blanche d3 · cercle blanc sur case noire d2 · cercle blanc sur case blanche d1 | cercle blanc sur case noire d8 · cercle noir sur case blanche g8 · cercle blanc sur case blanche d7 · Pion blanc sur case noire e7 · cercle noir sur case blanche f7 · Tour noire sur case noire g7 · cercle noir sur case blanche h7 · cercle blanc sur case noire d6 · cercle noir sur case blanche g6 · cercle blanc sur case blanche d5 · Pion noir sur case noire g5 · cercle blanc sur case blanche a4 · cercle blanc sur case noire b4 · cercle blanc sur case blanche c4 · Tour blanche sur case noire d4 · cercle blanc sur case blanche e4 · cercle blanc sur case noire f4 · cercle blanc sur case blanche g4 · cercle blanc sur case noire h4 · cercle blanc sur case blanche d3 · cercle blanc sur case noire d2 · cercle blanc sur case blanche d1 | 6 |
| 5 | cercle blanc sur case noire d8 · cercle noir sur case blanche g8 · cercle blanc sur case blanche d7 · Pion blanc sur case noire e7 · cercle noir sur case blanche f7 · Tour noire sur case noire g7 · cercle noir sur case blanche h7 · cercle blanc sur case noire d6 · cercle noir sur case blanche g6 · cercle blanc sur case blanche d5 · Pion noir sur case noire g5 · cercle blanc sur case blanche a4 · cercle blanc sur case noire b4 · cercle blanc sur case blanche c4 · Tour blanche sur case noire d4 · cercle blanc sur case blanche e4 · cercle blanc sur case noire f4 · cercle blanc sur case blanche g4 · cercle blanc sur case noire h4 · cercle blanc sur case blanche d3 · cercle blanc sur case noire d2 · cercle blanc sur case blanche d1 | cercle blanc sur case noire d8 · cercle noir sur case blanche g8 · cercle blanc sur case blanche d7 · Pion blanc sur case noire e7 · cercle noir sur case blanche f7 · Tour noire sur case noire g7 · cercle noir sur case blanche h7 · cercle blanc sur case noire d6 · cercle noir sur case blanche g6 · cercle blanc sur case blanche d5 · Pion noir sur case noire g5 · cercle blanc sur case blanche a4 · cercle blanc sur case noire b4 · cercle blanc sur case blanche c4 · Tour blanche sur case noire d4 · cercle blanc sur case blanche e4 · cercle blanc sur case noire f4 · cercle blanc sur case blanche g4 · cercle blanc sur case noire h4 · cercle blanc sur case blanche d3 · cercle blanc sur case noire d2 · cercle blanc sur case blanche d1 | cercle blanc sur case noire d8 · cercle noir sur case blanche g8 · cercle blanc sur case blanche d7 · Pion blanc sur case noire e7 · cercle noir sur case blanche f7 · Tour noire sur case noire g7 · cercle noir sur case blanche h7 · cercle blanc sur case noire d6 · cercle noir sur case blanche g6 · cercle blanc sur case blanche d5 · Pion noir sur case noire g5 · cercle blanc sur case blanche a4 · cercle blanc sur case noire b4 · cercle blanc sur case blanche c4 · Tour blanche sur case noire d4 · cercle blanc sur case blanche e4 · cercle blanc sur case noire f4 · cercle blanc sur case blanche g4 · cercle blanc sur case noire h4 · cercle blanc sur case blanche d3 · cercle blanc sur case noire d2 · cercle blanc sur case blanche d1 | cercle blanc sur case noire d8 · cercle noir sur case blanche g8 · cercle blanc sur case blanche d7 · Pion blanc sur case noire e7 · cercle noir sur case blanche f7 · Tour noire sur case noire g7 · cercle noir sur case blanche h7 · cercle blanc sur case noire d6 · cercle noir sur case blanche g6 · cercle blanc sur case blanche d5 · Pion noir sur case noire g5 · cercle blanc sur case blanche a4 · cercle blanc sur case noire b4 · cercle blanc sur case blanche c4 · Tour blanche sur case noire d4 · cercle blanc sur case blanche e4 · cercle blanc sur case noire f4 · cercle blanc sur case blanche g4 · cercle blanc sur case noire h4 · cercle blanc sur case blanche d3 · cercle blanc sur case noire d2 · cercle blanc sur case blanche d1 | cercle blanc sur case noire d8 · cercle noir sur case blanche g8 · cercle blanc sur case blanche d7 · Pion blanc sur case noire e7 · cercle noir sur case blanche f7 · Tour noire sur case noire g7 · cercle noir sur case blanche h7 · cercle blanc sur case noire d6 · cercle noir sur case blanche g6 · cercle blanc sur case blanche d5 · Pion noir sur case noire g5 · cercle blanc sur case blanche a4 · cercle blanc sur case noire b4 · cercle blanc sur case blanche c4 · Tour blanche sur case noire d4 · cercle blanc sur case blanche e4 · cercle blanc sur case noire f4 · cercle blanc sur case blanche g4 · cercle blanc sur case noire h4 · cercle blanc sur case blanche d3 · cercle blanc sur case noire d2 · cercle blanc sur case blanche d1 | cercle blanc sur case noire d8 · cercle noir sur case blanche g8 · cercle blanc sur case blanche d7 · Pion blanc sur case noire e7 · cercle noir sur case blanche f7 · Tour noire sur case noire g7 · cercle noir sur case blanche h7 · cercle blanc sur case noire d6 · cercle noir sur case blanche g6 · cercle blanc sur case blanche d5 · Pion noir sur case noire g5 · cercle blanc sur case blanche a4 · cercle blanc sur case noire b4 · cercle blanc sur case blanche c4 · Tour blanche sur case noire d4 · cercle blanc sur case blanche e4 · cercle blanc sur case noire f4 · cercle blanc sur case blanche g4 · cercle blanc sur case noire h4 · cercle blanc sur case blanche d3 · cercle blanc sur case noire d2 · cercle blanc sur case blanche d1 | cercle blanc sur case noire d8 · cercle noir sur case blanche g8 · cercle blanc sur case blanche d7 · Pion blanc sur case noire e7 · cercle noir sur case blanche f7 · Tour noire sur case noire g7 · cercle noir sur case blanche h7 · cercle blanc sur case noire d6 · cercle noir sur case blanche g6 · cercle blanc sur case blanche d5 · Pion noir sur case noire g5 · cercle blanc sur case blanche a4 · cercle blanc sur case noire b4 · cercle blanc sur case blanche c4 · Tour blanche sur case noire d4 · cercle blanc sur case blanche e4 · cercle blanc sur case noire f4 · cercle blanc sur case blanche g4 · cercle blanc sur case noire h4 · cercle blanc sur case blanche d3 · cercle blanc sur case noire d2 · cercle blanc sur case blanche d1 | cercle blanc sur case noire d8 · cercle noir sur case blanche g8 · cercle blanc sur case blanche d7 · Pion blanc sur case noire e7 · cercle noir sur case blanche f7 · Tour noire sur case noire g7 · cercle noir sur case blanche h7 · cercle blanc sur case noire d6 · cercle noir sur case blanche g6 · cercle blanc sur case blanche d5 · Pion noir sur case noire g5 · cercle blanc sur case blanche a4 · cercle blanc sur case noire b4 · cercle blanc sur case blanche c4 · Tour blanche sur case noire d4 · cercle blanc sur case blanche e4 · cercle blanc sur case noire f4 · cercle blanc sur case blanche g4 · cercle blanc sur case noire h4 · cercle blanc sur case blanche d3 · cercle blanc sur case noire d2 · cercle blanc sur case blanche d1 | 5 |
| 4 | cercle blanc sur case noire d8 · cercle noir sur case blanche g8 · cercle blanc sur case blanche d7 · Pion blanc sur case noire e7 · cercle noir sur case blanche f7 · Tour noire sur case noire g7 · cercle noir sur case blanche h7 · cercle blanc sur case noire d6 · cercle noir sur case blanche g6 · cercle blanc sur case blanche d5 · Pion noir sur case noire g5 · cercle blanc sur case blanche a4 · cercle blanc sur case noire b4 · cercle blanc sur case blanche c4 · Tour blanche sur case noire d4 · cercle blanc sur case blanche e4 · cercle blanc sur case noire f4 · cercle blanc sur case blanche g4 · cercle blanc sur case noire h4 · cercle blanc sur case blanche d3 · cercle blanc sur case noire d2 · cercle blanc sur case blanche d1 | cercle blanc sur case noire d8 · cercle noir sur case blanche g8 · cercle blanc sur case blanche d7 · Pion blanc sur case noire e7 · cercle noir sur case blanche f7 · Tour noire sur case noire g7 · cercle noir sur case blanche h7 · cercle blanc sur case noire d6 · cercle noir sur case blanche g6 · cercle blanc sur case blanche d5 · Pion noir sur case noire g5 · cercle blanc sur case blanche a4 · cercle blanc sur case noire b4 · cercle blanc sur case blanche c4 · Tour blanche sur case noire d4 · cercle blanc sur case blanche e4 · cercle blanc sur case noire f4 · cercle blanc sur case blanche g4 · cercle blanc sur case noire h4 · cercle blanc sur case blanche d3 · cercle blanc sur case noire d2 · cercle blanc sur case blanche d1 | cercle blanc sur case noire d8 · cercle noir sur case blanche g8 · cercle blanc sur case blanche d7 · Pion blanc sur case noire e7 · cercle noir sur case blanche f7 · Tour noire sur case noire g7 · cercle noir sur case blanche h7 · cercle blanc sur case noire d6 · cercle noir sur case blanche g6 · cercle blanc sur case blanche d5 · Pion noir sur case noire g5 · cercle blanc sur case blanche a4 · cercle blanc sur case noire b4 · cercle blanc sur case blanche c4 · Tour blanche sur case noire d4 · cercle blanc sur case blanche e4 · cercle blanc sur case noire f4 · cercle blanc sur case blanche g4 · cercle blanc sur case noire h4 · cercle blanc sur case blanche d3 · cercle blanc sur case noire d2 · cercle blanc sur case blanche d1 | cercle blanc sur case noire d8 · cercle noir sur case blanche g8 · cercle blanc sur case blanche d7 · Pion blanc sur case noire e7 · cercle noir sur case blanche f7 · Tour noire sur case noire g7 · cercle noir sur case blanche h7 · cercle blanc sur case noire d6 · cercle noir sur case blanche g6 · cercle blanc sur case blanche d5 · Pion noir sur case noire g5 · cercle blanc sur case blanche a4 · cercle blanc sur case noire b4 · cercle blanc sur case blanche c4 · Tour blanche sur case noire d4 · cercle blanc sur case blanche e4 · cercle blanc sur case noire f4 · cercle blanc sur case blanche g4 · cercle blanc sur case noire h4 · cercle blanc sur case blanche d3 · cercle blanc sur case noire d2 · cercle blanc sur case blanche d1 | cercle blanc sur case noire d8 · cercle noir sur case blanche g8 · cercle blanc sur case blanche d7 · Pion blanc sur case noire e7 · cercle noir sur case blanche f7 · Tour noire sur case noire g7 · cercle noir sur case blanche h7 · cercle blanc sur case noire d6 · cercle noir sur case blanche g6 · cercle blanc sur case blanche d5 · Pion noir sur case noire g5 · cercle blanc sur case blanche a4 · cercle blanc sur case noire b4 · cercle blanc sur case blanche c4 · Tour blanche sur case noire d4 · cercle blanc sur case blanche e4 · cercle blanc sur case noire f4 · cercle blanc sur case blanche g4 · cercle blanc sur case noire h4 · cercle blanc sur case blanche d3 · cercle blanc sur case noire d2 · cercle blanc sur case blanche d1 | cercle blanc sur case noire d8 · cercle noir sur case blanche g8 · cercle blanc sur case blanche d7 · Pion blanc sur case noire e7 · cercle noir sur case blanche f7 · Tour noire sur case noire g7 · cercle noir sur case blanche h7 · cercle blanc sur case noire d6 · cercle noir sur case blanche g6 · cercle blanc sur case blanche d5 · Pion noir sur case noire g5 · cercle blanc sur case blanche a4 · cercle blanc sur case noire b4 · cercle blanc sur case blanche c4 · Tour blanche sur case noire d4 · cercle blanc sur case blanche e4 · cercle blanc sur case noire f4 · cercle blanc sur case blanche g4 · cercle blanc sur case noire h4 · cercle blanc sur case blanche d3 · cercle blanc sur case noire d2 · cercle blanc sur case blanche d1 | cercle blanc sur case noire d8 · cercle noir sur case blanche g8 · cercle blanc sur case blanche d7 · Pion blanc sur case noire e7 · cercle noir sur case blanche f7 · Tour noire sur case noire g7 · cercle noir sur case blanche h7 · cercle blanc sur case noire d6 · cercle noir sur case blanche g6 · cercle blanc sur case blanche d5 · Pion noir sur case noire g5 · cercle blanc sur case blanche a4 · cercle blanc sur case noire b4 · cercle blanc sur case blanche c4 · Tour blanche sur case noire d4 · cercle blanc sur case blanche e4 · cercle blanc sur case noire f4 · cercle blanc sur case blanche g4 · cercle blanc sur case noire h4 · cercle blanc sur case blanche d3 · cercle blanc sur case noire d2 · cercle blanc sur case blanche d1 | cercle blanc sur case noire d8 · cercle noir sur case blanche g8 · cercle blanc sur case blanche d7 · Pion blanc sur case noire e7 · cercle noir sur case blanche f7 · Tour noire sur case noire g7 · cercle noir sur case blanche h7 · cercle blanc sur case noire d6 · cercle noir sur case blanche g6 · cercle blanc sur case blanche d5 · Pion noir sur case noire g5 · cercle blanc sur case blanche a4 · cercle blanc sur case noire b4 · cercle blanc sur case blanche c4 · Tour blanche sur case noire d4 · cercle blanc sur case blanche e4 · cercle blanc sur case noire f4 · cercle blanc sur case blanche g4 · cercle blanc sur case noire h4 · cercle blanc sur case blanche d3 · cercle blanc sur case noire d2 · cercle blanc sur case blanche d1 | 4 |
| 3 | cercle blanc sur case noire d8 · cercle noir sur case blanche g8 · cercle blanc sur case blanche d7 · Pion blanc sur case noire e7 · cercle noir sur case blanche f7 · Tour noire sur case noire g7 · cercle noir sur case blanche h7 · cercle blanc sur case noire d6 · cercle noir sur case blanche g6 · cercle blanc sur case blanche d5 · Pion noir sur case noire g5 · cercle blanc sur case blanche a4 · cercle blanc sur case noire b4 · cercle blanc sur case blanche c4 · Tour blanche sur case noire d4 · cercle blanc sur case blanche e4 · cercle blanc sur case noire f4 · cercle blanc sur case blanche g4 · cercle blanc sur case noire h4 · cercle blanc sur case blanche d3 · cercle blanc sur case noire d2 · cercle blanc sur case blanche d1 | cercle blanc sur case noire d8 · cercle noir sur case blanche g8 · cercle blanc sur case blanche d7 · Pion blanc sur case noire e7 · cercle noir sur case blanche f7 · Tour noire sur case noire g7 · cercle noir sur case blanche h7 · cercle blanc sur case noire d6 · cercle noir sur case blanche g6 · cercle blanc sur case blanche d5 · Pion noir sur case noire g5 · cercle blanc sur case blanche a4 · cercle blanc sur case noire b4 · cercle blanc sur case blanche c4 · Tour blanche sur case noire d4 · cercle blanc sur case blanche e4 · cercle blanc sur case noire f4 · cercle blanc sur case blanche g4 · cercle blanc sur case noire h4 · cercle blanc sur case blanche d3 · cercle blanc sur case noire d2 · cercle blanc sur case blanche d1 | cercle blanc sur case noire d8 · cercle noir sur case blanche g8 · cercle blanc sur case blanche d7 · Pion blanc sur case noire e7 · cercle noir sur case blanche f7 · Tour noire sur case noire g7 · cercle noir sur case blanche h7 · cercle blanc sur case noire d6 · cercle noir sur case blanche g6 · cercle blanc sur case blanche d5 · Pion noir sur case noire g5 · cercle blanc sur case blanche a4 · cercle blanc sur case noire b4 · cercle blanc sur case blanche c4 · Tour blanche sur case noire d4 · cercle blanc sur case blanche e4 · cercle blanc sur case noire f4 · cercle blanc sur case blanche g4 · cercle blanc sur case noire h4 · cercle blanc sur case blanche d3 · cercle blanc sur case noire d2 · cercle blanc sur case blanche d1 | cercle blanc sur case noire d8 · cercle noir sur case blanche g8 · cercle blanc sur case blanche d7 · Pion blanc sur case noire e7 · cercle noir sur case blanche f7 · Tour noire sur case noire g7 · cercle noir sur case blanche h7 · cercle blanc sur case noire d6 · cercle noir sur case blanche g6 · cercle blanc sur case blanche d5 · Pion noir sur case noire g5 · cercle blanc sur case blanche a4 · cercle blanc sur case noire b4 · cercle blanc sur case blanche c4 · Tour blanche sur case noire d4 · cercle blanc sur case blanche e4 · cercle blanc sur case noire f4 · cercle blanc sur case blanche g4 · cercle blanc sur case noire h4 · cercle blanc sur case blanche d3 · cercle blanc sur case noire d2 · cercle blanc sur case blanche d1 | cercle blanc sur case noire d8 · cercle noir sur case blanche g8 · cercle blanc sur case blanche d7 · Pion blanc sur case noire e7 · cercle noir sur case blanche f7 · Tour noire sur case noire g7 · cercle noir sur case blanche h7 · cercle blanc sur case noire d6 · cercle noir sur case blanche g6 · cercle blanc sur case blanche d5 · Pion noir sur case noire g5 · cercle blanc sur case blanche a4 · cercle blanc sur case noire b4 · cercle blanc sur case blanche c4 · Tour blanche sur case noire d4 · cercle blanc sur case blanche e4 · cercle blanc sur case noire f4 · cercle blanc sur case blanche g4 · cercle blanc sur case noire h4 · cercle blanc sur case blanche d3 · cercle blanc sur case noire d2 · cercle blanc sur case blanche d1 | cercle blanc sur case noire d8 · cercle noir sur case blanche g8 · cercle blanc sur case blanche d7 · Pion blanc sur case noire e7 · cercle noir sur case blanche f7 · Tour noire sur case noire g7 · cercle noir sur case blanche h7 · cercle blanc sur case noire d6 · cercle noir sur case blanche g6 · cercle blanc sur case blanche d5 · Pion noir sur case noire g5 · cercle blanc sur case blanche a4 · cercle blanc sur case noire b4 · cercle blanc sur case blanche c4 · Tour blanche sur case noire d4 · cercle blanc sur case blanche e4 · cercle blanc sur case noire f4 · cercle blanc sur case blanche g4 · cercle blanc sur case noire h4 · cercle blanc sur case blanche d3 · cercle blanc sur case noire d2 · cercle blanc sur case blanche d1 | cercle blanc sur case noire d8 · cercle noir sur case blanche g8 · cercle blanc sur case blanche d7 · Pion blanc sur case noire e7 · cercle noir sur case blanche f7 · Tour noire sur case noire g7 · cercle noir sur case blanche h7 · cercle blanc sur case noire d6 · cercle noir sur case blanche g6 · cercle blanc sur case blanche d5 · Pion noir sur case noire g5 · cercle blanc sur case blanche a4 · cercle blanc sur case noire b4 · cercle blanc sur case blanche c4 · Tour blanche sur case noire d4 · cercle blanc sur case blanche e4 · cercle blanc sur case noire f4 · cercle blanc sur case blanche g4 · cercle blanc sur case noire h4 · cercle blanc sur case blanche d3 · cercle blanc sur case noire d2 · cercle blanc sur case blanche d1 | cercle blanc sur case noire d8 · cercle noir sur case blanche g8 · cercle blanc sur case blanche d7 · Pion blanc sur case noire e7 · cercle noir sur case blanche f7 · Tour noire sur case noire g7 · cercle noir sur case blanche h7 · cercle blanc sur case noire d6 · cercle noir sur case blanche g6 · cercle blanc sur case blanche d5 · Pion noir sur case noire g5 · cercle blanc sur case blanche a4 · cercle blanc sur case noire b4 · cercle blanc sur case blanche c4 · Tour blanche sur case noire d4 · cercle blanc sur case blanche e4 · cercle blanc sur case noire f4 · cercle blanc sur case blanche g4 · cercle blanc sur case noire h4 · cercle blanc sur case blanche d3 · cercle blanc sur case noire d2 · cercle blanc sur case blanche d1 | 3 |
| 2 | cercle blanc sur case noire d8 · cercle noir sur case blanche g8 · cercle blanc sur case blanche d7 · Pion blanc sur case noire e7 · cercle noir sur case blanche f7 · Tour noire sur case noire g7 · cercle noir sur case blanche h7 · cercle blanc sur case noire d6 · cercle noir sur case blanche g6 · cercle blanc sur case blanche d5 · Pion noir sur case noire g5 · cercle blanc sur case blanche a4 · cercle blanc sur case noire b4 · cercle blanc sur case blanche c4 · Tour blanche sur case noire d4 · cercle blanc sur case blanche e4 · cercle blanc sur case noire f4 · cercle blanc sur case blanche g4 · cercle blanc sur case noire h4 · cercle blanc sur case blanche d3 · cercle blanc sur case noire d2 · cercle blanc sur case blanche d1 | cercle blanc sur case noire d8 · cercle noir sur case blanche g8 · cercle blanc sur case blanche d7 · Pion blanc sur case noire e7 · cercle noir sur case blanche f7 · Tour noire sur case noire g7 · cercle noir sur case blanche h7 · cercle blanc sur case noire d6 · cercle noir sur case blanche g6 · cercle blanc sur case blanche d5 · Pion noir sur case noire g5 · cercle blanc sur case blanche a4 · cercle blanc sur case noire b4 · cercle blanc sur case blanche c4 · Tour blanche sur case noire d4 · cercle blanc sur case blanche e4 · cercle blanc sur case noire f4 · cercle blanc sur case blanche g4 · cercle blanc sur case noire h4 · cercle blanc sur case blanche d3 · cercle blanc sur case noire d2 · cercle blanc sur case blanche d1 | cercle blanc sur case noire d8 · cercle noir sur case blanche g8 · cercle blanc sur case blanche d7 · Pion blanc sur case noire e7 · cercle noir sur case blanche f7 · Tour noire sur case noire g7 · cercle noir sur case blanche h7 · cercle blanc sur case noire d6 · cercle noir sur case blanche g6 · cercle blanc sur case blanche d5 · Pion noir sur case noire g5 · cercle blanc sur case blanche a4 · cercle blanc sur case noire b4 · cercle blanc sur case blanche c4 · Tour blanche sur case noire d4 · cercle blanc sur case blanche e4 · cercle blanc sur case noire f4 · cercle blanc sur case blanche g4 · cercle blanc sur case noire h4 · cercle blanc sur case blanche d3 · cercle blanc sur case noire d2 · cercle blanc sur case blanche d1 | cercle blanc sur case noire d8 · cercle noir sur case blanche g8 · cercle blanc sur case blanche d7 · Pion blanc sur case noire e7 · cercle noir sur case blanche f7 · Tour noire sur case noire g7 · cercle noir sur case blanche h7 · cercle blanc sur case noire d6 · cercle noir sur case blanche g6 · cercle blanc sur case blanche d5 · Pion noir sur case noire g5 · cercle blanc sur case blanche a4 · cercle blanc sur case noire b4 · cercle blanc sur case blanche c4 · Tour blanche sur case noire d4 · cercle blanc sur case blanche e4 · cercle blanc sur case noire f4 · cercle blanc sur case blanche g4 · cercle blanc sur case noire h4 · cercle blanc sur case blanche d3 · cercle blanc sur case noire d2 · cercle blanc sur case blanche d1 | cercle blanc sur case noire d8 · cercle noir sur case blanche g8 · cercle blanc sur case blanche d7 · Pion blanc sur case noire e7 · cercle noir sur case blanche f7 · Tour noire sur case noire g7 · cercle noir sur case blanche h7 · cercle blanc sur case noire d6 · cercle noir sur case blanche g6 · cercle blanc sur case blanche d5 · Pion noir sur case noire g5 · cercle blanc sur case blanche a4 · cercle blanc sur case noire b4 · cercle blanc sur case blanche c4 · Tour blanche sur case noire d4 · cercle blanc sur case blanche e4 · cercle blanc sur case noire f4 · cercle blanc sur case blanche g4 · cercle blanc sur case noire h4 · cercle blanc sur case blanche d3 · cercle blanc sur case noire d2 · cercle blanc sur case blanche d1 | cercle blanc sur case noire d8 · cercle noir sur case blanche g8 · cercle blanc sur case blanche d7 · Pion blanc sur case noire e7 · cercle noir sur case blanche f7 · Tour noire sur case noire g7 · cercle noir sur case blanche h7 · cercle blanc sur case noire d6 · cercle noir sur case blanche g6 · cercle blanc sur case blanche d5 · Pion noir sur case noire g5 · cercle blanc sur case blanche a4 · cercle blanc sur case noire b4 · cercle blanc sur case blanche c4 · Tour blanche sur case noire d4 · cercle blanc sur case blanche e4 · cercle blanc sur case noire f4 · cercle blanc sur case blanche g4 · cercle blanc sur case noire h4 · cercle blanc sur case blanche d3 · cercle blanc sur case noire d2 · cercle blanc sur case blanche d1 | cercle blanc sur case noire d8 · cercle noir sur case blanche g8 · cercle blanc sur case blanche d7 · Pion blanc sur case noire e7 · cercle noir sur case blanche f7 · Tour noire sur case noire g7 · cercle noir sur case blanche h7 · cercle blanc sur case noire d6 · cercle noir sur case blanche g6 · cercle blanc sur case blanche d5 · Pion noir sur case noire g5 · cercle blanc sur case blanche a4 · cercle blanc sur case noire b4 · cercle blanc sur case blanche c4 · Tour blanche sur case noire d4 · cercle blanc sur case blanche e4 · cercle blanc sur case noire f4 · cercle blanc sur case blanche g4 · cercle blanc sur case noire h4 · cercle blanc sur case blanche d3 · cercle blanc sur case noire d2 · cercle blanc sur case blanche d1 | cercle blanc sur case noire d8 · cercle noir sur case blanche g8 · cercle blanc sur case blanche d7 · Pion blanc sur case noire e7 · cercle noir sur case blanche f7 · Tour noire sur case noire g7 · cercle noir sur case blanche h7 · cercle blanc sur case noire d6 · cercle noir sur case blanche g6 · cercle blanc sur case blanche d5 · Pion noir sur case noire g5 · cercle blanc sur case blanche a4 · cercle blanc sur case noire b4 · cercle blanc sur case blanche c4 · Tour blanche sur case noire d4 · cercle blanc sur case blanche e4 · cercle blanc sur case noire f4 · cercle blanc sur case blanche g4 · cercle blanc sur case noire h4 · cercle blanc sur case blanche d3 · cercle blanc sur case noire d2 · cercle blanc sur case blanche d1 | 2 |
| 1 | cercle blanc sur case noire d8 · cercle noir sur case blanche g8 · cercle blanc sur case blanche d7 · Pion blanc sur case noire e7 · cercle noir sur case blanche f7 · Tour noire sur case noire g7 · cercle noir sur case blanche h7 · cercle blanc sur case noire d6 · cercle noir sur case blanche g6 · cercle blanc sur case blanche d5 · Pion noir sur case noire g5 · cercle blanc sur case blanche a4 · cercle blanc sur case noire b4 · cercle blanc sur case blanche c4 · Tour blanche sur case noire d4 · cercle blanc sur case blanche e4 · cercle blanc sur case noire f4 · cercle blanc sur case blanche g4 · cercle blanc sur case noire h4 · cercle blanc sur case blanche d3 · cercle blanc sur case noire d2 · cercle blanc sur case blanche d1 | cercle blanc sur case noire d8 · cercle noir sur case blanche g8 · cercle blanc sur case blanche d7 · Pion blanc sur case noire e7 · cercle noir sur case blanche f7 · Tour noire sur case noire g7 · cercle noir sur case blanche h7 · cercle blanc sur case noire d6 · cercle noir sur case blanche g6 · cercle blanc sur case blanche d5 · Pion noir sur case noire g5 · cercle blanc sur case blanche a4 · cercle blanc sur case noire b4 · cercle blanc sur case blanche c4 · Tour blanche sur case noire d4 · cercle blanc sur case blanche e4 · cercle blanc sur case noire f4 · cercle blanc sur case blanche g4 · cercle blanc sur case noire h4 · cercle blanc sur case blanche d3 · cercle blanc sur case noire d2 · cercle blanc sur case blanche d1 | cercle blanc sur case noire d8 · cercle noir sur case blanche g8 · cercle blanc sur case blanche d7 · Pion blanc sur case noire e7 · cercle noir sur case blanche f7 · Tour noire sur case noire g7 · cercle noir sur case blanche h7 · cercle blanc sur case noire d6 · cercle noir sur case blanche g6 · cercle blanc sur case blanche d5 · Pion noir sur case noire g5 · cercle blanc sur case blanche a4 · cercle blanc sur case noire b4 · cercle blanc sur case blanche c4 · Tour blanche sur case noire d4 · cercle blanc sur case blanche e4 · cercle blanc sur case noire f4 · cercle blanc sur case blanche g4 · cercle blanc sur case noire h4 · cercle blanc sur case blanche d3 · cercle blanc sur case noire d2 · cercle blanc sur case blanche d1 | cercle blanc sur case noire d8 · cercle noir sur case blanche g8 · cercle blanc sur case blanche d7 · Pion blanc sur case noire e7 · cercle noir sur case blanche f7 · Tour noire sur case noire g7 · cercle noir sur case blanche h7 · cercle blanc sur case noire d6 · cercle noir sur case blanche g6 · cercle blanc sur case blanche d5 · Pion noir sur case noire g5 · cercle blanc sur case blanche a4 · cercle blanc sur case noire b4 · cercle blanc sur case blanche c4 · Tour blanche sur case noire d4 · cercle blanc sur case blanche e4 · cercle blanc sur case noire f4 · cercle blanc sur case blanche g4 · cercle blanc sur case noire h4 · cercle blanc sur case blanche d3 · cercle blanc sur case noire d2 · cercle blanc sur case blanche d1 | cercle blanc sur case noire d8 · cercle noir sur case blanche g8 · cercle blanc sur case blanche d7 · Pion blanc sur case noire e7 · cercle noir sur case blanche f7 · Tour noire sur case noire g7 · cercle noir sur case blanche h7 · cercle blanc sur case noire d6 · cercle noir sur case blanche g6 · cercle blanc sur case blanche d5 · Pion noir sur case noire g5 · cercle blanc sur case blanche a4 · cercle blanc sur case noire b4 · cercle blanc sur case blanche c4 · Tour blanche sur case noire d4 · cercle blanc sur case blanche e4 · cercle blanc sur case noire f4 · cercle blanc sur case blanche g4 · cercle blanc sur case noire h4 · cercle blanc sur case blanche d3 · cercle blanc sur case noire d2 · cercle blanc sur case blanche d1 | cercle blanc sur case noire d8 · cercle noir sur case blanche g8 · cercle blanc sur case blanche d7 · Pion blanc sur case noire e7 · cercle noir sur case blanche f7 · Tour noire sur case noire g7 · cercle noir sur case blanche h7 · cercle blanc sur case noire d6 · cercle noir sur case blanche g6 · cercle blanc sur case blanche d5 · Pion noir sur case noire g5 · cercle blanc sur case blanche a4 · cercle blanc sur case noire b4 · cercle blanc sur case blanche c4 · Tour blanche sur case noire d4 · cercle blanc sur case blanche e4 · cercle blanc sur case noire f4 · cercle blanc sur case blanche g4 · cercle blanc sur case noire h4 · cercle blanc sur case blanche d3 · cercle blanc sur case noire d2 · cercle blanc sur case blanche d1 | cercle blanc sur case noire d8 · cercle noir sur case blanche g8 · cercle blanc sur case blanche d7 · Pion blanc sur case noire e7 · cercle noir sur case blanche f7 · Tour noire sur case noire g7 · cercle noir sur case blanche h7 · cercle blanc sur case noire d6 · cercle noir sur case blanche g6 · cercle blanc sur case blanche d5 · Pion noir sur case noire g5 · cercle blanc sur case blanche a4 · cercle blanc sur case noire b4 · cercle blanc sur case blanche c4 · Tour blanche sur case noire d4 · cercle blanc sur case blanche e4 · cercle blanc sur case noire f4 · cercle blanc sur case blanche g4 · cercle blanc sur case noire h4 · cercle blanc sur case blanche d3 · cercle blanc sur case noire d2 · cercle blanc sur case blanche d1 | cercle blanc sur case noire d8 · cercle noir sur case blanche g8 · cercle blanc sur case blanche d7 · Pion blanc sur case noire e7 · cercle noir sur case blanche f7 · Tour noire sur case noire g7 · cercle noir sur case blanche h7 · cercle blanc sur case noire d6 · cercle noir sur case blanche g6 · cercle blanc sur case blanche d5 · Pion noir sur case noire g5 · cercle blanc sur case blanche a4 · cercle blanc sur case noire b4 · cercle blanc sur case blanche c4 · Tour blanche sur case noire d4 · cercle blanc sur case blanche e4 · cercle blanc sur case noire f4 · cercle blanc sur case blanche g4 · cercle blanc sur case noire h4 · cercle blanc sur case blanche d3 · cercle blanc sur case noire d2 · cercle blanc sur case blanche d1 | 1 |
|   | a | b | c | d | e | f | g | h |   |

|   | a | b | c | d | e | f | g | h |   |
| 8 | Tour noire sur case blanche a8 · Tour noire sur case noire h8 · Tour blanche sur case noire a1 · Tour blanche sur case blanche h1 | Tour noire sur case blanche a8 · Tour noire sur case noire h8 · Tour blanche sur case noire a1 · Tour blanche sur case blanche h1 | Tour noire sur case blanche a8 · Tour noire sur case noire h8 · Tour blanche sur case noire a1 · Tour blanche sur case blanche h1 | Tour noire sur case blanche a8 · Tour noire sur case noire h8 · Tour blanche sur case noire a1 · Tour blanche sur case blanche h1 | Tour noire sur case blanche a8 · Tour noire sur case noire h8 · Tour blanche sur case noire a1 · Tour blanche sur case blanche h1 | Tour noire sur case blanche a8 · Tour noire sur case noire h8 · Tour blanche sur case noire a1 · Tour blanche sur case blanche h1 | Tour noire sur case blanche a8 · Tour noire sur case noire h8 · Tour blanche sur case noire a1 · Tour blanche sur case blanche h1 | Tour noire sur case blanche a8 · Tour noire sur case noire h8 · Tour blanche sur case noire a1 · Tour blanche sur case blanche h1 | 8 |
| 7 | Tour noire sur case blanche a8 · Tour noire sur case noire h8 · Tour blanche sur case noire a1 · Tour blanche sur case blanche h1 | Tour noire sur case blanche a8 · Tour noire sur case noire h8 · Tour blanche sur case noire a1 · Tour blanche sur case blanche h1 | Tour noire sur case blanche a8 · Tour noire sur case noire h8 · Tour blanche sur case noire a1 · Tour blanche sur case blanche h1 | Tour noire sur case blanche a8 · Tour noire sur case noire h8 · Tour blanche sur case noire a1 · Tour blanche sur case blanche h1 | Tour noire sur case blanche a8 · Tour noire sur case noire h8 · Tour blanche sur case noire a1 · Tour blanche sur case blanche h1 | Tour noire sur case blanche a8 · Tour noire sur case noire h8 · Tour blanche sur case noire a1 · Tour blanche sur case blanche h1 | Tour noire sur case blanche a8 · Tour noire sur case noire h8 · Tour blanche sur case noire a1 · Tour blanche sur case blanche h1 | Tour noire sur case blanche a8 · Tour noire sur case noire h8 · Tour blanche sur case noire a1 · Tour blanche sur case blanche h1 | 7 |
| 6 | Tour noire sur case blanche a8 · Tour noire sur case noire h8 · Tour blanche sur case noire a1 · Tour blanche sur case blanche h1 | Tour noire sur case blanche a8 · Tour noire sur case noire h8 · Tour blanche sur case noire a1 · Tour blanche sur case blanche h1 | Tour noire sur case blanche a8 · Tour noire sur case noire h8 · Tour blanche sur case noire a1 · Tour blanche sur case blanche h1 | Tour noire sur case blanche a8 · Tour noire sur case noire h8 · Tour blanche sur case noire a1 · Tour blanche sur case blanche h1 | Tour noire sur case blanche a8 · Tour noire sur case noire h8 · Tour blanche sur case noire a1 · Tour blanche sur case blanche h1 | Tour noire sur case blanche a8 · Tour noire sur case noire h8 · Tour blanche sur case noire a1 · Tour blanche sur case blanche h1 | Tour noire sur case blanche a8 · Tour noire sur case noire h8 · Tour blanche sur case noire a1 · Tour blanche sur case blanche h1 | Tour noire sur case blanche a8 · Tour noire sur case noire h8 · Tour blanche sur case noire a1 · Tour blanche sur case blanche h1 | 6 |
| 5 | Tour noire sur case blanche a8 · Tour noire sur case noire h8 · Tour blanche sur case noire a1 · Tour blanche sur case blanche h1 | Tour noire sur case blanche a8 · Tour noire sur case noire h8 · Tour blanche sur case noire a1 · Tour blanche sur case blanche h1 | Tour noire sur case blanche a8 · Tour noire sur case noire h8 · Tour blanche sur case noire a1 · Tour blanche sur case blanche h1 | Tour noire sur case blanche a8 · Tour noire sur case noire h8 · Tour blanche sur case noire a1 · Tour blanche sur case blanche h1 | Tour noire sur case blanche a8 · Tour noire sur case noire h8 · Tour blanche sur case noire a1 · Tour blanche sur case blanche h1 | Tour noire sur case blanche a8 · Tour noire sur case noire h8 · Tour blanche sur case noire a1 · Tour blanche sur case blanche h1 | Tour noire sur case blanche a8 · Tour noire sur case noire h8 · Tour blanche sur case noire a1 · Tour blanche sur case blanche h1 | Tour noire sur case blanche a8 · Tour noire sur case noire h8 · Tour blanche sur case noire a1 · Tour blanche sur case blanche h1 | 5 |
| 4 | Tour noire sur case blanche a8 · Tour noire sur case noire h8 · Tour blanche sur case noire a1 · Tour blanche sur case blanche h1 | Tour noire sur case blanche a8 · Tour noire sur case noire h8 · Tour blanche sur case noire a1 · Tour blanche sur case blanche h1 | Tour noire sur case blanche a8 · Tour noire sur case noire h8 · Tour blanche sur case noire a1 · Tour blanche sur case blanche h1 | Tour noire sur case blanche a8 · Tour noire sur case noire h8 · Tour blanche sur case noire a1 · Tour blanche sur case blanche h1 | Tour noire sur case blanche a8 · Tour noire sur case noire h8 · Tour blanche sur case noire a1 · Tour blanche sur case blanche h1 | Tour noire sur case blanche a8 · Tour noire sur case noire h8 · Tour blanche sur case noire a1 · Tour blanche sur case blanche h1 | Tour noire sur case blanche a8 · Tour noire sur case noire h8 · Tour blanche sur case noire a1 · Tour blanche sur case blanche h1 | Tour noire sur case blanche a8 · Tour noire sur case noire h8 · Tour blanche sur case noire a1 · Tour blanche sur case blanche h1 | 4 |
| 3 | Tour noire sur case blanche a8 · Tour noire sur case noire h8 · Tour blanche sur case noire a1 · Tour blanche sur case blanche h1 | Tour noire sur case blanche a8 · Tour noire sur case noire h8 · Tour blanche sur case noire a1 · Tour blanche sur case blanche h1 | Tour noire sur case blanche a8 · Tour noire sur case noire h8 · Tour blanche sur case noire a1 · Tour blanche sur case blanche h1 | Tour noire sur case blanche a8 · Tour noire sur case noire h8 · Tour blanche sur case noire a1 · Tour blanche sur case blanche h1 | Tour noire sur case blanche a8 · Tour noire sur case noire h8 · Tour blanche sur case noire a1 · Tour blanche sur case blanche h1 | Tour noire sur case blanche a8 · Tour noire sur case noire h8 · Tour blanche sur case noire a1 · Tour blanche sur case blanche h1 | Tour noire sur case blanche a8 · Tour noire sur case noire h8 · Tour blanche sur case noire a1 · Tour blanche sur case blanche h1 | Tour noire sur case blanche a8 · Tour noire sur case noire h8 · Tour blanche sur case noire a1 · Tour blanche sur case blanche h1 | 3 |
| 2 | Tour noire sur case blanche a8 · Tour noire sur case noire h8 · Tour blanche sur case noire a1 · Tour blanche sur case blanche h1 | Tour noire sur case blanche a8 · Tour noire sur case noire h8 · Tour blanche sur case noire a1 · Tour blanche sur case blanche h1 | Tour noire sur case blanche a8 · Tour noire sur case noire h8 · Tour blanche sur case noire a1 · Tour blanche sur case blanche h1 | Tour noire sur case blanche a8 · Tour noire sur case noire h8 · Tour blanche sur case noire a1 · Tour blanche sur case blanche h1 | Tour noire sur case blanche a8 · Tour noire sur case noire h8 · Tour blanche sur case noire a1 · Tour blanche sur case blanche h1 | Tour noire sur case blanche a8 · Tour noire sur case noire h8 · Tour blanche sur case noire a1 · Tour blanche sur case blanche h1 | Tour noire sur case blanche a8 · Tour noire sur case noire h8 · Tour blanche sur case noire a1 · Tour blanche sur case blanche h1 | Tour noire sur case blanche a8 · Tour noire sur case noire h8 · Tour blanche sur case noire a1 · Tour blanche sur case blanche h1 | 2 |
| 1 | Tour noire sur case blanche a8 · Tour noire sur case noire h8 · Tour blanche sur case noire a1 · Tour blanche sur case blanche h1 | Tour noire sur case blanche a8 · Tour noire sur case noire h8 · Tour blanche sur case noire a1 · Tour blanche sur case blanche h1 | Tour noire sur case blanche a8 · Tour noire sur case noire h8 · Tour blanche sur case noire a1 · Tour blanche sur case blanche h1 | Tour noire sur case blanche a8 · Tour noire sur case noire h8 · Tour blanche sur case noire a1 · Tour blanche sur case blanche h1 | Tour noire sur case blanche a8 · Tour noire sur case noire h8 · Tour blanche sur case noire a1 · Tour blanche sur case blanche h1 | Tour noire sur case blanche a8 · Tour noire sur case noire h8 · Tour blanche sur case noire a1 · Tour blanche sur case blanche h1 | Tour noire sur case blanche a8 · Tour noire sur case noire h8 · Tour blanche sur case noire a1 · Tour blanche sur case blanche h1 | Tour noire sur case blanche a8 · Tour noire sur case noire h8 · Tour blanche sur case noire a1 · Tour blanche sur case blanche h1 | 1 |
|   | a | b | c | d | e | f | g | h |   |

La tour peut se déplacer horizontalement ou verticalement. Cette pièce est à longue portée, c'est-à-dire qu'elle peut être déplacée d'autant de cases qu'on le souhaite, sans pouvoir sauter par-dessus une autre pièce. Le rayon d'action de la tour, contrairement à celui du fou, ne dépend pas de sa place sur l'échiquier. En effet, une tour, qu'elle soit placée en a1, d8 ou e4, contrôlera toujours le même nombre de cases : 14 ; et le fait d'être centralisée, au contraire des autres pièces, n'influe pas sur l'efficacité de la tour.
Chaque camp possède deux tours. Elles se positionnent sur les cases a1 et h1 pour les blancs et a8 et h8 pour les noirs.

## Histoire

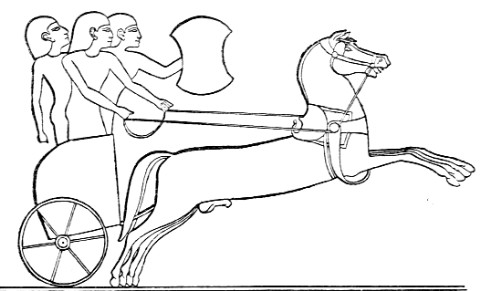
Gravure égyptienne représentant un char hittite.

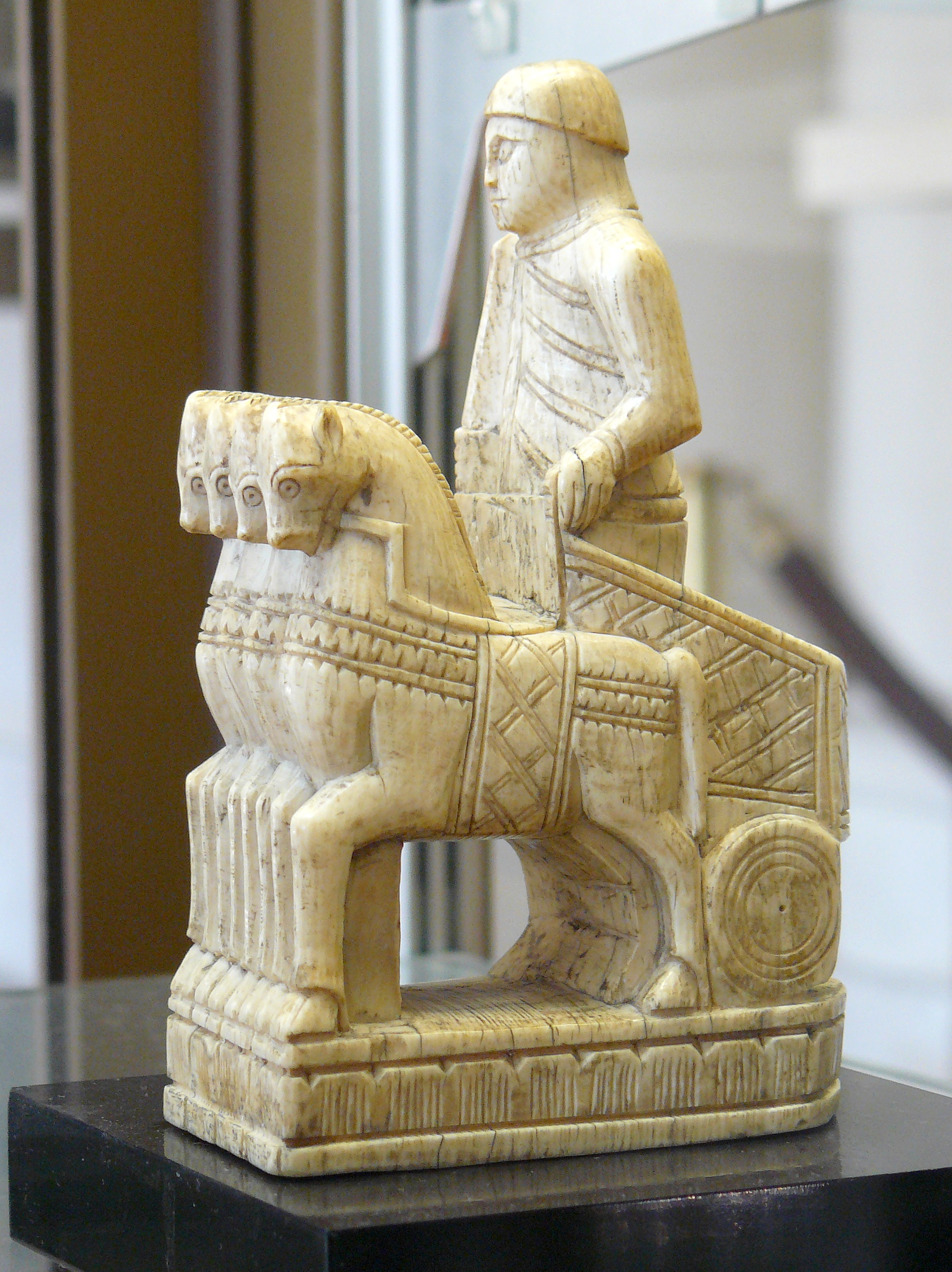
Tour en ivoire d’éléphant d’un jeu d’échecs du XIe siècle provenant d’Italie méridionale, dit échiquier de Charlemagne.

À l'origine, la tour représentait un char. Le mot persan rukh signifie chariot, et les pièces correspondantes dans les jeux de xiangqi et shogi sont nommées chariot. Les chars de guerre perses disposaient de solides armures et d'au moins un archer. 
Dans Le Livre des Eschecs avec son invention, Science et Pratique (1609), traduction française du Libro de la invención liberal y arte del juego del axedrez (es) de Ruy López (1561), les tours sont appelées « rocs ».
En Occident, la tour est traditionnellement représentée par une tour crénelée. Une explication possible est que le mot rukh a été transformé en rocca (forteresse) quand le jeu fut introduit en Italie. 
Une autre explication est fournie par l'archéologue canadien John Peter Oleson (en) : le char perse aurait évolué en un carré, avec deux protubérances représentant les chevaux, sous l'influence des conquérants musulmans qui préféraient des éléments stylisés plutôt que figuratifs. Puis, quand le jeu a atteint l'Europe, ces deux bosses ont été interprétées comme les créneaux d'une fortification, et la pièce est ainsi devenue la tour d'un château-fort, jusqu'à nos jours.

## Stratégie
La valeur de la tour est généralement estimée à cinq pions, c'est donc la pièce la plus forte après la dame. La dame et les tours sont appelées pièces lourdes, par opposition aux pièces légères que sont les cavaliers et les fous. Dans le milieu de partie, un fou et un cavalier seront en général plus forts qu'une tour et un pion, mais cet effet s'inverse en finale. La valeur de la tour seule augmente à mesure que des pièces s'échangent sur l'échiquier. Les finales de tours sont fréquentes, les tours survivant couramment aux échanges.
Les tours sont les pièces les plus difficiles à activer, le jeu étant souvent bloqué au début de la partie. Dans l'ouverture, les tours sont éloignées du centre et bloquées par les pièces voisines ; elle n'entrent généralement en jeu qu'à partir du milieu de partie, après la mobilisation des cavaliers, des fous, des pions du centre et du roque, qui permet généralement de mettre les tours en relation. Concrètement, C.J.S. Purdy affirme que le milieu de partie commence lorsque les tours sont activées.
|   | a | b | c | d | e | f | g | h |   |
| 8 | Tour noire sur case blanche a8 · Tour noire sur case blanche e8 · Roi noir sur case blanche g8 · Tour blanche sur case noire c7 · Pion noir sur case noire g7 · Fou noir sur case blanche a6 · Tour blanche sur case blanche c6 · Pion noir sur case blanche e6 · Pion noir sur case noire h6 · Pion noir sur case blanche d5 · Cavalier blanc sur case noire e5 · Pion noir sur case blanche f5 · Pion blanc sur case blanche h5 · Pion noir sur case blanche a4 · Pion blanc sur case noire d4 · Roi blanc sur case noire f4 · Pion blanc sur case noire a3 · Pion noir sur case blanche b3 · Pion blanc sur case noire e3 · Pion blanc sur case blanche f3 · Pion blanc sur case noire g3 · Pion blanc sur case noire b2 | Tour noire sur case blanche a8 · Tour noire sur case blanche e8 · Roi noir sur case blanche g8 · Tour blanche sur case noire c7 · Pion noir sur case noire g7 · Fou noir sur case blanche a6 · Tour blanche sur case blanche c6 · Pion noir sur case blanche e6 · Pion noir sur case noire h6 · Pion noir sur case blanche d5 · Cavalier blanc sur case noire e5 · Pion noir sur case blanche f5 · Pion blanc sur case blanche h5 · Pion noir sur case blanche a4 · Pion blanc sur case noire d4 · Roi blanc sur case noire f4 · Pion blanc sur case noire a3 · Pion noir sur case blanche b3 · Pion blanc sur case noire e3 · Pion blanc sur case blanche f3 · Pion blanc sur case noire g3 · Pion blanc sur case noire b2 | Tour noire sur case blanche a8 · Tour noire sur case blanche e8 · Roi noir sur case blanche g8 · Tour blanche sur case noire c7 · Pion noir sur case noire g7 · Fou noir sur case blanche a6 · Tour blanche sur case blanche c6 · Pion noir sur case blanche e6 · Pion noir sur case noire h6 · Pion noir sur case blanche d5 · Cavalier blanc sur case noire e5 · Pion noir sur case blanche f5 · Pion blanc sur case blanche h5 · Pion noir sur case blanche a4 · Pion blanc sur case noire d4 · Roi blanc sur case noire f4 · Pion blanc sur case noire a3 · Pion noir sur case blanche b3 · Pion blanc sur case noire e3 · Pion blanc sur case blanche f3 · Pion blanc sur case noire g3 · Pion blanc sur case noire b2 | Tour noire sur case blanche a8 · Tour noire sur case blanche e8 · Roi noir sur case blanche g8 · Tour blanche sur case noire c7 · Pion noir sur case noire g7 · Fou noir sur case blanche a6 · Tour blanche sur case blanche c6 · Pion noir sur case blanche e6 · Pion noir sur case noire h6 · Pion noir sur case blanche d5 · Cavalier blanc sur case noire e5 · Pion noir sur case blanche f5 · Pion blanc sur case blanche h5 · Pion noir sur case blanche a4 · Pion blanc sur case noire d4 · Roi blanc sur case noire f4 · Pion blanc sur case noire a3 · Pion noir sur case blanche b3 · Pion blanc sur case noire e3 · Pion blanc sur case blanche f3 · Pion blanc sur case noire g3 · Pion blanc sur case noire b2 | Tour noire sur case blanche a8 · Tour noire sur case blanche e8 · Roi noir sur case blanche g8 · Tour blanche sur case noire c7 · Pion noir sur case noire g7 · Fou noir sur case blanche a6 · Tour blanche sur case blanche c6 · Pion noir sur case blanche e6 · Pion noir sur case noire h6 · Pion noir sur case blanche d5 · Cavalier blanc sur case noire e5 · Pion noir sur case blanche f5 · Pion blanc sur case blanche h5 · Pion noir sur case blanche a4 · Pion blanc sur case noire d4 · Roi blanc sur case noire f4 · Pion blanc sur case noire a3 · Pion noir sur case blanche b3 · Pion blanc sur case noire e3 · Pion blanc sur case blanche f3 · Pion blanc sur case noire g3 · Pion blanc sur case noire b2 | Tour noire sur case blanche a8 · Tour noire sur case blanche e8 · Roi noir sur case blanche g8 · Tour blanche sur case noire c7 · Pion noir sur case noire g7 · Fou noir sur case blanche a6 · Tour blanche sur case blanche c6 · Pion noir sur case blanche e6 · Pion noir sur case noire h6 · Pion noir sur case blanche d5 · Cavalier blanc sur case noire e5 · Pion noir sur case blanche f5 · Pion blanc sur case blanche h5 · Pion noir sur case blanche a4 · Pion blanc sur case noire d4 · Roi blanc sur case noire f4 · Pion blanc sur case noire a3 · Pion noir sur case blanche b3 · Pion blanc sur case noire e3 · Pion blanc sur case blanche f3 · Pion blanc sur case noire g3 · Pion blanc sur case noire b2 | Tour noire sur case blanche a8 · Tour noire sur case blanche e8 · Roi noir sur case blanche g8 · Tour blanche sur case noire c7 · Pion noir sur case noire g7 · Fou noir sur case blanche a6 · Tour blanche sur case blanche c6 · Pion noir sur case blanche e6 · Pion noir sur case noire h6 · Pion noir sur case blanche d5 · Cavalier blanc sur case noire e5 · Pion noir sur case blanche f5 · Pion blanc sur case blanche h5 · Pion noir sur case blanche a4 · Pion blanc sur case noire d4 · Roi blanc sur case noire f4 · Pion blanc sur case noire a3 · Pion noir sur case blanche b3 · Pion blanc sur case noire e3 · Pion blanc sur case blanche f3 · Pion blanc sur case noire g3 · Pion blanc sur case noire b2 | Tour noire sur case blanche a8 · Tour noire sur case blanche e8 · Roi noir sur case blanche g8 · Tour blanche sur case noire c7 · Pion noir sur case noire g7 · Fou noir sur case blanche a6 · Tour blanche sur case blanche c6 · Pion noir sur case blanche e6 · Pion noir sur case noire h6 · Pion noir sur case blanche d5 · Cavalier blanc sur case noire e5 · Pion noir sur case blanche f5 · Pion blanc sur case blanche h5 · Pion noir sur case blanche a4 · Pion blanc sur case noire d4 · Roi blanc sur case noire f4 · Pion blanc sur case noire a3 · Pion noir sur case blanche b3 · Pion blanc sur case noire e3 · Pion blanc sur case blanche f3 · Pion blanc sur case noire g3 · Pion blanc sur case noire b2 | 8 |
| 7 | Tour noire sur case blanche a8 · Tour noire sur case blanche e8 · Roi noir sur case blanche g8 · Tour blanche sur case noire c7 · Pion noir sur case noire g7 · Fou noir sur case blanche a6 · Tour blanche sur case blanche c6 · Pion noir sur case blanche e6 · Pion noir sur case noire h6 · Pion noir sur case blanche d5 · Cavalier blanc sur case noire e5 · Pion noir sur case blanche f5 · Pion blanc sur case blanche h5 · Pion noir sur case blanche a4 · Pion blanc sur case noire d4 · Roi blanc sur case noire f4 · Pion blanc sur case noire a3 · Pion noir sur case blanche b3 · Pion blanc sur case noire e3 · Pion blanc sur case blanche f3 · Pion blanc sur case noire g3 · Pion blanc sur case noire b2 | Tour noire sur case blanche a8 · Tour noire sur case blanche e8 · Roi noir sur case blanche g8 · Tour blanche sur case noire c7 · Pion noir sur case noire g7 · Fou noir sur case blanche a6 · Tour blanche sur case blanche c6 · Pion noir sur case blanche e6 · Pion noir sur case noire h6 · Pion noir sur case blanche d5 · Cavalier blanc sur case noire e5 · Pion noir sur case blanche f5 · Pion blanc sur case blanche h5 · Pion noir sur case blanche a4 · Pion blanc sur case noire d4 · Roi blanc sur case noire f4 · Pion blanc sur case noire a3 · Pion noir sur case blanche b3 · Pion blanc sur case noire e3 · Pion blanc sur case blanche f3 · Pion blanc sur case noire g3 · Pion blanc sur case noire b2 | Tour noire sur case blanche a8 · Tour noire sur case blanche e8 · Roi noir sur case blanche g8 · Tour blanche sur case noire c7 · Pion noir sur case noire g7 · Fou noir sur case blanche a6 · Tour blanche sur case blanche c6 · Pion noir sur case blanche e6 · Pion noir sur case noire h6 · Pion noir sur case blanche d5 · Cavalier blanc sur case noire e5 · Pion noir sur case blanche f5 · Pion blanc sur case blanche h5 · Pion noir sur case blanche a4 · Pion blanc sur case noire d4 · Roi blanc sur case noire f4 · Pion blanc sur case noire a3 · Pion noir sur case blanche b3 · Pion blanc sur case noire e3 · Pion blanc sur case blanche f3 · Pion blanc sur case noire g3 · Pion blanc sur case noire b2 | Tour noire sur case blanche a8 · Tour noire sur case blanche e8 · Roi noir sur case blanche g8 · Tour blanche sur case noire c7 · Pion noir sur case noire g7 · Fou noir sur case blanche a6 · Tour blanche sur case blanche c6 · Pion noir sur case blanche e6 · Pion noir sur case noire h6 · Pion noir sur case blanche d5 · Cavalier blanc sur case noire e5 · Pion noir sur case blanche f5 · Pion blanc sur case blanche h5 · Pion noir sur case blanche a4 · Pion blanc sur case noire d4 · Roi blanc sur case noire f4 · Pion blanc sur case noire a3 · Pion noir sur case blanche b3 · Pion blanc sur case noire e3 · Pion blanc sur case blanche f3 · Pion blanc sur case noire g3 · Pion blanc sur case noire b2 | Tour noire sur case blanche a8 · Tour noire sur case blanche e8 · Roi noir sur case blanche g8 · Tour blanche sur case noire c7 · Pion noir sur case noire g7 · Fou noir sur case blanche a6 · Tour blanche sur case blanche c6 · Pion noir sur case blanche e6 · Pion noir sur case noire h6 · Pion noir sur case blanche d5 · Cavalier blanc sur case noire e5 · Pion noir sur case blanche f5 · Pion blanc sur case blanche h5 · Pion noir sur case blanche a4 · Pion blanc sur case noire d4 · Roi blanc sur case noire f4 · Pion blanc sur case noire a3 · Pion noir sur case blanche b3 · Pion blanc sur case noire e3 · Pion blanc sur case blanche f3 · Pion blanc sur case noire g3 · Pion blanc sur case noire b2 | Tour noire sur case blanche a8 · Tour noire sur case blanche e8 · Roi noir sur case blanche g8 · Tour blanche sur case noire c7 · Pion noir sur case noire g7 · Fou noir sur case blanche a6 · Tour blanche sur case blanche c6 · Pion noir sur case blanche e6 · Pion noir sur case noire h6 · Pion noir sur case blanche d5 · Cavalier blanc sur case noire e5 · Pion noir sur case blanche f5 · Pion blanc sur case blanche h5 · Pion noir sur case blanche a4 · Pion blanc sur case noire d4 · Roi blanc sur case noire f4 · Pion blanc sur case noire a3 · Pion noir sur case blanche b3 · Pion blanc sur case noire e3 · Pion blanc sur case blanche f3 · Pion blanc sur case noire g3 · Pion blanc sur case noire b2 | Tour noire sur case blanche a8 · Tour noire sur case blanche e8 · Roi noir sur case blanche g8 · Tour blanche sur case noire c7 · Pion noir sur case noire g7 · Fou noir sur case blanche a6 · Tour blanche sur case blanche c6 · Pion noir sur case blanche e6 · Pion noir sur case noire h6 · Pion noir sur case blanche d5 · Cavalier blanc sur case noire e5 · Pion noir sur case blanche f5 · Pion blanc sur case blanche h5 · Pion noir sur case blanche a4 · Pion blanc sur case noire d4 · Roi blanc sur case noire f4 · Pion blanc sur case noire a3 · Pion noir sur case blanche b3 · Pion blanc sur case noire e3 · Pion blanc sur case blanche f3 · Pion blanc sur case noire g3 · Pion blanc sur case noire b2 | Tour noire sur case blanche a8 · Tour noire sur case blanche e8 · Roi noir sur case blanche g8 · Tour blanche sur case noire c7 · Pion noir sur case noire g7 · Fou noir sur case blanche a6 · Tour blanche sur case blanche c6 · Pion noir sur case blanche e6 · Pion noir sur case noire h6 · Pion noir sur case blanche d5 · Cavalier blanc sur case noire e5 · Pion noir sur case blanche f5 · Pion blanc sur case blanche h5 · Pion noir sur case blanche a4 · Pion blanc sur case noire d4 · Roi blanc sur case noire f4 · Pion blanc sur case noire a3 · Pion noir sur case blanche b3 · Pion blanc sur case noire e3 · Pion blanc sur case blanche f3 · Pion blanc sur case noire g3 · Pion blanc sur case noire b2 | 7 |
| 6 | Tour noire sur case blanche a8 · Tour noire sur case blanche e8 · Roi noir sur case blanche g8 · Tour blanche sur case noire c7 · Pion noir sur case noire g7 · Fou noir sur case blanche a6 · Tour blanche sur case blanche c6 · Pion noir sur case blanche e6 · Pion noir sur case noire h6 · Pion noir sur case blanche d5 · Cavalier blanc sur case noire e5 · Pion noir sur case blanche f5 · Pion blanc sur case blanche h5 · Pion noir sur case blanche a4 · Pion blanc sur case noire d4 · Roi blanc sur case noire f4 · Pion blanc sur case noire a3 · Pion noir sur case blanche b3 · Pion blanc sur case noire e3 · Pion blanc sur case blanche f3 · Pion blanc sur case noire g3 · Pion blanc sur case noire b2 | Tour noire sur case blanche a8 · Tour noire sur case blanche e8 · Roi noir sur case blanche g8 · Tour blanche sur case noire c7 · Pion noir sur case noire g7 · Fou noir sur case blanche a6 · Tour blanche sur case blanche c6 · Pion noir sur case blanche e6 · Pion noir sur case noire h6 · Pion noir sur case blanche d5 · Cavalier blanc sur case noire e5 · Pion noir sur case blanche f5 · Pion blanc sur case blanche h5 · Pion noir sur case blanche a4 · Pion blanc sur case noire d4 · Roi blanc sur case noire f4 · Pion blanc sur case noire a3 · Pion noir sur case blanche b3 · Pion blanc sur case noire e3 · Pion blanc sur case blanche f3 · Pion blanc sur case noire g3 · Pion blanc sur case noire b2 | Tour noire sur case blanche a8 · Tour noire sur case blanche e8 · Roi noir sur case blanche g8 · Tour blanche sur case noire c7 · Pion noir sur case noire g7 · Fou noir sur case blanche a6 · Tour blanche sur case blanche c6 · Pion noir sur case blanche e6 · Pion noir sur case noire h6 · Pion noir sur case blanche d5 · Cavalier blanc sur case noire e5 · Pion noir sur case blanche f5 · Pion blanc sur case blanche h5 · Pion noir sur case blanche a4 · Pion blanc sur case noire d4 · Roi blanc sur case noire f4 · Pion blanc sur case noire a3 · Pion noir sur case blanche b3 · Pion blanc sur case noire e3 · Pion blanc sur case blanche f3 · Pion blanc sur case noire g3 · Pion blanc sur case noire b2 | Tour noire sur case blanche a8 · Tour noire sur case blanche e8 · Roi noir sur case blanche g8 · Tour blanche sur case noire c7 · Pion noir sur case noire g7 · Fou noir sur case blanche a6 · Tour blanche sur case blanche c6 · Pion noir sur case blanche e6 · Pion noir sur case noire h6 · Pion noir sur case blanche d5 · Cavalier blanc sur case noire e5 · Pion noir sur case blanche f5 · Pion blanc sur case blanche h5 · Pion noir sur case blanche a4 · Pion blanc sur case noire d4 · Roi blanc sur case noire f4 · Pion blanc sur case noire a3 · Pion noir sur case blanche b3 · Pion blanc sur case noire e3 · Pion blanc sur case blanche f3 · Pion blanc sur case noire g3 · Pion blanc sur case noire b2 | Tour noire sur case blanche a8 · Tour noire sur case blanche e8 · Roi noir sur case blanche g8 · Tour blanche sur case noire c7 · Pion noir sur case noire g7 · Fou noir sur case blanche a6 · Tour blanche sur case blanche c6 · Pion noir sur case blanche e6 · Pion noir sur case noire h6 · Pion noir sur case blanche d5 · Cavalier blanc sur case noire e5 · Pion noir sur case blanche f5 · Pion blanc sur case blanche h5 · Pion noir sur case blanche a4 · Pion blanc sur case noire d4 · Roi blanc sur case noire f4 · Pion blanc sur case noire a3 · Pion noir sur case blanche b3 · Pion blanc sur case noire e3 · Pion blanc sur case blanche f3 · Pion blanc sur case noire g3 · Pion blanc sur case noire b2 | Tour noire sur case blanche a8 · Tour noire sur case blanche e8 · Roi noir sur case blanche g8 · Tour blanche sur case noire c7 · Pion noir sur case noire g7 · Fou noir sur case blanche a6 · Tour blanche sur case blanche c6 · Pion noir sur case blanche e6 · Pion noir sur case noire h6 · Pion noir sur case blanche d5 · Cavalier blanc sur case noire e5 · Pion noir sur case blanche f5 · Pion blanc sur case blanche h5 · Pion noir sur case blanche a4 · Pion blanc sur case noire d4 · Roi blanc sur case noire f4 · Pion blanc sur case noire a3 · Pion noir sur case blanche b3 · Pion blanc sur case noire e3 · Pion blanc sur case blanche f3 · Pion blanc sur case noire g3 · Pion blanc sur case noire b2 | Tour noire sur case blanche a8 · Tour noire sur case blanche e8 · Roi noir sur case blanche g8 · Tour blanche sur case noire c7 · Pion noir sur case noire g7 · Fou noir sur case blanche a6 · Tour blanche sur case blanche c6 · Pion noir sur case blanche e6 · Pion noir sur case noire h6 · Pion noir sur case blanche d5 · Cavalier blanc sur case noire e5 · Pion noir sur case blanche f5 · Pion blanc sur case blanche h5 · Pion noir sur case blanche a4 · Pion blanc sur case noire d4 · Roi blanc sur case noire f4 · Pion blanc sur case noire a3 · Pion noir sur case blanche b3 · Pion blanc sur case noire e3 · Pion blanc sur case blanche f3 · Pion blanc sur case noire g3 · Pion blanc sur case noire b2 | Tour noire sur case blanche a8 · Tour noire sur case blanche e8 · Roi noir sur case blanche g8 · Tour blanche sur case noire c7 · Pion noir sur case noire g7 · Fou noir sur case blanche a6 · Tour blanche sur case blanche c6 · Pion noir sur case blanche e6 · Pion noir sur case noire h6 · Pion noir sur case blanche d5 · Cavalier blanc sur case noire e5 · Pion noir sur case blanche f5 · Pion blanc sur case blanche h5 · Pion noir sur case blanche a4 · Pion blanc sur case noire d4 · Roi blanc sur case noire f4 · Pion blanc sur case noire a3 · Pion noir sur case blanche b3 · Pion blanc sur case noire e3 · Pion blanc sur case blanche f3 · Pion blanc sur case noire g3 · Pion blanc sur case noire b2 | 6 |
| 5 | Tour noire sur case blanche a8 · Tour noire sur case blanche e8 · Roi noir sur case blanche g8 · Tour blanche sur case noire c7 · Pion noir sur case noire g7 · Fou noir sur case blanche a6 · Tour blanche sur case blanche c6 · Pion noir sur case blanche e6 · Pion noir sur case noire h6 · Pion noir sur case blanche d5 · Cavalier blanc sur case noire e5 · Pion noir sur case blanche f5 · Pion blanc sur case blanche h5 · Pion noir sur case blanche a4 · Pion blanc sur case noire d4 · Roi blanc sur case noire f4 · Pion blanc sur case noire a3 · Pion noir sur case blanche b3 · Pion blanc sur case noire e3 · Pion blanc sur case blanche f3 · Pion blanc sur case noire g3 · Pion blanc sur case noire b2 | Tour noire sur case blanche a8 · Tour noire sur case blanche e8 · Roi noir sur case blanche g8 · Tour blanche sur case noire c7 · Pion noir sur case noire g7 · Fou noir sur case blanche a6 · Tour blanche sur case blanche c6 · Pion noir sur case blanche e6 · Pion noir sur case noire h6 · Pion noir sur case blanche d5 · Cavalier blanc sur case noire e5 · Pion noir sur case blanche f5 · Pion blanc sur case blanche h5 · Pion noir sur case blanche a4 · Pion blanc sur case noire d4 · Roi blanc sur case noire f4 · Pion blanc sur case noire a3 · Pion noir sur case blanche b3 · Pion blanc sur case noire e3 · Pion blanc sur case blanche f3 · Pion blanc sur case noire g3 · Pion blanc sur case noire b2 | Tour noire sur case blanche a8 · Tour noire sur case blanche e8 · Roi noir sur case blanche g8 · Tour blanche sur case noire c7 · Pion noir sur case noire g7 · Fou noir sur case blanche a6 · Tour blanche sur case blanche c6 · Pion noir sur case blanche e6 · Pion noir sur case noire h6 · Pion noir sur case blanche d5 · Cavalier blanc sur case noire e5 · Pion noir sur case blanche f5 · Pion blanc sur case blanche h5 · Pion noir sur case blanche a4 · Pion blanc sur case noire d4 · Roi blanc sur case noire f4 · Pion blanc sur case noire a3 · Pion noir sur case blanche b3 · Pion blanc sur case noire e3 · Pion blanc sur case blanche f3 · Pion blanc sur case noire g3 · Pion blanc sur case noire b2 | Tour noire sur case blanche a8 · Tour noire sur case blanche e8 · Roi noir sur case blanche g8 · Tour blanche sur case noire c7 · Pion noir sur case noire g7 · Fou noir sur case blanche a6 · Tour blanche sur case blanche c6 · Pion noir sur case blanche e6 · Pion noir sur case noire h6 · Pion noir sur case blanche d5 · Cavalier blanc sur case noire e5 · Pion noir sur case blanche f5 · Pion blanc sur case blanche h5 · Pion noir sur case blanche a4 · Pion blanc sur case noire d4 · Roi blanc sur case noire f4 · Pion blanc sur case noire a3 · Pion noir sur case blanche b3 · Pion blanc sur case noire e3 · Pion blanc sur case blanche f3 · Pion blanc sur case noire g3 · Pion blanc sur case noire b2 | Tour noire sur case blanche a8 · Tour noire sur case blanche e8 · Roi noir sur case blanche g8 · Tour blanche sur case noire c7 · Pion noir sur case noire g7 · Fou noir sur case blanche a6 · Tour blanche sur case blanche c6 · Pion noir sur case blanche e6 · Pion noir sur case noire h6 · Pion noir sur case blanche d5 · Cavalier blanc sur case noire e5 · Pion noir sur case blanche f5 · Pion blanc sur case blanche h5 · Pion noir sur case blanche a4 · Pion blanc sur case noire d4 · Roi blanc sur case noire f4 · Pion blanc sur case noire a3 · Pion noir sur case blanche b3 · Pion blanc sur case noire e3 · Pion blanc sur case blanche f3 · Pion blanc sur case noire g3 · Pion blanc sur case noire b2 | Tour noire sur case blanche a8 · Tour noire sur case blanche e8 · Roi noir sur case blanche g8 · Tour blanche sur case noire c7 · Pion noir sur case noire g7 · Fou noir sur case blanche a6 · Tour blanche sur case blanche c6 · Pion noir sur case blanche e6 · Pion noir sur case noire h6 · Pion noir sur case blanche d5 · Cavalier blanc sur case noire e5 · Pion noir sur case blanche f5 · Pion blanc sur case blanche h5 · Pion noir sur case blanche a4 · Pion blanc sur case noire d4 · Roi blanc sur case noire f4 · Pion blanc sur case noire a3 · Pion noir sur case blanche b3 · Pion blanc sur case noire e3 · Pion blanc sur case blanche f3 · Pion blanc sur case noire g3 · Pion blanc sur case noire b2 | Tour noire sur case blanche a8 · Tour noire sur case blanche e8 · Roi noir sur case blanche g8 · Tour blanche sur case noire c7 · Pion noir sur case noire g7 · Fou noir sur case blanche a6 · Tour blanche sur case blanche c6 · Pion noir sur case blanche e6 · Pion noir sur case noire h6 · Pion noir sur case blanche d5 · Cavalier blanc sur case noire e5 · Pion noir sur case blanche f5 · Pion blanc sur case blanche h5 · Pion noir sur case blanche a4 · Pion blanc sur case noire d4 · Roi blanc sur case noire f4 · Pion blanc sur case noire a3 · Pion noir sur case blanche b3 · Pion blanc sur case noire e3 · Pion blanc sur case blanche f3 · Pion blanc sur case noire g3 · Pion blanc sur case noire b2 | Tour noire sur case blanche a8 · Tour noire sur case blanche e8 · Roi noir sur case blanche g8 · Tour blanche sur case noire c7 · Pion noir sur case noire g7 · Fou noir sur case blanche a6 · Tour blanche sur case blanche c6 · Pion noir sur case blanche e6 · Pion noir sur case noire h6 · Pion noir sur case blanche d5 · Cavalier blanc sur case noire e5 · Pion noir sur case blanche f5 · Pion blanc sur case blanche h5 · Pion noir sur case blanche a4 · Pion blanc sur case noire d4 · Roi blanc sur case noire f4 · Pion blanc sur case noire a3 · Pion noir sur case blanche b3 · Pion blanc sur case noire e3 · Pion blanc sur case blanche f3 · Pion blanc sur case noire g3 · Pion blanc sur case noire b2 | 5 |
| 4 | Tour noire sur case blanche a8 · Tour noire sur case blanche e8 · Roi noir sur case blanche g8 · Tour blanche sur case noire c7 · Pion noir sur case noire g7 · Fou noir sur case blanche a6 · Tour blanche sur case blanche c6 · Pion noir sur case blanche e6 · Pion noir sur case noire h6 · Pion noir sur case blanche d5 · Cavalier blanc sur case noire e5 · Pion noir sur case blanche f5 · Pion blanc sur case blanche h5 · Pion noir sur case blanche a4 · Pion blanc sur case noire d4 · Roi blanc sur case noire f4 · Pion blanc sur case noire a3 · Pion noir sur case blanche b3 · Pion blanc sur case noire e3 · Pion blanc sur case blanche f3 · Pion blanc sur case noire g3 · Pion blanc sur case noire b2 | Tour noire sur case blanche a8 · Tour noire sur case blanche e8 · Roi noir sur case blanche g8 · Tour blanche sur case noire c7 · Pion noir sur case noire g7 · Fou noir sur case blanche a6 · Tour blanche sur case blanche c6 · Pion noir sur case blanche e6 · Pion noir sur case noire h6 · Pion noir sur case blanche d5 · Cavalier blanc sur case noire e5 · Pion noir sur case blanche f5 · Pion blanc sur case blanche h5 · Pion noir sur case blanche a4 · Pion blanc sur case noire d4 · Roi blanc sur case noire f4 · Pion blanc sur case noire a3 · Pion noir sur case blanche b3 · Pion blanc sur case noire e3 · Pion blanc sur case blanche f3 · Pion blanc sur case noire g3 · Pion blanc sur case noire b2 | Tour noire sur case blanche a8 · Tour noire sur case blanche e8 · Roi noir sur case blanche g8 · Tour blanche sur case noire c7 · Pion noir sur case noire g7 · Fou noir sur case blanche a6 · Tour blanche sur case blanche c6 · Pion noir sur case blanche e6 · Pion noir sur case noire h6 · Pion noir sur case blanche d5 · Cavalier blanc sur case noire e5 · Pion noir sur case blanche f5 · Pion blanc sur case blanche h5 · Pion noir sur case blanche a4 · Pion blanc sur case noire d4 · Roi blanc sur case noire f4 · Pion blanc sur case noire a3 · Pion noir sur case blanche b3 · Pion blanc sur case noire e3 · Pion blanc sur case blanche f3 · Pion blanc sur case noire g3 · Pion blanc sur case noire b2 | Tour noire sur case blanche a8 · Tour noire sur case blanche e8 · Roi noir sur case blanche g8 · Tour blanche sur case noire c7 · Pion noir sur case noire g7 · Fou noir sur case blanche a6 · Tour blanche sur case blanche c6 · Pion noir sur case blanche e6 · Pion noir sur case noire h6 · Pion noir sur case blanche d5 · Cavalier blanc sur case noire e5 · Pion noir sur case blanche f5 · Pion blanc sur case blanche h5 · Pion noir sur case blanche a4 · Pion blanc sur case noire d4 · Roi blanc sur case noire f4 · Pion blanc sur case noire a3 · Pion noir sur case blanche b3 · Pion blanc sur case noire e3 · Pion blanc sur case blanche f3 · Pion blanc sur case noire g3 · Pion blanc sur case noire b2 | Tour noire sur case blanche a8 · Tour noire sur case blanche e8 · Roi noir sur case blanche g8 · Tour blanche sur case noire c7 · Pion noir sur case noire g7 · Fou noir sur case blanche a6 · Tour blanche sur case blanche c6 · Pion noir sur case blanche e6 · Pion noir sur case noire h6 · Pion noir sur case blanche d5 · Cavalier blanc sur case noire e5 · Pion noir sur case blanche f5 · Pion blanc sur case blanche h5 · Pion noir sur case blanche a4 · Pion blanc sur case noire d4 · Roi blanc sur case noire f4 · Pion blanc sur case noire a3 · Pion noir sur case blanche b3 · Pion blanc sur case noire e3 · Pion blanc sur case blanche f3 · Pion blanc sur case noire g3 · Pion blanc sur case noire b2 | Tour noire sur case blanche a8 · Tour noire sur case blanche e8 · Roi noir sur case blanche g8 · Tour blanche sur case noire c7 · Pion noir sur case noire g7 · Fou noir sur case blanche a6 · Tour blanche sur case blanche c6 · Pion noir sur case blanche e6 · Pion noir sur case noire h6 · Pion noir sur case blanche d5 · Cavalier blanc sur case noire e5 · Pion noir sur case blanche f5 · Pion blanc sur case blanche h5 · Pion noir sur case blanche a4 · Pion blanc sur case noire d4 · Roi blanc sur case noire f4 · Pion blanc sur case noire a3 · Pion noir sur case blanche b3 · Pion blanc sur case noire e3 · Pion blanc sur case blanche f3 · Pion blanc sur case noire g3 · Pion blanc sur case noire b2 | Tour noire sur case blanche a8 · Tour noire sur case blanche e8 · Roi noir sur case blanche g8 · Tour blanche sur case noire c7 · Pion noir sur case noire g7 · Fou noir sur case blanche a6 · Tour blanche sur case blanche c6 · Pion noir sur case blanche e6 · Pion noir sur case noire h6 · Pion noir sur case blanche d5 · Cavalier blanc sur case noire e5 · Pion noir sur case blanche f5 · Pion blanc sur case blanche h5 · Pion noir sur case blanche a4 · Pion blanc sur case noire d4 · Roi blanc sur case noire f4 · Pion blanc sur case noire a3 · Pion noir sur case blanche b3 · Pion blanc sur case noire e3 · Pion blanc sur case blanche f3 · Pion blanc sur case noire g3 · Pion blanc sur case noire b2 | Tour noire sur case blanche a8 · Tour noire sur case blanche e8 · Roi noir sur case blanche g8 · Tour blanche sur case noire c7 · Pion noir sur case noire g7 · Fou noir sur case blanche a6 · Tour blanche sur case blanche c6 · Pion noir sur case blanche e6 · Pion noir sur case noire h6 · Pion noir sur case blanche d5 · Cavalier blanc sur case noire e5 · Pion noir sur case blanche f5 · Pion blanc sur case blanche h5 · Pion noir sur case blanche a4 · Pion blanc sur case noire d4 · Roi blanc sur case noire f4 · Pion blanc sur case noire a3 · Pion noir sur case blanche b3 · Pion blanc sur case noire e3 · Pion blanc sur case blanche f3 · Pion blanc sur case noire g3 · Pion blanc sur case noire b2 | 4 |
| 3 | Tour noire sur case blanche a8 · Tour noire sur case blanche e8 · Roi noir sur case blanche g8 · Tour blanche sur case noire c7 · Pion noir sur case noire g7 · Fou noir sur case blanche a6 · Tour blanche sur case blanche c6 · Pion noir sur case blanche e6 · Pion noir sur case noire h6 · Pion noir sur case blanche d5 · Cavalier blanc sur case noire e5 · Pion noir sur case blanche f5 · Pion blanc sur case blanche h5 · Pion noir sur case blanche a4 · Pion blanc sur case noire d4 · Roi blanc sur case noire f4 · Pion blanc sur case noire a3 · Pion noir sur case blanche b3 · Pion blanc sur case noire e3 · Pion blanc sur case blanche f3 · Pion blanc sur case noire g3 · Pion blanc sur case noire b2 | Tour noire sur case blanche a8 · Tour noire sur case blanche e8 · Roi noir sur case blanche g8 · Tour blanche sur case noire c7 · Pion noir sur case noire g7 · Fou noir sur case blanche a6 · Tour blanche sur case blanche c6 · Pion noir sur case blanche e6 · Pion noir sur case noire h6 · Pion noir sur case blanche d5 · Cavalier blanc sur case noire e5 · Pion noir sur case blanche f5 · Pion blanc sur case blanche h5 · Pion noir sur case blanche a4 · Pion blanc sur case noire d4 · Roi blanc sur case noire f4 · Pion blanc sur case noire a3 · Pion noir sur case blanche b3 · Pion blanc sur case noire e3 · Pion blanc sur case blanche f3 · Pion blanc sur case noire g3 · Pion blanc sur case noire b2 | Tour noire sur case blanche a8 · Tour noire sur case blanche e8 · Roi noir sur case blanche g8 · Tour blanche sur case noire c7 · Pion noir sur case noire g7 · Fou noir sur case blanche a6 · Tour blanche sur case blanche c6 · Pion noir sur case blanche e6 · Pion noir sur case noire h6 · Pion noir sur case blanche d5 · Cavalier blanc sur case noire e5 · Pion noir sur case blanche f5 · Pion blanc sur case blanche h5 · Pion noir sur case blanche a4 · Pion blanc sur case noire d4 · Roi blanc sur case noire f4 · Pion blanc sur case noire a3 · Pion noir sur case blanche b3 · Pion blanc sur case noire e3 · Pion blanc sur case blanche f3 · Pion blanc sur case noire g3 · Pion blanc sur case noire b2 | Tour noire sur case blanche a8 · Tour noire sur case blanche e8 · Roi noir sur case blanche g8 · Tour blanche sur case noire c7 · Pion noir sur case noire g7 · Fou noir sur case blanche a6 · Tour blanche sur case blanche c6 · Pion noir sur case blanche e6 · Pion noir sur case noire h6 · Pion noir sur case blanche d5 · Cavalier blanc sur case noire e5 · Pion noir sur case blanche f5 · Pion blanc sur case blanche h5 · Pion noir sur case blanche a4 · Pion blanc sur case noire d4 · Roi blanc sur case noire f4 · Pion blanc sur case noire a3 · Pion noir sur case blanche b3 · Pion blanc sur case noire e3 · Pion blanc sur case blanche f3 · Pion blanc sur case noire g3 · Pion blanc sur case noire b2 | Tour noire sur case blanche a8 · Tour noire sur case blanche e8 · Roi noir sur case blanche g8 · Tour blanche sur case noire c7 · Pion noir sur case noire g7 · Fou noir sur case blanche a6 · Tour blanche sur case blanche c6 · Pion noir sur case blanche e6 · Pion noir sur case noire h6 · Pion noir sur case blanche d5 · Cavalier blanc sur case noire e5 · Pion noir sur case blanche f5 · Pion blanc sur case blanche h5 · Pion noir sur case blanche a4 · Pion blanc sur case noire d4 · Roi blanc sur case noire f4 · Pion blanc sur case noire a3 · Pion noir sur case blanche b3 · Pion blanc sur case noire e3 · Pion blanc sur case blanche f3 · Pion blanc sur case noire g3 · Pion blanc sur case noire b2 | Tour noire sur case blanche a8 · Tour noire sur case blanche e8 · Roi noir sur case blanche g8 · Tour blanche sur case noire c7 · Pion noir sur case noire g7 · Fou noir sur case blanche a6 · Tour blanche sur case blanche c6 · Pion noir sur case blanche e6 · Pion noir sur case noire h6 · Pion noir sur case blanche d5 · Cavalier blanc sur case noire e5 · Pion noir sur case blanche f5 · Pion blanc sur case blanche h5 · Pion noir sur case blanche a4 · Pion blanc sur case noire d4 · Roi blanc sur case noire f4 · Pion blanc sur case noire a3 · Pion noir sur case blanche b3 · Pion blanc sur case noire e3 · Pion blanc sur case blanche f3 · Pion blanc sur case noire g3 · Pion blanc sur case noire b2 | Tour noire sur case blanche a8 · Tour noire sur case blanche e8 · Roi noir sur case blanche g8 · Tour blanche sur case noire c7 · Pion noir sur case noire g7 · Fou noir sur case blanche a6 · Tour blanche sur case blanche c6 · Pion noir sur case blanche e6 · Pion noir sur case noire h6 · Pion noir sur case blanche d5 · Cavalier blanc sur case noire e5 · Pion noir sur case blanche f5 · Pion blanc sur case blanche h5 · Pion noir sur case blanche a4 · Pion blanc sur case noire d4 · Roi blanc sur case noire f4 · Pion blanc sur case noire a3 · Pion noir sur case blanche b3 · Pion blanc sur case noire e3 · Pion blanc sur case blanche f3 · Pion blanc sur case noire g3 · Pion blanc sur case noire b2 | Tour noire sur case blanche a8 · Tour noire sur case blanche e8 · Roi noir sur case blanche g8 · Tour blanche sur case noire c7 · Pion noir sur case noire g7 · Fou noir sur case blanche a6 · Tour blanche sur case blanche c6 · Pion noir sur case blanche e6 · Pion noir sur case noire h6 · Pion noir sur case blanche d5 · Cavalier blanc sur case noire e5 · Pion noir sur case blanche f5 · Pion blanc sur case blanche h5 · Pion noir sur case blanche a4 · Pion blanc sur case noire d4 · Roi blanc sur case noire f4 · Pion blanc sur case noire a3 · Pion noir sur case blanche b3 · Pion blanc sur case noire e3 · Pion blanc sur case blanche f3 · Pion blanc sur case noire g3 · Pion blanc sur case noire b2 | 3 |
| 2 | Tour noire sur case blanche a8 · Tour noire sur case blanche e8 · Roi noir sur case blanche g8 · Tour blanche sur case noire c7 · Pion noir sur case noire g7 · Fou noir sur case blanche a6 · Tour blanche sur case blanche c6 · Pion noir sur case blanche e6 · Pion noir sur case noire h6 · Pion noir sur case blanche d5 · Cavalier blanc sur case noire e5 · Pion noir sur case blanche f5 · Pion blanc sur case blanche h5 · Pion noir sur case blanche a4 · Pion blanc sur case noire d4 · Roi blanc sur case noire f4 · Pion blanc sur case noire a3 · Pion noir sur case blanche b3 · Pion blanc sur case noire e3 · Pion blanc sur case blanche f3 · Pion blanc sur case noire g3 · Pion blanc sur case noire b2 | Tour noire sur case blanche a8 · Tour noire sur case blanche e8 · Roi noir sur case blanche g8 · Tour blanche sur case noire c7 · Pion noir sur case noire g7 · Fou noir sur case blanche a6 · Tour blanche sur case blanche c6 · Pion noir sur case blanche e6 · Pion noir sur case noire h6 · Pion noir sur case blanche d5 · Cavalier blanc sur case noire e5 · Pion noir sur case blanche f5 · Pion blanc sur case blanche h5 · Pion noir sur case blanche a4 · Pion blanc sur case noire d4 · Roi blanc sur case noire f4 · Pion blanc sur case noire a3 · Pion noir sur case blanche b3 · Pion blanc sur case noire e3 · Pion blanc sur case blanche f3 · Pion blanc sur case noire g3 · Pion blanc sur case noire b2 | Tour noire sur case blanche a8 · Tour noire sur case blanche e8 · Roi noir sur case blanche g8 · Tour blanche sur case noire c7 · Pion noir sur case noire g7 · Fou noir sur case blanche a6 · Tour blanche sur case blanche c6 · Pion noir sur case blanche e6 · Pion noir sur case noire h6 · Pion noir sur case blanche d5 · Cavalier blanc sur case noire e5 · Pion noir sur case blanche f5 · Pion blanc sur case blanche h5 · Pion noir sur case blanche a4 · Pion blanc sur case noire d4 · Roi blanc sur case noire f4 · Pion blanc sur case noire a3 · Pion noir sur case blanche b3 · Pion blanc sur case noire e3 · Pion blanc sur case blanche f3 · Pion blanc sur case noire g3 · Pion blanc sur case noire b2 | Tour noire sur case blanche a8 · Tour noire sur case blanche e8 · Roi noir sur case blanche g8 · Tour blanche sur case noire c7 · Pion noir sur case noire g7 · Fou noir sur case blanche a6 · Tour blanche sur case blanche c6 · Pion noir sur case blanche e6 · Pion noir sur case noire h6 · Pion noir sur case blanche d5 · Cavalier blanc sur case noire e5 · Pion noir sur case blanche f5 · Pion blanc sur case blanche h5 · Pion noir sur case blanche a4 · Pion blanc sur case noire d4 · Roi blanc sur case noire f4 · Pion blanc sur case noire a3 · Pion noir sur case blanche b3 · Pion blanc sur case noire e3 · Pion blanc sur case blanche f3 · Pion blanc sur case noire g3 · Pion blanc sur case noire b2 | Tour noire sur case blanche a8 · Tour noire sur case blanche e8 · Roi noir sur case blanche g8 · Tour blanche sur case noire c7 · Pion noir sur case noire g7 · Fou noir sur case blanche a6 · Tour blanche sur case blanche c6 · Pion noir sur case blanche e6 · Pion noir sur case noire h6 · Pion noir sur case blanche d5 · Cavalier blanc sur case noire e5 · Pion noir sur case blanche f5 · Pion blanc sur case blanche h5 · Pion noir sur case blanche a4 · Pion blanc sur case noire d4 · Roi blanc sur case noire f4 · Pion blanc sur case noire a3 · Pion noir sur case blanche b3 · Pion blanc sur case noire e3 · Pion blanc sur case blanche f3 · Pion blanc sur case noire g3 · Pion blanc sur case noire b2 | Tour noire sur case blanche a8 · Tour noire sur case blanche e8 · Roi noir sur case blanche g8 · Tour blanche sur case noire c7 · Pion noir sur case noire g7 · Fou noir sur case blanche a6 · Tour blanche sur case blanche c6 · Pion noir sur case blanche e6 · Pion noir sur case noire h6 · Pion noir sur case blanche d5 · Cavalier blanc sur case noire e5 · Pion noir sur case blanche f5 · Pion blanc sur case blanche h5 · Pion noir sur case blanche a4 · Pion blanc sur case noire d4 · Roi blanc sur case noire f4 · Pion blanc sur case noire a3 · Pion noir sur case blanche b3 · Pion blanc sur case noire e3 · Pion blanc sur case blanche f3 · Pion blanc sur case noire g3 · Pion blanc sur case noire b2 | Tour noire sur case blanche a8 · Tour noire sur case blanche e8 · Roi noir sur case blanche g8 · Tour blanche sur case noire c7 · Pion noir sur case noire g7 · Fou noir sur case blanche a6 · Tour blanche sur case blanche c6 · Pion noir sur case blanche e6 · Pion noir sur case noire h6 · Pion noir sur case blanche d5 · Cavalier blanc sur case noire e5 · Pion noir sur case blanche f5 · Pion blanc sur case blanche h5 · Pion noir sur case blanche a4 · Pion blanc sur case noire d4 · Roi blanc sur case noire f4 · Pion blanc sur case noire a3 · Pion noir sur case blanche b3 · Pion blanc sur case noire e3 · Pion blanc sur case blanche f3 · Pion blanc sur case noire g3 · Pion blanc sur case noire b2 | Tour noire sur case blanche a8 · Tour noire sur case blanche e8 · Roi noir sur case blanche g8 · Tour blanche sur case noire c7 · Pion noir sur case noire g7 · Fou noir sur case blanche a6 · Tour blanche sur case blanche c6 · Pion noir sur case blanche e6 · Pion noir sur case noire h6 · Pion noir sur case blanche d5 · Cavalier blanc sur case noire e5 · Pion noir sur case blanche f5 · Pion blanc sur case blanche h5 · Pion noir sur case blanche a4 · Pion blanc sur case noire d4 · Roi blanc sur case noire f4 · Pion blanc sur case noire a3 · Pion noir sur case blanche b3 · Pion blanc sur case noire e3 · Pion blanc sur case blanche f3 · Pion blanc sur case noire g3 · Pion blanc sur case noire b2 | 2 |
| 1 | Tour noire sur case blanche a8 · Tour noire sur case blanche e8 · Roi noir sur case blanche g8 · Tour blanche sur case noire c7 · Pion noir sur case noire g7 · Fou noir sur case blanche a6 · Tour blanche sur case blanche c6 · Pion noir sur case blanche e6 · Pion noir sur case noire h6 · Pion noir sur case blanche d5 · Cavalier blanc sur case noire e5 · Pion noir sur case blanche f5 · Pion blanc sur case blanche h5 · Pion noir sur case blanche a4 · Pion blanc sur case noire d4 · Roi blanc sur case noire f4 · Pion blanc sur case noire a3 · Pion noir sur case blanche b3 · Pion blanc sur case noire e3 · Pion blanc sur case blanche f3 · Pion blanc sur case noire g3 · Pion blanc sur case noire b2 | Tour noire sur case blanche a8 · Tour noire sur case blanche e8 · Roi noir sur case blanche g8 · Tour blanche sur case noire c7 · Pion noir sur case noire g7 · Fou noir sur case blanche a6 · Tour blanche sur case blanche c6 · Pion noir sur case blanche e6 · Pion noir sur case noire h6 · Pion noir sur case blanche d5 · Cavalier blanc sur case noire e5 · Pion noir sur case blanche f5 · Pion blanc sur case blanche h5 · Pion noir sur case blanche a4 · Pion blanc sur case noire d4 · Roi blanc sur case noire f4 · Pion blanc sur case noire a3 · Pion noir sur case blanche b3 · Pion blanc sur case noire e3 · Pion blanc sur case blanche f3 · Pion blanc sur case noire g3 · Pion blanc sur case noire b2 | Tour noire sur case blanche a8 · Tour noire sur case blanche e8 · Roi noir sur case blanche g8 · Tour blanche sur case noire c7 · Pion noir sur case noire g7 · Fou noir sur case blanche a6 · Tour blanche sur case blanche c6 · Pion noir sur case blanche e6 · Pion noir sur case noire h6 · Pion noir sur case blanche d5 · Cavalier blanc sur case noire e5 · Pion noir sur case blanche f5 · Pion blanc sur case blanche h5 · Pion noir sur case blanche a4 · Pion blanc sur case noire d4 · Roi blanc sur case noire f4 · Pion blanc sur case noire a3 · Pion noir sur case blanche b3 · Pion blanc sur case noire e3 · Pion blanc sur case blanche f3 · Pion blanc sur case noire g3 · Pion blanc sur case noire b2 | Tour noire sur case blanche a8 · Tour noire sur case blanche e8 · Roi noir sur case blanche g8 · Tour blanche sur case noire c7 · Pion noir sur case noire g7 · Fou noir sur case blanche a6 · Tour blanche sur case blanche c6 · Pion noir sur case blanche e6 · Pion noir sur case noire h6 · Pion noir sur case blanche d5 · Cavalier blanc sur case noire e5 · Pion noir sur case blanche f5 · Pion blanc sur case blanche h5 · Pion noir sur case blanche a4 · Pion blanc sur case noire d4 · Roi blanc sur case noire f4 · Pion blanc sur case noire a3 · Pion noir sur case blanche b3 · Pion blanc sur case noire e3 · Pion blanc sur case blanche f3 · Pion blanc sur case noire g3 · Pion blanc sur case noire b2 | Tour noire sur case blanche a8 · Tour noire sur case blanche e8 · Roi noir sur case blanche g8 · Tour blanche sur case noire c7 · Pion noir sur case noire g7 · Fou noir sur case blanche a6 · Tour blanche sur case blanche c6 · Pion noir sur case blanche e6 · Pion noir sur case noire h6 · Pion noir sur case blanche d5 · Cavalier blanc sur case noire e5 · Pion noir sur case blanche f5 · Pion blanc sur case blanche h5 · Pion noir sur case blanche a4 · Pion blanc sur case noire d4 · Roi blanc sur case noire f4 · Pion blanc sur case noire a3 · Pion noir sur case blanche b3 · Pion blanc sur case noire e3 · Pion blanc sur case blanche f3 · Pion blanc sur case noire g3 · Pion blanc sur case noire b2 | Tour noire sur case blanche a8 · Tour noire sur case blanche e8 · Roi noir sur case blanche g8 · Tour blanche sur case noire c7 · Pion noir sur case noire g7 · Fou noir sur case blanche a6 · Tour blanche sur case blanche c6 · Pion noir sur case blanche e6 · Pion noir sur case noire h6 · Pion noir sur case blanche d5 · Cavalier blanc sur case noire e5 · Pion noir sur case blanche f5 · Pion blanc sur case blanche h5 · Pion noir sur case blanche a4 · Pion blanc sur case noire d4 · Roi blanc sur case noire f4 · Pion blanc sur case noire a3 · Pion noir sur case blanche b3 · Pion blanc sur case noire e3 · Pion blanc sur case blanche f3 · Pion blanc sur case noire g3 · Pion blanc sur case noire b2 | Tour noire sur case blanche a8 · Tour noire sur case blanche e8 · Roi noir sur case blanche g8 · Tour blanche sur case noire c7 · Pion noir sur case noire g7 · Fou noir sur case blanche a6 · Tour blanche sur case blanche c6 · Pion noir sur case blanche e6 · Pion noir sur case noire h6 · Pion noir sur case blanche d5 · Cavalier blanc sur case noire e5 · Pion noir sur case blanche f5 · Pion blanc sur case blanche h5 · Pion noir sur case blanche a4 · Pion blanc sur case noire d4 · Roi blanc sur case noire f4 · Pion blanc sur case noire a3 · Pion noir sur case blanche b3 · Pion blanc sur case noire e3 · Pion blanc sur case blanche f3 · Pion blanc sur case noire g3 · Pion blanc sur case noire b2 | Tour noire sur case blanche a8 · Tour noire sur case blanche e8 · Roi noir sur case blanche g8 · Tour blanche sur case noire c7 · Pion noir sur case noire g7 · Fou noir sur case blanche a6 · Tour blanche sur case blanche c6 · Pion noir sur case blanche e6 · Pion noir sur case noire h6 · Pion noir sur case blanche d5 · Cavalier blanc sur case noire e5 · Pion noir sur case blanche f5 · Pion blanc sur case blanche h5 · Pion noir sur case blanche a4 · Pion blanc sur case noire d4 · Roi blanc sur case noire f4 · Pion blanc sur case noire a3 · Pion noir sur case blanche b3 · Pion blanc sur case noire e3 · Pion blanc sur case blanche f3 · Pion blanc sur case noire g3 · Pion blanc sur case noire b2 | 1 |
|   | a | b | c | d | e | f | g | h |   |

|   | a | b | c | d | e | f | g | h |   |
| 8 | Roi noir sur case blanche e8 · Pion noir sur case noire a7 · Pion noir sur case noire c7 · Pion noir sur case noire b6 · Tour noire sur case noire f6 · Pion noir sur case blanche g6 · Cavalier noir sur case noire a5 · Pion noir sur case blanche d5 · Pion blanc sur case blanche a4 · Pion blanc sur case noire d4 · Pion blanc sur case noire f4 · Pion blanc sur case noire c3 · Fou blanc sur case blanche d3 · Pion blanc sur case noire g3 · Roi blanc sur case blanche g2 · Tour blanche sur case noire a1 | Roi noir sur case blanche e8 · Pion noir sur case noire a7 · Pion noir sur case noire c7 · Pion noir sur case noire b6 · Tour noire sur case noire f6 · Pion noir sur case blanche g6 · Cavalier noir sur case noire a5 · Pion noir sur case blanche d5 · Pion blanc sur case blanche a4 · Pion blanc sur case noire d4 · Pion blanc sur case noire f4 · Pion blanc sur case noire c3 · Fou blanc sur case blanche d3 · Pion blanc sur case noire g3 · Roi blanc sur case blanche g2 · Tour blanche sur case noire a1 | Roi noir sur case blanche e8 · Pion noir sur case noire a7 · Pion noir sur case noire c7 · Pion noir sur case noire b6 · Tour noire sur case noire f6 · Pion noir sur case blanche g6 · Cavalier noir sur case noire a5 · Pion noir sur case blanche d5 · Pion blanc sur case blanche a4 · Pion blanc sur case noire d4 · Pion blanc sur case noire f4 · Pion blanc sur case noire c3 · Fou blanc sur case blanche d3 · Pion blanc sur case noire g3 · Roi blanc sur case blanche g2 · Tour blanche sur case noire a1 | Roi noir sur case blanche e8 · Pion noir sur case noire a7 · Pion noir sur case noire c7 · Pion noir sur case noire b6 · Tour noire sur case noire f6 · Pion noir sur case blanche g6 · Cavalier noir sur case noire a5 · Pion noir sur case blanche d5 · Pion blanc sur case blanche a4 · Pion blanc sur case noire d4 · Pion blanc sur case noire f4 · Pion blanc sur case noire c3 · Fou blanc sur case blanche d3 · Pion blanc sur case noire g3 · Roi blanc sur case blanche g2 · Tour blanche sur case noire a1 | Roi noir sur case blanche e8 · Pion noir sur case noire a7 · Pion noir sur case noire c7 · Pion noir sur case noire b6 · Tour noire sur case noire f6 · Pion noir sur case blanche g6 · Cavalier noir sur case noire a5 · Pion noir sur case blanche d5 · Pion blanc sur case blanche a4 · Pion blanc sur case noire d4 · Pion blanc sur case noire f4 · Pion blanc sur case noire c3 · Fou blanc sur case blanche d3 · Pion blanc sur case noire g3 · Roi blanc sur case blanche g2 · Tour blanche sur case noire a1 | Roi noir sur case blanche e8 · Pion noir sur case noire a7 · Pion noir sur case noire c7 · Pion noir sur case noire b6 · Tour noire sur case noire f6 · Pion noir sur case blanche g6 · Cavalier noir sur case noire a5 · Pion noir sur case blanche d5 · Pion blanc sur case blanche a4 · Pion blanc sur case noire d4 · Pion blanc sur case noire f4 · Pion blanc sur case noire c3 · Fou blanc sur case blanche d3 · Pion blanc sur case noire g3 · Roi blanc sur case blanche g2 · Tour blanche sur case noire a1 | Roi noir sur case blanche e8 · Pion noir sur case noire a7 · Pion noir sur case noire c7 · Pion noir sur case noire b6 · Tour noire sur case noire f6 · Pion noir sur case blanche g6 · Cavalier noir sur case noire a5 · Pion noir sur case blanche d5 · Pion blanc sur case blanche a4 · Pion blanc sur case noire d4 · Pion blanc sur case noire f4 · Pion blanc sur case noire c3 · Fou blanc sur case blanche d3 · Pion blanc sur case noire g3 · Roi blanc sur case blanche g2 · Tour blanche sur case noire a1 | Roi noir sur case blanche e8 · Pion noir sur case noire a7 · Pion noir sur case noire c7 · Pion noir sur case noire b6 · Tour noire sur case noire f6 · Pion noir sur case blanche g6 · Cavalier noir sur case noire a5 · Pion noir sur case blanche d5 · Pion blanc sur case blanche a4 · Pion blanc sur case noire d4 · Pion blanc sur case noire f4 · Pion blanc sur case noire c3 · Fou blanc sur case blanche d3 · Pion blanc sur case noire g3 · Roi blanc sur case blanche g2 · Tour blanche sur case noire a1 | 8 |
| 7 | Roi noir sur case blanche e8 · Pion noir sur case noire a7 · Pion noir sur case noire c7 · Pion noir sur case noire b6 · Tour noire sur case noire f6 · Pion noir sur case blanche g6 · Cavalier noir sur case noire a5 · Pion noir sur case blanche d5 · Pion blanc sur case blanche a4 · Pion blanc sur case noire d4 · Pion blanc sur case noire f4 · Pion blanc sur case noire c3 · Fou blanc sur case blanche d3 · Pion blanc sur case noire g3 · Roi blanc sur case blanche g2 · Tour blanche sur case noire a1 | Roi noir sur case blanche e8 · Pion noir sur case noire a7 · Pion noir sur case noire c7 · Pion noir sur case noire b6 · Tour noire sur case noire f6 · Pion noir sur case blanche g6 · Cavalier noir sur case noire a5 · Pion noir sur case blanche d5 · Pion blanc sur case blanche a4 · Pion blanc sur case noire d4 · Pion blanc sur case noire f4 · Pion blanc sur case noire c3 · Fou blanc sur case blanche d3 · Pion blanc sur case noire g3 · Roi blanc sur case blanche g2 · Tour blanche sur case noire a1 | Roi noir sur case blanche e8 · Pion noir sur case noire a7 · Pion noir sur case noire c7 · Pion noir sur case noire b6 · Tour noire sur case noire f6 · Pion noir sur case blanche g6 · Cavalier noir sur case noire a5 · Pion noir sur case blanche d5 · Pion blanc sur case blanche a4 · Pion blanc sur case noire d4 · Pion blanc sur case noire f4 · Pion blanc sur case noire c3 · Fou blanc sur case blanche d3 · Pion blanc sur case noire g3 · Roi blanc sur case blanche g2 · Tour blanche sur case noire a1 | Roi noir sur case blanche e8 · Pion noir sur case noire a7 · Pion noir sur case noire c7 · Pion noir sur case noire b6 · Tour noire sur case noire f6 · Pion noir sur case blanche g6 · Cavalier noir sur case noire a5 · Pion noir sur case blanche d5 · Pion blanc sur case blanche a4 · Pion blanc sur case noire d4 · Pion blanc sur case noire f4 · Pion blanc sur case noire c3 · Fou blanc sur case blanche d3 · Pion blanc sur case noire g3 · Roi blanc sur case blanche g2 · Tour blanche sur case noire a1 | Roi noir sur case blanche e8 · Pion noir sur case noire a7 · Pion noir sur case noire c7 · Pion noir sur case noire b6 · Tour noire sur case noire f6 · Pion noir sur case blanche g6 · Cavalier noir sur case noire a5 · Pion noir sur case blanche d5 · Pion blanc sur case blanche a4 · Pion blanc sur case noire d4 · Pion blanc sur case noire f4 · Pion blanc sur case noire c3 · Fou blanc sur case blanche d3 · Pion blanc sur case noire g3 · Roi blanc sur case blanche g2 · Tour blanche sur case noire a1 | Roi noir sur case blanche e8 · Pion noir sur case noire a7 · Pion noir sur case noire c7 · Pion noir sur case noire b6 · Tour noire sur case noire f6 · Pion noir sur case blanche g6 · Cavalier noir sur case noire a5 · Pion noir sur case blanche d5 · Pion blanc sur case blanche a4 · Pion blanc sur case noire d4 · Pion blanc sur case noire f4 · Pion blanc sur case noire c3 · Fou blanc sur case blanche d3 · Pion blanc sur case noire g3 · Roi blanc sur case blanche g2 · Tour blanche sur case noire a1 | Roi noir sur case blanche e8 · Pion noir sur case noire a7 · Pion noir sur case noire c7 · Pion noir sur case noire b6 · Tour noire sur case noire f6 · Pion noir sur case blanche g6 · Cavalier noir sur case noire a5 · Pion noir sur case blanche d5 · Pion blanc sur case blanche a4 · Pion blanc sur case noire d4 · Pion blanc sur case noire f4 · Pion blanc sur case noire c3 · Fou blanc sur case blanche d3 · Pion blanc sur case noire g3 · Roi blanc sur case blanche g2 · Tour blanche sur case noire a1 | Roi noir sur case blanche e8 · Pion noir sur case noire a7 · Pion noir sur case noire c7 · Pion noir sur case noire b6 · Tour noire sur case noire f6 · Pion noir sur case blanche g6 · Cavalier noir sur case noire a5 · Pion noir sur case blanche d5 · Pion blanc sur case blanche a4 · Pion blanc sur case noire d4 · Pion blanc sur case noire f4 · Pion blanc sur case noire c3 · Fou blanc sur case blanche d3 · Pion blanc sur case noire g3 · Roi blanc sur case blanche g2 · Tour blanche sur case noire a1 | 7 |
| 6 | Roi noir sur case blanche e8 · Pion noir sur case noire a7 · Pion noir sur case noire c7 · Pion noir sur case noire b6 · Tour noire sur case noire f6 · Pion noir sur case blanche g6 · Cavalier noir sur case noire a5 · Pion noir sur case blanche d5 · Pion blanc sur case blanche a4 · Pion blanc sur case noire d4 · Pion blanc sur case noire f4 · Pion blanc sur case noire c3 · Fou blanc sur case blanche d3 · Pion blanc sur case noire g3 · Roi blanc sur case blanche g2 · Tour blanche sur case noire a1 | Roi noir sur case blanche e8 · Pion noir sur case noire a7 · Pion noir sur case noire c7 · Pion noir sur case noire b6 · Tour noire sur case noire f6 · Pion noir sur case blanche g6 · Cavalier noir sur case noire a5 · Pion noir sur case blanche d5 · Pion blanc sur case blanche a4 · Pion blanc sur case noire d4 · Pion blanc sur case noire f4 · Pion blanc sur case noire c3 · Fou blanc sur case blanche d3 · Pion blanc sur case noire g3 · Roi blanc sur case blanche g2 · Tour blanche sur case noire a1 | Roi noir sur case blanche e8 · Pion noir sur case noire a7 · Pion noir sur case noire c7 · Pion noir sur case noire b6 · Tour noire sur case noire f6 · Pion noir sur case blanche g6 · Cavalier noir sur case noire a5 · Pion noir sur case blanche d5 · Pion blanc sur case blanche a4 · Pion blanc sur case noire d4 · Pion blanc sur case noire f4 · Pion blanc sur case noire c3 · Fou blanc sur case blanche d3 · Pion blanc sur case noire g3 · Roi blanc sur case blanche g2 · Tour blanche sur case noire a1 | Roi noir sur case blanche e8 · Pion noir sur case noire a7 · Pion noir sur case noire c7 · Pion noir sur case noire b6 · Tour noire sur case noire f6 · Pion noir sur case blanche g6 · Cavalier noir sur case noire a5 · Pion noir sur case blanche d5 · Pion blanc sur case blanche a4 · Pion blanc sur case noire d4 · Pion blanc sur case noire f4 · Pion blanc sur case noire c3 · Fou blanc sur case blanche d3 · Pion blanc sur case noire g3 · Roi blanc sur case blanche g2 · Tour blanche sur case noire a1 | Roi noir sur case blanche e8 · Pion noir sur case noire a7 · Pion noir sur case noire c7 · Pion noir sur case noire b6 · Tour noire sur case noire f6 · Pion noir sur case blanche g6 · Cavalier noir sur case noire a5 · Pion noir sur case blanche d5 · Pion blanc sur case blanche a4 · Pion blanc sur case noire d4 · Pion blanc sur case noire f4 · Pion blanc sur case noire c3 · Fou blanc sur case blanche d3 · Pion blanc sur case noire g3 · Roi blanc sur case blanche g2 · Tour blanche sur case noire a1 | Roi noir sur case blanche e8 · Pion noir sur case noire a7 · Pion noir sur case noire c7 · Pion noir sur case noire b6 · Tour noire sur case noire f6 · Pion noir sur case blanche g6 · Cavalier noir sur case noire a5 · Pion noir sur case blanche d5 · Pion blanc sur case blanche a4 · Pion blanc sur case noire d4 · Pion blanc sur case noire f4 · Pion blanc sur case noire c3 · Fou blanc sur case blanche d3 · Pion blanc sur case noire g3 · Roi blanc sur case blanche g2 · Tour blanche sur case noire a1 | Roi noir sur case blanche e8 · Pion noir sur case noire a7 · Pion noir sur case noire c7 · Pion noir sur case noire b6 · Tour noire sur case noire f6 · Pion noir sur case blanche g6 · Cavalier noir sur case noire a5 · Pion noir sur case blanche d5 · Pion blanc sur case blanche a4 · Pion blanc sur case noire d4 · Pion blanc sur case noire f4 · Pion blanc sur case noire c3 · Fou blanc sur case blanche d3 · Pion blanc sur case noire g3 · Roi blanc sur case blanche g2 · Tour blanche sur case noire a1 | Roi noir sur case blanche e8 · Pion noir sur case noire a7 · Pion noir sur case noire c7 · Pion noir sur case noire b6 · Tour noire sur case noire f6 · Pion noir sur case blanche g6 · Cavalier noir sur case noire a5 · Pion noir sur case blanche d5 · Pion blanc sur case blanche a4 · Pion blanc sur case noire d4 · Pion blanc sur case noire f4 · Pion blanc sur case noire c3 · Fou blanc sur case blanche d3 · Pion blanc sur case noire g3 · Roi blanc sur case blanche g2 · Tour blanche sur case noire a1 | 6 |
| 5 | Roi noir sur case blanche e8 · Pion noir sur case noire a7 · Pion noir sur case noire c7 · Pion noir sur case noire b6 · Tour noire sur case noire f6 · Pion noir sur case blanche g6 · Cavalier noir sur case noire a5 · Pion noir sur case blanche d5 · Pion blanc sur case blanche a4 · Pion blanc sur case noire d4 · Pion blanc sur case noire f4 · Pion blanc sur case noire c3 · Fou blanc sur case blanche d3 · Pion blanc sur case noire g3 · Roi blanc sur case blanche g2 · Tour blanche sur case noire a1 | Roi noir sur case blanche e8 · Pion noir sur case noire a7 · Pion noir sur case noire c7 · Pion noir sur case noire b6 · Tour noire sur case noire f6 · Pion noir sur case blanche g6 · Cavalier noir sur case noire a5 · Pion noir sur case blanche d5 · Pion blanc sur case blanche a4 · Pion blanc sur case noire d4 · Pion blanc sur case noire f4 · Pion blanc sur case noire c3 · Fou blanc sur case blanche d3 · Pion blanc sur case noire g3 · Roi blanc sur case blanche g2 · Tour blanche sur case noire a1 | Roi noir sur case blanche e8 · Pion noir sur case noire a7 · Pion noir sur case noire c7 · Pion noir sur case noire b6 · Tour noire sur case noire f6 · Pion noir sur case blanche g6 · Cavalier noir sur case noire a5 · Pion noir sur case blanche d5 · Pion blanc sur case blanche a4 · Pion blanc sur case noire d4 · Pion blanc sur case noire f4 · Pion blanc sur case noire c3 · Fou blanc sur case blanche d3 · Pion blanc sur case noire g3 · Roi blanc sur case blanche g2 · Tour blanche sur case noire a1 | Roi noir sur case blanche e8 · Pion noir sur case noire a7 · Pion noir sur case noire c7 · Pion noir sur case noire b6 · Tour noire sur case noire f6 · Pion noir sur case blanche g6 · Cavalier noir sur case noire a5 · Pion noir sur case blanche d5 · Pion blanc sur case blanche a4 · Pion blanc sur case noire d4 · Pion blanc sur case noire f4 · Pion blanc sur case noire c3 · Fou blanc sur case blanche d3 · Pion blanc sur case noire g3 · Roi blanc sur case blanche g2 · Tour blanche sur case noire a1 | Roi noir sur case blanche e8 · Pion noir sur case noire a7 · Pion noir sur case noire c7 · Pion noir sur case noire b6 · Tour noire sur case noire f6 · Pion noir sur case blanche g6 · Cavalier noir sur case noire a5 · Pion noir sur case blanche d5 · Pion blanc sur case blanche a4 · Pion blanc sur case noire d4 · Pion blanc sur case noire f4 · Pion blanc sur case noire c3 · Fou blanc sur case blanche d3 · Pion blanc sur case noire g3 · Roi blanc sur case blanche g2 · Tour blanche sur case noire a1 | Roi noir sur case blanche e8 · Pion noir sur case noire a7 · Pion noir sur case noire c7 · Pion noir sur case noire b6 · Tour noire sur case noire f6 · Pion noir sur case blanche g6 · Cavalier noir sur case noire a5 · Pion noir sur case blanche d5 · Pion blanc sur case blanche a4 · Pion blanc sur case noire d4 · Pion blanc sur case noire f4 · Pion blanc sur case noire c3 · Fou blanc sur case blanche d3 · Pion blanc sur case noire g3 · Roi blanc sur case blanche g2 · Tour blanche sur case noire a1 | Roi noir sur case blanche e8 · Pion noir sur case noire a7 · Pion noir sur case noire c7 · Pion noir sur case noire b6 · Tour noire sur case noire f6 · Pion noir sur case blanche g6 · Cavalier noir sur case noire a5 · Pion noir sur case blanche d5 · Pion blanc sur case blanche a4 · Pion blanc sur case noire d4 · Pion blanc sur case noire f4 · Pion blanc sur case noire c3 · Fou blanc sur case blanche d3 · Pion blanc sur case noire g3 · Roi blanc sur case blanche g2 · Tour blanche sur case noire a1 | Roi noir sur case blanche e8 · Pion noir sur case noire a7 · Pion noir sur case noire c7 · Pion noir sur case noire b6 · Tour noire sur case noire f6 · Pion noir sur case blanche g6 · Cavalier noir sur case noire a5 · Pion noir sur case blanche d5 · Pion blanc sur case blanche a4 · Pion blanc sur case noire d4 · Pion blanc sur case noire f4 · Pion blanc sur case noire c3 · Fou blanc sur case blanche d3 · Pion blanc sur case noire g3 · Roi blanc sur case blanche g2 · Tour blanche sur case noire a1 | 5 |
| 4 | Roi noir sur case blanche e8 · Pion noir sur case noire a7 · Pion noir sur case noire c7 · Pion noir sur case noire b6 · Tour noire sur case noire f6 · Pion noir sur case blanche g6 · Cavalier noir sur case noire a5 · Pion noir sur case blanche d5 · Pion blanc sur case blanche a4 · Pion blanc sur case noire d4 · Pion blanc sur case noire f4 · Pion blanc sur case noire c3 · Fou blanc sur case blanche d3 · Pion blanc sur case noire g3 · Roi blanc sur case blanche g2 · Tour blanche sur case noire a1 | Roi noir sur case blanche e8 · Pion noir sur case noire a7 · Pion noir sur case noire c7 · Pion noir sur case noire b6 · Tour noire sur case noire f6 · Pion noir sur case blanche g6 · Cavalier noir sur case noire a5 · Pion noir sur case blanche d5 · Pion blanc sur case blanche a4 · Pion blanc sur case noire d4 · Pion blanc sur case noire f4 · Pion blanc sur case noire c3 · Fou blanc sur case blanche d3 · Pion blanc sur case noire g3 · Roi blanc sur case blanche g2 · Tour blanche sur case noire a1 | Roi noir sur case blanche e8 · Pion noir sur case noire a7 · Pion noir sur case noire c7 · Pion noir sur case noire b6 · Tour noire sur case noire f6 · Pion noir sur case blanche g6 · Cavalier noir sur case noire a5 · Pion noir sur case blanche d5 · Pion blanc sur case blanche a4 · Pion blanc sur case noire d4 · Pion blanc sur case noire f4 · Pion blanc sur case noire c3 · Fou blanc sur case blanche d3 · Pion blanc sur case noire g3 · Roi blanc sur case blanche g2 · Tour blanche sur case noire a1 | Roi noir sur case blanche e8 · Pion noir sur case noire a7 · Pion noir sur case noire c7 · Pion noir sur case noire b6 · Tour noire sur case noire f6 · Pion noir sur case blanche g6 · Cavalier noir sur case noire a5 · Pion noir sur case blanche d5 · Pion blanc sur case blanche a4 · Pion blanc sur case noire d4 · Pion blanc sur case noire f4 · Pion blanc sur case noire c3 · Fou blanc sur case blanche d3 · Pion blanc sur case noire g3 · Roi blanc sur case blanche g2 · Tour blanche sur case noire a1 | Roi noir sur case blanche e8 · Pion noir sur case noire a7 · Pion noir sur case noire c7 · Pion noir sur case noire b6 · Tour noire sur case noire f6 · Pion noir sur case blanche g6 · Cavalier noir sur case noire a5 · Pion noir sur case blanche d5 · Pion blanc sur case blanche a4 · Pion blanc sur case noire d4 · Pion blanc sur case noire f4 · Pion blanc sur case noire c3 · Fou blanc sur case blanche d3 · Pion blanc sur case noire g3 · Roi blanc sur case blanche g2 · Tour blanche sur case noire a1 | Roi noir sur case blanche e8 · Pion noir sur case noire a7 · Pion noir sur case noire c7 · Pion noir sur case noire b6 · Tour noire sur case noire f6 · Pion noir sur case blanche g6 · Cavalier noir sur case noire a5 · Pion noir sur case blanche d5 · Pion blanc sur case blanche a4 · Pion blanc sur case noire d4 · Pion blanc sur case noire f4 · Pion blanc sur case noire c3 · Fou blanc sur case blanche d3 · Pion blanc sur case noire g3 · Roi blanc sur case blanche g2 · Tour blanche sur case noire a1 | Roi noir sur case blanche e8 · Pion noir sur case noire a7 · Pion noir sur case noire c7 · Pion noir sur case noire b6 · Tour noire sur case noire f6 · Pion noir sur case blanche g6 · Cavalier noir sur case noire a5 · Pion noir sur case blanche d5 · Pion blanc sur case blanche a4 · Pion blanc sur case noire d4 · Pion blanc sur case noire f4 · Pion blanc sur case noire c3 · Fou blanc sur case blanche d3 · Pion blanc sur case noire g3 · Roi blanc sur case blanche g2 · Tour blanche sur case noire a1 | Roi noir sur case blanche e8 · Pion noir sur case noire a7 · Pion noir sur case noire c7 · Pion noir sur case noire b6 · Tour noire sur case noire f6 · Pion noir sur case blanche g6 · Cavalier noir sur case noire a5 · Pion noir sur case blanche d5 · Pion blanc sur case blanche a4 · Pion blanc sur case noire d4 · Pion blanc sur case noire f4 · Pion blanc sur case noire c3 · Fou blanc sur case blanche d3 · Pion blanc sur case noire g3 · Roi blanc sur case blanche g2 · Tour blanche sur case noire a1 | 4 |
| 3 | Roi noir sur case blanche e8 · Pion noir sur case noire a7 · Pion noir sur case noire c7 · Pion noir sur case noire b6 · Tour noire sur case noire f6 · Pion noir sur case blanche g6 · Cavalier noir sur case noire a5 · Pion noir sur case blanche d5 · Pion blanc sur case blanche a4 · Pion blanc sur case noire d4 · Pion blanc sur case noire f4 · Pion blanc sur case noire c3 · Fou blanc sur case blanche d3 · Pion blanc sur case noire g3 · Roi blanc sur case blanche g2 · Tour blanche sur case noire a1 | Roi noir sur case blanche e8 · Pion noir sur case noire a7 · Pion noir sur case noire c7 · Pion noir sur case noire b6 · Tour noire sur case noire f6 · Pion noir sur case blanche g6 · Cavalier noir sur case noire a5 · Pion noir sur case blanche d5 · Pion blanc sur case blanche a4 · Pion blanc sur case noire d4 · Pion blanc sur case noire f4 · Pion blanc sur case noire c3 · Fou blanc sur case blanche d3 · Pion blanc sur case noire g3 · Roi blanc sur case blanche g2 · Tour blanche sur case noire a1 | Roi noir sur case blanche e8 · Pion noir sur case noire a7 · Pion noir sur case noire c7 · Pion noir sur case noire b6 · Tour noire sur case noire f6 · Pion noir sur case blanche g6 · Cavalier noir sur case noire a5 · Pion noir sur case blanche d5 · Pion blanc sur case blanche a4 · Pion blanc sur case noire d4 · Pion blanc sur case noire f4 · Pion blanc sur case noire c3 · Fou blanc sur case blanche d3 · Pion blanc sur case noire g3 · Roi blanc sur case blanche g2 · Tour blanche sur case noire a1 | Roi noir sur case blanche e8 · Pion noir sur case noire a7 · Pion noir sur case noire c7 · Pion noir sur case noire b6 · Tour noire sur case noire f6 · Pion noir sur case blanche g6 · Cavalier noir sur case noire a5 · Pion noir sur case blanche d5 · Pion blanc sur case blanche a4 · Pion blanc sur case noire d4 · Pion blanc sur case noire f4 · Pion blanc sur case noire c3 · Fou blanc sur case blanche d3 · Pion blanc sur case noire g3 · Roi blanc sur case blanche g2 · Tour blanche sur case noire a1 | Roi noir sur case blanche e8 · Pion noir sur case noire a7 · Pion noir sur case noire c7 · Pion noir sur case noire b6 · Tour noire sur case noire f6 · Pion noir sur case blanche g6 · Cavalier noir sur case noire a5 · Pion noir sur case blanche d5 · Pion blanc sur case blanche a4 · Pion blanc sur case noire d4 · Pion blanc sur case noire f4 · Pion blanc sur case noire c3 · Fou blanc sur case blanche d3 · Pion blanc sur case noire g3 · Roi blanc sur case blanche g2 · Tour blanche sur case noire a1 | Roi noir sur case blanche e8 · Pion noir sur case noire a7 · Pion noir sur case noire c7 · Pion noir sur case noire b6 · Tour noire sur case noire f6 · Pion noir sur case blanche g6 · Cavalier noir sur case noire a5 · Pion noir sur case blanche d5 · Pion blanc sur case blanche a4 · Pion blanc sur case noire d4 · Pion blanc sur case noire f4 · Pion blanc sur case noire c3 · Fou blanc sur case blanche d3 · Pion blanc sur case noire g3 · Roi blanc sur case blanche g2 · Tour blanche sur case noire a1 | Roi noir sur case blanche e8 · Pion noir sur case noire a7 · Pion noir sur case noire c7 · Pion noir sur case noire b6 · Tour noire sur case noire f6 · Pion noir sur case blanche g6 · Cavalier noir sur case noire a5 · Pion noir sur case blanche d5 · Pion blanc sur case blanche a4 · Pion blanc sur case noire d4 · Pion blanc sur case noire f4 · Pion blanc sur case noire c3 · Fou blanc sur case blanche d3 · Pion blanc sur case noire g3 · Roi blanc sur case blanche g2 · Tour blanche sur case noire a1 | Roi noir sur case blanche e8 · Pion noir sur case noire a7 · Pion noir sur case noire c7 · Pion noir sur case noire b6 · Tour noire sur case noire f6 · Pion noir sur case blanche g6 · Cavalier noir sur case noire a5 · Pion noir sur case blanche d5 · Pion blanc sur case blanche a4 · Pion blanc sur case noire d4 · Pion blanc sur case noire f4 · Pion blanc sur case noire c3 · Fou blanc sur case blanche d3 · Pion blanc sur case noire g3 · Roi blanc sur case blanche g2 · Tour blanche sur case noire a1 | 3 |
| 2 | Roi noir sur case blanche e8 · Pion noir sur case noire a7 · Pion noir sur case noire c7 · Pion noir sur case noire b6 · Tour noire sur case noire f6 · Pion noir sur case blanche g6 · Cavalier noir sur case noire a5 · Pion noir sur case blanche d5 · Pion blanc sur case blanche a4 · Pion blanc sur case noire d4 · Pion blanc sur case noire f4 · Pion blanc sur case noire c3 · Fou blanc sur case blanche d3 · Pion blanc sur case noire g3 · Roi blanc sur case blanche g2 · Tour blanche sur case noire a1 | Roi noir sur case blanche e8 · Pion noir sur case noire a7 · Pion noir sur case noire c7 · Pion noir sur case noire b6 · Tour noire sur case noire f6 · Pion noir sur case blanche g6 · Cavalier noir sur case noire a5 · Pion noir sur case blanche d5 · Pion blanc sur case blanche a4 · Pion blanc sur case noire d4 · Pion blanc sur case noire f4 · Pion blanc sur case noire c3 · Fou blanc sur case blanche d3 · Pion blanc sur case noire g3 · Roi blanc sur case blanche g2 · Tour blanche sur case noire a1 | Roi noir sur case blanche e8 · Pion noir sur case noire a7 · Pion noir sur case noire c7 · Pion noir sur case noire b6 · Tour noire sur case noire f6 · Pion noir sur case blanche g6 · Cavalier noir sur case noire a5 · Pion noir sur case blanche d5 · Pion blanc sur case blanche a4 · Pion blanc sur case noire d4 · Pion blanc sur case noire f4 · Pion blanc sur case noire c3 · Fou blanc sur case blanche d3 · Pion blanc sur case noire g3 · Roi blanc sur case blanche g2 · Tour blanche sur case noire a1 | Roi noir sur case blanche e8 · Pion noir sur case noire a7 · Pion noir sur case noire c7 · Pion noir sur case noire b6 · Tour noire sur case noire f6 · Pion noir sur case blanche g6 · Cavalier noir sur case noire a5 · Pion noir sur case blanche d5 · Pion blanc sur case blanche a4 · Pion blanc sur case noire d4 · Pion blanc sur case noire f4 · Pion blanc sur case noire c3 · Fou blanc sur case blanche d3 · Pion blanc sur case noire g3 · Roi blanc sur case blanche g2 · Tour blanche sur case noire a1 | Roi noir sur case blanche e8 · Pion noir sur case noire a7 · Pion noir sur case noire c7 · Pion noir sur case noire b6 · Tour noire sur case noire f6 · Pion noir sur case blanche g6 · Cavalier noir sur case noire a5 · Pion noir sur case blanche d5 · Pion blanc sur case blanche a4 · Pion blanc sur case noire d4 · Pion blanc sur case noire f4 · Pion blanc sur case noire c3 · Fou blanc sur case blanche d3 · Pion blanc sur case noire g3 · Roi blanc sur case blanche g2 · Tour blanche sur case noire a1 | Roi noir sur case blanche e8 · Pion noir sur case noire a7 · Pion noir sur case noire c7 · Pion noir sur case noire b6 · Tour noire sur case noire f6 · Pion noir sur case blanche g6 · Cavalier noir sur case noire a5 · Pion noir sur case blanche d5 · Pion blanc sur case blanche a4 · Pion blanc sur case noire d4 · Pion blanc sur case noire f4 · Pion blanc sur case noire c3 · Fou blanc sur case blanche d3 · Pion blanc sur case noire g3 · Roi blanc sur case blanche g2 · Tour blanche sur case noire a1 | Roi noir sur case blanche e8 · Pion noir sur case noire a7 · Pion noir sur case noire c7 · Pion noir sur case noire b6 · Tour noire sur case noire f6 · Pion noir sur case blanche g6 · Cavalier noir sur case noire a5 · Pion noir sur case blanche d5 · Pion blanc sur case blanche a4 · Pion blanc sur case noire d4 · Pion blanc sur case noire f4 · Pion blanc sur case noire c3 · Fou blanc sur case blanche d3 · Pion blanc sur case noire g3 · Roi blanc sur case blanche g2 · Tour blanche sur case noire a1 | Roi noir sur case blanche e8 · Pion noir sur case noire a7 · Pion noir sur case noire c7 · Pion noir sur case noire b6 · Tour noire sur case noire f6 · Pion noir sur case blanche g6 · Cavalier noir sur case noire a5 · Pion noir sur case blanche d5 · Pion blanc sur case blanche a4 · Pion blanc sur case noire d4 · Pion blanc sur case noire f4 · Pion blanc sur case noire c3 · Fou blanc sur case blanche d3 · Pion blanc sur case noire g3 · Roi blanc sur case blanche g2 · Tour blanche sur case noire a1 | 2 |
| 1 | Roi noir sur case blanche e8 · Pion noir sur case noire a7 · Pion noir sur case noire c7 · Pion noir sur case noire b6 · Tour noire sur case noire f6 · Pion noir sur case blanche g6 · Cavalier noir sur case noire a5 · Pion noir sur case blanche d5 · Pion blanc sur case blanche a4 · Pion blanc sur case noire d4 · Pion blanc sur case noire f4 · Pion blanc sur case noire c3 · Fou blanc sur case blanche d3 · Pion blanc sur case noire g3 · Roi blanc sur case blanche g2 · Tour blanche sur case noire a1 | Roi noir sur case blanche e8 · Pion noir sur case noire a7 · Pion noir sur case noire c7 · Pion noir sur case noire b6 · Tour noire sur case noire f6 · Pion noir sur case blanche g6 · Cavalier noir sur case noire a5 · Pion noir sur case blanche d5 · Pion blanc sur case blanche a4 · Pion blanc sur case noire d4 · Pion blanc sur case noire f4 · Pion blanc sur case noire c3 · Fou blanc sur case blanche d3 · Pion blanc sur case noire g3 · Roi blanc sur case blanche g2 · Tour blanche sur case noire a1 | Roi noir sur case blanche e8 · Pion noir sur case noire a7 · Pion noir sur case noire c7 · Pion noir sur case noire b6 · Tour noire sur case noire f6 · Pion noir sur case blanche g6 · Cavalier noir sur case noire a5 · Pion noir sur case blanche d5 · Pion blanc sur case blanche a4 · Pion blanc sur case noire d4 · Pion blanc sur case noire f4 · Pion blanc sur case noire c3 · Fou blanc sur case blanche d3 · Pion blanc sur case noire g3 · Roi blanc sur case blanche g2 · Tour blanche sur case noire a1 | Roi noir sur case blanche e8 · Pion noir sur case noire a7 · Pion noir sur case noire c7 · Pion noir sur case noire b6 · Tour noire sur case noire f6 · Pion noir sur case blanche g6 · Cavalier noir sur case noire a5 · Pion noir sur case blanche d5 · Pion blanc sur case blanche a4 · Pion blanc sur case noire d4 · Pion blanc sur case noire f4 · Pion blanc sur case noire c3 · Fou blanc sur case blanche d3 · Pion blanc sur case noire g3 · Roi blanc sur case blanche g2 · Tour blanche sur case noire a1 | Roi noir sur case blanche e8 · Pion noir sur case noire a7 · Pion noir sur case noire c7 · Pion noir sur case noire b6 · Tour noire sur case noire f6 · Pion noir sur case blanche g6 · Cavalier noir sur case noire a5 · Pion noir sur case blanche d5 · Pion blanc sur case blanche a4 · Pion blanc sur case noire d4 · Pion blanc sur case noire f4 · Pion blanc sur case noire c3 · Fou blanc sur case blanche d3 · Pion blanc sur case noire g3 · Roi blanc sur case blanche g2 · Tour blanche sur case noire a1 | Roi noir sur case blanche e8 · Pion noir sur case noire a7 · Pion noir sur case noire c7 · Pion noir sur case noire b6 · Tour noire sur case noire f6 · Pion noir sur case blanche g6 · Cavalier noir sur case noire a5 · Pion noir sur case blanche d5 · Pion blanc sur case blanche a4 · Pion blanc sur case noire d4 · Pion blanc sur case noire f4 · Pion blanc sur case noire c3 · Fou blanc sur case blanche d3 · Pion blanc sur case noire g3 · Roi blanc sur case blanche g2 · Tour blanche sur case noire a1 | Roi noir sur case blanche e8 · Pion noir sur case noire a7 · Pion noir sur case noire c7 · Pion noir sur case noire b6 · Tour noire sur case noire f6 · Pion noir sur case blanche g6 · Cavalier noir sur case noire a5 · Pion noir sur case blanche d5 · Pion blanc sur case blanche a4 · Pion blanc sur case noire d4 · Pion blanc sur case noire f4 · Pion blanc sur case noire c3 · Fou blanc sur case blanche d3 · Pion blanc sur case noire g3 · Roi blanc sur case blanche g2 · Tour blanche sur case noire a1 | Roi noir sur case blanche e8 · Pion noir sur case noire a7 · Pion noir sur case noire c7 · Pion noir sur case noire b6 · Tour noire sur case noire f6 · Pion noir sur case blanche g6 · Cavalier noir sur case noire a5 · Pion noir sur case blanche d5 · Pion blanc sur case blanche a4 · Pion blanc sur case noire d4 · Pion blanc sur case noire f4 · Pion blanc sur case noire c3 · Fou blanc sur case blanche d3 · Pion blanc sur case noire g3 · Roi blanc sur case blanche g2 · Tour blanche sur case noire a1 | 1 |
|   | a | b | c | d | e | f | g | h |   |

|   | a | b | c | d | e | f | g | h |   |
| 8 | Tour noire sur case noire b8 · Roi noir sur case noire f8 · Pion noir sur case noire a7 · Tour noire sur case noire c7 · Dame noire sur case blanche d7 · Cavalier noir sur case noire e7 · Pion noir sur case noire g7 · Pion blanc sur case blanche a6 · Pion noir sur case noire b6 · Cavalier noir sur case blanche c6 · Pion noir sur case blanche e6 · Pion noir sur case noire h6 · Fou blanc sur case blanche b5 · Pion noir sur case blanche d5 · Pion blanc sur case noire e5 · Pion noir sur case blanche f5 · Pion blanc sur case noire b4 · Pion blanc sur case noire d4 · Pion blanc sur case noire f4 · Tour blanche sur case noire c3 · Cavalier blanc sur case blanche f3 · Tour blanche sur case blanche c2 · Pion blanc sur case blanche g2 · Pion blanc sur case noire h2 · Dame blanche sur case noire c1 · Roi blanc sur case noire g1 | Tour noire sur case noire b8 · Roi noir sur case noire f8 · Pion noir sur case noire a7 · Tour noire sur case noire c7 · Dame noire sur case blanche d7 · Cavalier noir sur case noire e7 · Pion noir sur case noire g7 · Pion blanc sur case blanche a6 · Pion noir sur case noire b6 · Cavalier noir sur case blanche c6 · Pion noir sur case blanche e6 · Pion noir sur case noire h6 · Fou blanc sur case blanche b5 · Pion noir sur case blanche d5 · Pion blanc sur case noire e5 · Pion noir sur case blanche f5 · Pion blanc sur case noire b4 · Pion blanc sur case noire d4 · Pion blanc sur case noire f4 · Tour blanche sur case noire c3 · Cavalier blanc sur case blanche f3 · Tour blanche sur case blanche c2 · Pion blanc sur case blanche g2 · Pion blanc sur case noire h2 · Dame blanche sur case noire c1 · Roi blanc sur case noire g1 | Tour noire sur case noire b8 · Roi noir sur case noire f8 · Pion noir sur case noire a7 · Tour noire sur case noire c7 · Dame noire sur case blanche d7 · Cavalier noir sur case noire e7 · Pion noir sur case noire g7 · Pion blanc sur case blanche a6 · Pion noir sur case noire b6 · Cavalier noir sur case blanche c6 · Pion noir sur case blanche e6 · Pion noir sur case noire h6 · Fou blanc sur case blanche b5 · Pion noir sur case blanche d5 · Pion blanc sur case noire e5 · Pion noir sur case blanche f5 · Pion blanc sur case noire b4 · Pion blanc sur case noire d4 · Pion blanc sur case noire f4 · Tour blanche sur case noire c3 · Cavalier blanc sur case blanche f3 · Tour blanche sur case blanche c2 · Pion blanc sur case blanche g2 · Pion blanc sur case noire h2 · Dame blanche sur case noire c1 · Roi blanc sur case noire g1 | Tour noire sur case noire b8 · Roi noir sur case noire f8 · Pion noir sur case noire a7 · Tour noire sur case noire c7 · Dame noire sur case blanche d7 · Cavalier noir sur case noire e7 · Pion noir sur case noire g7 · Pion blanc sur case blanche a6 · Pion noir sur case noire b6 · Cavalier noir sur case blanche c6 · Pion noir sur case blanche e6 · Pion noir sur case noire h6 · Fou blanc sur case blanche b5 · Pion noir sur case blanche d5 · Pion blanc sur case noire e5 · Pion noir sur case blanche f5 · Pion blanc sur case noire b4 · Pion blanc sur case noire d4 · Pion blanc sur case noire f4 · Tour blanche sur case noire c3 · Cavalier blanc sur case blanche f3 · Tour blanche sur case blanche c2 · Pion blanc sur case blanche g2 · Pion blanc sur case noire h2 · Dame blanche sur case noire c1 · Roi blanc sur case noire g1 | Tour noire sur case noire b8 · Roi noir sur case noire f8 · Pion noir sur case noire a7 · Tour noire sur case noire c7 · Dame noire sur case blanche d7 · Cavalier noir sur case noire e7 · Pion noir sur case noire g7 · Pion blanc sur case blanche a6 · Pion noir sur case noire b6 · Cavalier noir sur case blanche c6 · Pion noir sur case blanche e6 · Pion noir sur case noire h6 · Fou blanc sur case blanche b5 · Pion noir sur case blanche d5 · Pion blanc sur case noire e5 · Pion noir sur case blanche f5 · Pion blanc sur case noire b4 · Pion blanc sur case noire d4 · Pion blanc sur case noire f4 · Tour blanche sur case noire c3 · Cavalier blanc sur case blanche f3 · Tour blanche sur case blanche c2 · Pion blanc sur case blanche g2 · Pion blanc sur case noire h2 · Dame blanche sur case noire c1 · Roi blanc sur case noire g1 | Tour noire sur case noire b8 · Roi noir sur case noire f8 · Pion noir sur case noire a7 · Tour noire sur case noire c7 · Dame noire sur case blanche d7 · Cavalier noir sur case noire e7 · Pion noir sur case noire g7 · Pion blanc sur case blanche a6 · Pion noir sur case noire b6 · Cavalier noir sur case blanche c6 · Pion noir sur case blanche e6 · Pion noir sur case noire h6 · Fou blanc sur case blanche b5 · Pion noir sur case blanche d5 · Pion blanc sur case noire e5 · Pion noir sur case blanche f5 · Pion blanc sur case noire b4 · Pion blanc sur case noire d4 · Pion blanc sur case noire f4 · Tour blanche sur case noire c3 · Cavalier blanc sur case blanche f3 · Tour blanche sur case blanche c2 · Pion blanc sur case blanche g2 · Pion blanc sur case noire h2 · Dame blanche sur case noire c1 · Roi blanc sur case noire g1 | Tour noire sur case noire b8 · Roi noir sur case noire f8 · Pion noir sur case noire a7 · Tour noire sur case noire c7 · Dame noire sur case blanche d7 · Cavalier noir sur case noire e7 · Pion noir sur case noire g7 · Pion blanc sur case blanche a6 · Pion noir sur case noire b6 · Cavalier noir sur case blanche c6 · Pion noir sur case blanche e6 · Pion noir sur case noire h6 · Fou blanc sur case blanche b5 · Pion noir sur case blanche d5 · Pion blanc sur case noire e5 · Pion noir sur case blanche f5 · Pion blanc sur case noire b4 · Pion blanc sur case noire d4 · Pion blanc sur case noire f4 · Tour blanche sur case noire c3 · Cavalier blanc sur case blanche f3 · Tour blanche sur case blanche c2 · Pion blanc sur case blanche g2 · Pion blanc sur case noire h2 · Dame blanche sur case noire c1 · Roi blanc sur case noire g1 | Tour noire sur case noire b8 · Roi noir sur case noire f8 · Pion noir sur case noire a7 · Tour noire sur case noire c7 · Dame noire sur case blanche d7 · Cavalier noir sur case noire e7 · Pion noir sur case noire g7 · Pion blanc sur case blanche a6 · Pion noir sur case noire b6 · Cavalier noir sur case blanche c6 · Pion noir sur case blanche e6 · Pion noir sur case noire h6 · Fou blanc sur case blanche b5 · Pion noir sur case blanche d5 · Pion blanc sur case noire e5 · Pion noir sur case blanche f5 · Pion blanc sur case noire b4 · Pion blanc sur case noire d4 · Pion blanc sur case noire f4 · Tour blanche sur case noire c3 · Cavalier blanc sur case blanche f3 · Tour blanche sur case blanche c2 · Pion blanc sur case blanche g2 · Pion blanc sur case noire h2 · Dame blanche sur case noire c1 · Roi blanc sur case noire g1 | 8 |
| 7 | Tour noire sur case noire b8 · Roi noir sur case noire f8 · Pion noir sur case noire a7 · Tour noire sur case noire c7 · Dame noire sur case blanche d7 · Cavalier noir sur case noire e7 · Pion noir sur case noire g7 · Pion blanc sur case blanche a6 · Pion noir sur case noire b6 · Cavalier noir sur case blanche c6 · Pion noir sur case blanche e6 · Pion noir sur case noire h6 · Fou blanc sur case blanche b5 · Pion noir sur case blanche d5 · Pion blanc sur case noire e5 · Pion noir sur case blanche f5 · Pion blanc sur case noire b4 · Pion blanc sur case noire d4 · Pion blanc sur case noire f4 · Tour blanche sur case noire c3 · Cavalier blanc sur case blanche f3 · Tour blanche sur case blanche c2 · Pion blanc sur case blanche g2 · Pion blanc sur case noire h2 · Dame blanche sur case noire c1 · Roi blanc sur case noire g1 | Tour noire sur case noire b8 · Roi noir sur case noire f8 · Pion noir sur case noire a7 · Tour noire sur case noire c7 · Dame noire sur case blanche d7 · Cavalier noir sur case noire e7 · Pion noir sur case noire g7 · Pion blanc sur case blanche a6 · Pion noir sur case noire b6 · Cavalier noir sur case blanche c6 · Pion noir sur case blanche e6 · Pion noir sur case noire h6 · Fou blanc sur case blanche b5 · Pion noir sur case blanche d5 · Pion blanc sur case noire e5 · Pion noir sur case blanche f5 · Pion blanc sur case noire b4 · Pion blanc sur case noire d4 · Pion blanc sur case noire f4 · Tour blanche sur case noire c3 · Cavalier blanc sur case blanche f3 · Tour blanche sur case blanche c2 · Pion blanc sur case blanche g2 · Pion blanc sur case noire h2 · Dame blanche sur case noire c1 · Roi blanc sur case noire g1 | Tour noire sur case noire b8 · Roi noir sur case noire f8 · Pion noir sur case noire a7 · Tour noire sur case noire c7 · Dame noire sur case blanche d7 · Cavalier noir sur case noire e7 · Pion noir sur case noire g7 · Pion blanc sur case blanche a6 · Pion noir sur case noire b6 · Cavalier noir sur case blanche c6 · Pion noir sur case blanche e6 · Pion noir sur case noire h6 · Fou blanc sur case blanche b5 · Pion noir sur case blanche d5 · Pion blanc sur case noire e5 · Pion noir sur case blanche f5 · Pion blanc sur case noire b4 · Pion blanc sur case noire d4 · Pion blanc sur case noire f4 · Tour blanche sur case noire c3 · Cavalier blanc sur case blanche f3 · Tour blanche sur case blanche c2 · Pion blanc sur case blanche g2 · Pion blanc sur case noire h2 · Dame blanche sur case noire c1 · Roi blanc sur case noire g1 | Tour noire sur case noire b8 · Roi noir sur case noire f8 · Pion noir sur case noire a7 · Tour noire sur case noire c7 · Dame noire sur case blanche d7 · Cavalier noir sur case noire e7 · Pion noir sur case noire g7 · Pion blanc sur case blanche a6 · Pion noir sur case noire b6 · Cavalier noir sur case blanche c6 · Pion noir sur case blanche e6 · Pion noir sur case noire h6 · Fou blanc sur case blanche b5 · Pion noir sur case blanche d5 · Pion blanc sur case noire e5 · Pion noir sur case blanche f5 · Pion blanc sur case noire b4 · Pion blanc sur case noire d4 · Pion blanc sur case noire f4 · Tour blanche sur case noire c3 · Cavalier blanc sur case blanche f3 · Tour blanche sur case blanche c2 · Pion blanc sur case blanche g2 · Pion blanc sur case noire h2 · Dame blanche sur case noire c1 · Roi blanc sur case noire g1 | Tour noire sur case noire b8 · Roi noir sur case noire f8 · Pion noir sur case noire a7 · Tour noire sur case noire c7 · Dame noire sur case blanche d7 · Cavalier noir sur case noire e7 · Pion noir sur case noire g7 · Pion blanc sur case blanche a6 · Pion noir sur case noire b6 · Cavalier noir sur case blanche c6 · Pion noir sur case blanche e6 · Pion noir sur case noire h6 · Fou blanc sur case blanche b5 · Pion noir sur case blanche d5 · Pion blanc sur case noire e5 · Pion noir sur case blanche f5 · Pion blanc sur case noire b4 · Pion blanc sur case noire d4 · Pion blanc sur case noire f4 · Tour blanche sur case noire c3 · Cavalier blanc sur case blanche f3 · Tour blanche sur case blanche c2 · Pion blanc sur case blanche g2 · Pion blanc sur case noire h2 · Dame blanche sur case noire c1 · Roi blanc sur case noire g1 | Tour noire sur case noire b8 · Roi noir sur case noire f8 · Pion noir sur case noire a7 · Tour noire sur case noire c7 · Dame noire sur case blanche d7 · Cavalier noir sur case noire e7 · Pion noir sur case noire g7 · Pion blanc sur case blanche a6 · Pion noir sur case noire b6 · Cavalier noir sur case blanche c6 · Pion noir sur case blanche e6 · Pion noir sur case noire h6 · Fou blanc sur case blanche b5 · Pion noir sur case blanche d5 · Pion blanc sur case noire e5 · Pion noir sur case blanche f5 · Pion blanc sur case noire b4 · Pion blanc sur case noire d4 · Pion blanc sur case noire f4 · Tour blanche sur case noire c3 · Cavalier blanc sur case blanche f3 · Tour blanche sur case blanche c2 · Pion blanc sur case blanche g2 · Pion blanc sur case noire h2 · Dame blanche sur case noire c1 · Roi blanc sur case noire g1 | Tour noire sur case noire b8 · Roi noir sur case noire f8 · Pion noir sur case noire a7 · Tour noire sur case noire c7 · Dame noire sur case blanche d7 · Cavalier noir sur case noire e7 · Pion noir sur case noire g7 · Pion blanc sur case blanche a6 · Pion noir sur case noire b6 · Cavalier noir sur case blanche c6 · Pion noir sur case blanche e6 · Pion noir sur case noire h6 · Fou blanc sur case blanche b5 · Pion noir sur case blanche d5 · Pion blanc sur case noire e5 · Pion noir sur case blanche f5 · Pion blanc sur case noire b4 · Pion blanc sur case noire d4 · Pion blanc sur case noire f4 · Tour blanche sur case noire c3 · Cavalier blanc sur case blanche f3 · Tour blanche sur case blanche c2 · Pion blanc sur case blanche g2 · Pion blanc sur case noire h2 · Dame blanche sur case noire c1 · Roi blanc sur case noire g1 | Tour noire sur case noire b8 · Roi noir sur case noire f8 · Pion noir sur case noire a7 · Tour noire sur case noire c7 · Dame noire sur case blanche d7 · Cavalier noir sur case noire e7 · Pion noir sur case noire g7 · Pion blanc sur case blanche a6 · Pion noir sur case noire b6 · Cavalier noir sur case blanche c6 · Pion noir sur case blanche e6 · Pion noir sur case noire h6 · Fou blanc sur case blanche b5 · Pion noir sur case blanche d5 · Pion blanc sur case noire e5 · Pion noir sur case blanche f5 · Pion blanc sur case noire b4 · Pion blanc sur case noire d4 · Pion blanc sur case noire f4 · Tour blanche sur case noire c3 · Cavalier blanc sur case blanche f3 · Tour blanche sur case blanche c2 · Pion blanc sur case blanche g2 · Pion blanc sur case noire h2 · Dame blanche sur case noire c1 · Roi blanc sur case noire g1 | 7 |
| 6 | Tour noire sur case noire b8 · Roi noir sur case noire f8 · Pion noir sur case noire a7 · Tour noire sur case noire c7 · Dame noire sur case blanche d7 · Cavalier noir sur case noire e7 · Pion noir sur case noire g7 · Pion blanc sur case blanche a6 · Pion noir sur case noire b6 · Cavalier noir sur case blanche c6 · Pion noir sur case blanche e6 · Pion noir sur case noire h6 · Fou blanc sur case blanche b5 · Pion noir sur case blanche d5 · Pion blanc sur case noire e5 · Pion noir sur case blanche f5 · Pion blanc sur case noire b4 · Pion blanc sur case noire d4 · Pion blanc sur case noire f4 · Tour blanche sur case noire c3 · Cavalier blanc sur case blanche f3 · Tour blanche sur case blanche c2 · Pion blanc sur case blanche g2 · Pion blanc sur case noire h2 · Dame blanche sur case noire c1 · Roi blanc sur case noire g1 | Tour noire sur case noire b8 · Roi noir sur case noire f8 · Pion noir sur case noire a7 · Tour noire sur case noire c7 · Dame noire sur case blanche d7 · Cavalier noir sur case noire e7 · Pion noir sur case noire g7 · Pion blanc sur case blanche a6 · Pion noir sur case noire b6 · Cavalier noir sur case blanche c6 · Pion noir sur case blanche e6 · Pion noir sur case noire h6 · Fou blanc sur case blanche b5 · Pion noir sur case blanche d5 · Pion blanc sur case noire e5 · Pion noir sur case blanche f5 · Pion blanc sur case noire b4 · Pion blanc sur case noire d4 · Pion blanc sur case noire f4 · Tour blanche sur case noire c3 · Cavalier blanc sur case blanche f3 · Tour blanche sur case blanche c2 · Pion blanc sur case blanche g2 · Pion blanc sur case noire h2 · Dame blanche sur case noire c1 · Roi blanc sur case noire g1 | Tour noire sur case noire b8 · Roi noir sur case noire f8 · Pion noir sur case noire a7 · Tour noire sur case noire c7 · Dame noire sur case blanche d7 · Cavalier noir sur case noire e7 · Pion noir sur case noire g7 · Pion blanc sur case blanche a6 · Pion noir sur case noire b6 · Cavalier noir sur case blanche c6 · Pion noir sur case blanche e6 · Pion noir sur case noire h6 · Fou blanc sur case blanche b5 · Pion noir sur case blanche d5 · Pion blanc sur case noire e5 · Pion noir sur case blanche f5 · Pion blanc sur case noire b4 · Pion blanc sur case noire d4 · Pion blanc sur case noire f4 · Tour blanche sur case noire c3 · Cavalier blanc sur case blanche f3 · Tour blanche sur case blanche c2 · Pion blanc sur case blanche g2 · Pion blanc sur case noire h2 · Dame blanche sur case noire c1 · Roi blanc sur case noire g1 | Tour noire sur case noire b8 · Roi noir sur case noire f8 · Pion noir sur case noire a7 · Tour noire sur case noire c7 · Dame noire sur case blanche d7 · Cavalier noir sur case noire e7 · Pion noir sur case noire g7 · Pion blanc sur case blanche a6 · Pion noir sur case noire b6 · Cavalier noir sur case blanche c6 · Pion noir sur case blanche e6 · Pion noir sur case noire h6 · Fou blanc sur case blanche b5 · Pion noir sur case blanche d5 · Pion blanc sur case noire e5 · Pion noir sur case blanche f5 · Pion blanc sur case noire b4 · Pion blanc sur case noire d4 · Pion blanc sur case noire f4 · Tour blanche sur case noire c3 · Cavalier blanc sur case blanche f3 · Tour blanche sur case blanche c2 · Pion blanc sur case blanche g2 · Pion blanc sur case noire h2 · Dame blanche sur case noire c1 · Roi blanc sur case noire g1 | Tour noire sur case noire b8 · Roi noir sur case noire f8 · Pion noir sur case noire a7 · Tour noire sur case noire c7 · Dame noire sur case blanche d7 · Cavalier noir sur case noire e7 · Pion noir sur case noire g7 · Pion blanc sur case blanche a6 · Pion noir sur case noire b6 · Cavalier noir sur case blanche c6 · Pion noir sur case blanche e6 · Pion noir sur case noire h6 · Fou blanc sur case blanche b5 · Pion noir sur case blanche d5 · Pion blanc sur case noire e5 · Pion noir sur case blanche f5 · Pion blanc sur case noire b4 · Pion blanc sur case noire d4 · Pion blanc sur case noire f4 · Tour blanche sur case noire c3 · Cavalier blanc sur case blanche f3 · Tour blanche sur case blanche c2 · Pion blanc sur case blanche g2 · Pion blanc sur case noire h2 · Dame blanche sur case noire c1 · Roi blanc sur case noire g1 | Tour noire sur case noire b8 · Roi noir sur case noire f8 · Pion noir sur case noire a7 · Tour noire sur case noire c7 · Dame noire sur case blanche d7 · Cavalier noir sur case noire e7 · Pion noir sur case noire g7 · Pion blanc sur case blanche a6 · Pion noir sur case noire b6 · Cavalier noir sur case blanche c6 · Pion noir sur case blanche e6 · Pion noir sur case noire h6 · Fou blanc sur case blanche b5 · Pion noir sur case blanche d5 · Pion blanc sur case noire e5 · Pion noir sur case blanche f5 · Pion blanc sur case noire b4 · Pion blanc sur case noire d4 · Pion blanc sur case noire f4 · Tour blanche sur case noire c3 · Cavalier blanc sur case blanche f3 · Tour blanche sur case blanche c2 · Pion blanc sur case blanche g2 · Pion blanc sur case noire h2 · Dame blanche sur case noire c1 · Roi blanc sur case noire g1 | Tour noire sur case noire b8 · Roi noir sur case noire f8 · Pion noir sur case noire a7 · Tour noire sur case noire c7 · Dame noire sur case blanche d7 · Cavalier noir sur case noire e7 · Pion noir sur case noire g7 · Pion blanc sur case blanche a6 · Pion noir sur case noire b6 · Cavalier noir sur case blanche c6 · Pion noir sur case blanche e6 · Pion noir sur case noire h6 · Fou blanc sur case blanche b5 · Pion noir sur case blanche d5 · Pion blanc sur case noire e5 · Pion noir sur case blanche f5 · Pion blanc sur case noire b4 · Pion blanc sur case noire d4 · Pion blanc sur case noire f4 · Tour blanche sur case noire c3 · Cavalier blanc sur case blanche f3 · Tour blanche sur case blanche c2 · Pion blanc sur case blanche g2 · Pion blanc sur case noire h2 · Dame blanche sur case noire c1 · Roi blanc sur case noire g1 | Tour noire sur case noire b8 · Roi noir sur case noire f8 · Pion noir sur case noire a7 · Tour noire sur case noire c7 · Dame noire sur case blanche d7 · Cavalier noir sur case noire e7 · Pion noir sur case noire g7 · Pion blanc sur case blanche a6 · Pion noir sur case noire b6 · Cavalier noir sur case blanche c6 · Pion noir sur case blanche e6 · Pion noir sur case noire h6 · Fou blanc sur case blanche b5 · Pion noir sur case blanche d5 · Pion blanc sur case noire e5 · Pion noir sur case blanche f5 · Pion blanc sur case noire b4 · Pion blanc sur case noire d4 · Pion blanc sur case noire f4 · Tour blanche sur case noire c3 · Cavalier blanc sur case blanche f3 · Tour blanche sur case blanche c2 · Pion blanc sur case blanche g2 · Pion blanc sur case noire h2 · Dame blanche sur case noire c1 · Roi blanc sur case noire g1 | 6 |
| 5 | Tour noire sur case noire b8 · Roi noir sur case noire f8 · Pion noir sur case noire a7 · Tour noire sur case noire c7 · Dame noire sur case blanche d7 · Cavalier noir sur case noire e7 · Pion noir sur case noire g7 · Pion blanc sur case blanche a6 · Pion noir sur case noire b6 · Cavalier noir sur case blanche c6 · Pion noir sur case blanche e6 · Pion noir sur case noire h6 · Fou blanc sur case blanche b5 · Pion noir sur case blanche d5 · Pion blanc sur case noire e5 · Pion noir sur case blanche f5 · Pion blanc sur case noire b4 · Pion blanc sur case noire d4 · Pion blanc sur case noire f4 · Tour blanche sur case noire c3 · Cavalier blanc sur case blanche f3 · Tour blanche sur case blanche c2 · Pion blanc sur case blanche g2 · Pion blanc sur case noire h2 · Dame blanche sur case noire c1 · Roi blanc sur case noire g1 | Tour noire sur case noire b8 · Roi noir sur case noire f8 · Pion noir sur case noire a7 · Tour noire sur case noire c7 · Dame noire sur case blanche d7 · Cavalier noir sur case noire e7 · Pion noir sur case noire g7 · Pion blanc sur case blanche a6 · Pion noir sur case noire b6 · Cavalier noir sur case blanche c6 · Pion noir sur case blanche e6 · Pion noir sur case noire h6 · Fou blanc sur case blanche b5 · Pion noir sur case blanche d5 · Pion blanc sur case noire e5 · Pion noir sur case blanche f5 · Pion blanc sur case noire b4 · Pion blanc sur case noire d4 · Pion blanc sur case noire f4 · Tour blanche sur case noire c3 · Cavalier blanc sur case blanche f3 · Tour blanche sur case blanche c2 · Pion blanc sur case blanche g2 · Pion blanc sur case noire h2 · Dame blanche sur case noire c1 · Roi blanc sur case noire g1 | Tour noire sur case noire b8 · Roi noir sur case noire f8 · Pion noir sur case noire a7 · Tour noire sur case noire c7 · Dame noire sur case blanche d7 · Cavalier noir sur case noire e7 · Pion noir sur case noire g7 · Pion blanc sur case blanche a6 · Pion noir sur case noire b6 · Cavalier noir sur case blanche c6 · Pion noir sur case blanche e6 · Pion noir sur case noire h6 · Fou blanc sur case blanche b5 · Pion noir sur case blanche d5 · Pion blanc sur case noire e5 · Pion noir sur case blanche f5 · Pion blanc sur case noire b4 · Pion blanc sur case noire d4 · Pion blanc sur case noire f4 · Tour blanche sur case noire c3 · Cavalier blanc sur case blanche f3 · Tour blanche sur case blanche c2 · Pion blanc sur case blanche g2 · Pion blanc sur case noire h2 · Dame blanche sur case noire c1 · Roi blanc sur case noire g1 | Tour noire sur case noire b8 · Roi noir sur case noire f8 · Pion noir sur case noire a7 · Tour noire sur case noire c7 · Dame noire sur case blanche d7 · Cavalier noir sur case noire e7 · Pion noir sur case noire g7 · Pion blanc sur case blanche a6 · Pion noir sur case noire b6 · Cavalier noir sur case blanche c6 · Pion noir sur case blanche e6 · Pion noir sur case noire h6 · Fou blanc sur case blanche b5 · Pion noir sur case blanche d5 · Pion blanc sur case noire e5 · Pion noir sur case blanche f5 · Pion blanc sur case noire b4 · Pion blanc sur case noire d4 · Pion blanc sur case noire f4 · Tour blanche sur case noire c3 · Cavalier blanc sur case blanche f3 · Tour blanche sur case blanche c2 · Pion blanc sur case blanche g2 · Pion blanc sur case noire h2 · Dame blanche sur case noire c1 · Roi blanc sur case noire g1 | Tour noire sur case noire b8 · Roi noir sur case noire f8 · Pion noir sur case noire a7 · Tour noire sur case noire c7 · Dame noire sur case blanche d7 · Cavalier noir sur case noire e7 · Pion noir sur case noire g7 · Pion blanc sur case blanche a6 · Pion noir sur case noire b6 · Cavalier noir sur case blanche c6 · Pion noir sur case blanche e6 · Pion noir sur case noire h6 · Fou blanc sur case blanche b5 · Pion noir sur case blanche d5 · Pion blanc sur case noire e5 · Pion noir sur case blanche f5 · Pion blanc sur case noire b4 · Pion blanc sur case noire d4 · Pion blanc sur case noire f4 · Tour blanche sur case noire c3 · Cavalier blanc sur case blanche f3 · Tour blanche sur case blanche c2 · Pion blanc sur case blanche g2 · Pion blanc sur case noire h2 · Dame blanche sur case noire c1 · Roi blanc sur case noire g1 | Tour noire sur case noire b8 · Roi noir sur case noire f8 · Pion noir sur case noire a7 · Tour noire sur case noire c7 · Dame noire sur case blanche d7 · Cavalier noir sur case noire e7 · Pion noir sur case noire g7 · Pion blanc sur case blanche a6 · Pion noir sur case noire b6 · Cavalier noir sur case blanche c6 · Pion noir sur case blanche e6 · Pion noir sur case noire h6 · Fou blanc sur case blanche b5 · Pion noir sur case blanche d5 · Pion blanc sur case noire e5 · Pion noir sur case blanche f5 · Pion blanc sur case noire b4 · Pion blanc sur case noire d4 · Pion blanc sur case noire f4 · Tour blanche sur case noire c3 · Cavalier blanc sur case blanche f3 · Tour blanche sur case blanche c2 · Pion blanc sur case blanche g2 · Pion blanc sur case noire h2 · Dame blanche sur case noire c1 · Roi blanc sur case noire g1 | Tour noire sur case noire b8 · Roi noir sur case noire f8 · Pion noir sur case noire a7 · Tour noire sur case noire c7 · Dame noire sur case blanche d7 · Cavalier noir sur case noire e7 · Pion noir sur case noire g7 · Pion blanc sur case blanche a6 · Pion noir sur case noire b6 · Cavalier noir sur case blanche c6 · Pion noir sur case blanche e6 · Pion noir sur case noire h6 · Fou blanc sur case blanche b5 · Pion noir sur case blanche d5 · Pion blanc sur case noire e5 · Pion noir sur case blanche f5 · Pion blanc sur case noire b4 · Pion blanc sur case noire d4 · Pion blanc sur case noire f4 · Tour blanche sur case noire c3 · Cavalier blanc sur case blanche f3 · Tour blanche sur case blanche c2 · Pion blanc sur case blanche g2 · Pion blanc sur case noire h2 · Dame blanche sur case noire c1 · Roi blanc sur case noire g1 | Tour noire sur case noire b8 · Roi noir sur case noire f8 · Pion noir sur case noire a7 · Tour noire sur case noire c7 · Dame noire sur case blanche d7 · Cavalier noir sur case noire e7 · Pion noir sur case noire g7 · Pion blanc sur case blanche a6 · Pion noir sur case noire b6 · Cavalier noir sur case blanche c6 · Pion noir sur case blanche e6 · Pion noir sur case noire h6 · Fou blanc sur case blanche b5 · Pion noir sur case blanche d5 · Pion blanc sur case noire e5 · Pion noir sur case blanche f5 · Pion blanc sur case noire b4 · Pion blanc sur case noire d4 · Pion blanc sur case noire f4 · Tour blanche sur case noire c3 · Cavalier blanc sur case blanche f3 · Tour blanche sur case blanche c2 · Pion blanc sur case blanche g2 · Pion blanc sur case noire h2 · Dame blanche sur case noire c1 · Roi blanc sur case noire g1 | 5 |
| 4 | Tour noire sur case noire b8 · Roi noir sur case noire f8 · Pion noir sur case noire a7 · Tour noire sur case noire c7 · Dame noire sur case blanche d7 · Cavalier noir sur case noire e7 · Pion noir sur case noire g7 · Pion blanc sur case blanche a6 · Pion noir sur case noire b6 · Cavalier noir sur case blanche c6 · Pion noir sur case blanche e6 · Pion noir sur case noire h6 · Fou blanc sur case blanche b5 · Pion noir sur case blanche d5 · Pion blanc sur case noire e5 · Pion noir sur case blanche f5 · Pion blanc sur case noire b4 · Pion blanc sur case noire d4 · Pion blanc sur case noire f4 · Tour blanche sur case noire c3 · Cavalier blanc sur case blanche f3 · Tour blanche sur case blanche c2 · Pion blanc sur case blanche g2 · Pion blanc sur case noire h2 · Dame blanche sur case noire c1 · Roi blanc sur case noire g1 | Tour noire sur case noire b8 · Roi noir sur case noire f8 · Pion noir sur case noire a7 · Tour noire sur case noire c7 · Dame noire sur case blanche d7 · Cavalier noir sur case noire e7 · Pion noir sur case noire g7 · Pion blanc sur case blanche a6 · Pion noir sur case noire b6 · Cavalier noir sur case blanche c6 · Pion noir sur case blanche e6 · Pion noir sur case noire h6 · Fou blanc sur case blanche b5 · Pion noir sur case blanche d5 · Pion blanc sur case noire e5 · Pion noir sur case blanche f5 · Pion blanc sur case noire b4 · Pion blanc sur case noire d4 · Pion blanc sur case noire f4 · Tour blanche sur case noire c3 · Cavalier blanc sur case blanche f3 · Tour blanche sur case blanche c2 · Pion blanc sur case blanche g2 · Pion blanc sur case noire h2 · Dame blanche sur case noire c1 · Roi blanc sur case noire g1 | Tour noire sur case noire b8 · Roi noir sur case noire f8 · Pion noir sur case noire a7 · Tour noire sur case noire c7 · Dame noire sur case blanche d7 · Cavalier noir sur case noire e7 · Pion noir sur case noire g7 · Pion blanc sur case blanche a6 · Pion noir sur case noire b6 · Cavalier noir sur case blanche c6 · Pion noir sur case blanche e6 · Pion noir sur case noire h6 · Fou blanc sur case blanche b5 · Pion noir sur case blanche d5 · Pion blanc sur case noire e5 · Pion noir sur case blanche f5 · Pion blanc sur case noire b4 · Pion blanc sur case noire d4 · Pion blanc sur case noire f4 · Tour blanche sur case noire c3 · Cavalier blanc sur case blanche f3 · Tour blanche sur case blanche c2 · Pion blanc sur case blanche g2 · Pion blanc sur case noire h2 · Dame blanche sur case noire c1 · Roi blanc sur case noire g1 | Tour noire sur case noire b8 · Roi noir sur case noire f8 · Pion noir sur case noire a7 · Tour noire sur case noire c7 · Dame noire sur case blanche d7 · Cavalier noir sur case noire e7 · Pion noir sur case noire g7 · Pion blanc sur case blanche a6 · Pion noir sur case noire b6 · Cavalier noir sur case blanche c6 · Pion noir sur case blanche e6 · Pion noir sur case noire h6 · Fou blanc sur case blanche b5 · Pion noir sur case blanche d5 · Pion blanc sur case noire e5 · Pion noir sur case blanche f5 · Pion blanc sur case noire b4 · Pion blanc sur case noire d4 · Pion blanc sur case noire f4 · Tour blanche sur case noire c3 · Cavalier blanc sur case blanche f3 · Tour blanche sur case blanche c2 · Pion blanc sur case blanche g2 · Pion blanc sur case noire h2 · Dame blanche sur case noire c1 · Roi blanc sur case noire g1 | Tour noire sur case noire b8 · Roi noir sur case noire f8 · Pion noir sur case noire a7 · Tour noire sur case noire c7 · Dame noire sur case blanche d7 · Cavalier noir sur case noire e7 · Pion noir sur case noire g7 · Pion blanc sur case blanche a6 · Pion noir sur case noire b6 · Cavalier noir sur case blanche c6 · Pion noir sur case blanche e6 · Pion noir sur case noire h6 · Fou blanc sur case blanche b5 · Pion noir sur case blanche d5 · Pion blanc sur case noire e5 · Pion noir sur case blanche f5 · Pion blanc sur case noire b4 · Pion blanc sur case noire d4 · Pion blanc sur case noire f4 · Tour blanche sur case noire c3 · Cavalier blanc sur case blanche f3 · Tour blanche sur case blanche c2 · Pion blanc sur case blanche g2 · Pion blanc sur case noire h2 · Dame blanche sur case noire c1 · Roi blanc sur case noire g1 | Tour noire sur case noire b8 · Roi noir sur case noire f8 · Pion noir sur case noire a7 · Tour noire sur case noire c7 · Dame noire sur case blanche d7 · Cavalier noir sur case noire e7 · Pion noir sur case noire g7 · Pion blanc sur case blanche a6 · Pion noir sur case noire b6 · Cavalier noir sur case blanche c6 · Pion noir sur case blanche e6 · Pion noir sur case noire h6 · Fou blanc sur case blanche b5 · Pion noir sur case blanche d5 · Pion blanc sur case noire e5 · Pion noir sur case blanche f5 · Pion blanc sur case noire b4 · Pion blanc sur case noire d4 · Pion blanc sur case noire f4 · Tour blanche sur case noire c3 · Cavalier blanc sur case blanche f3 · Tour blanche sur case blanche c2 · Pion blanc sur case blanche g2 · Pion blanc sur case noire h2 · Dame blanche sur case noire c1 · Roi blanc sur case noire g1 | Tour noire sur case noire b8 · Roi noir sur case noire f8 · Pion noir sur case noire a7 · Tour noire sur case noire c7 · Dame noire sur case blanche d7 · Cavalier noir sur case noire e7 · Pion noir sur case noire g7 · Pion blanc sur case blanche a6 · Pion noir sur case noire b6 · Cavalier noir sur case blanche c6 · Pion noir sur case blanche e6 · Pion noir sur case noire h6 · Fou blanc sur case blanche b5 · Pion noir sur case blanche d5 · Pion blanc sur case noire e5 · Pion noir sur case blanche f5 · Pion blanc sur case noire b4 · Pion blanc sur case noire d4 · Pion blanc sur case noire f4 · Tour blanche sur case noire c3 · Cavalier blanc sur case blanche f3 · Tour blanche sur case blanche c2 · Pion blanc sur case blanche g2 · Pion blanc sur case noire h2 · Dame blanche sur case noire c1 · Roi blanc sur case noire g1 | Tour noire sur case noire b8 · Roi noir sur case noire f8 · Pion noir sur case noire a7 · Tour noire sur case noire c7 · Dame noire sur case blanche d7 · Cavalier noir sur case noire e7 · Pion noir sur case noire g7 · Pion blanc sur case blanche a6 · Pion noir sur case noire b6 · Cavalier noir sur case blanche c6 · Pion noir sur case blanche e6 · Pion noir sur case noire h6 · Fou blanc sur case blanche b5 · Pion noir sur case blanche d5 · Pion blanc sur case noire e5 · Pion noir sur case blanche f5 · Pion blanc sur case noire b4 · Pion blanc sur case noire d4 · Pion blanc sur case noire f4 · Tour blanche sur case noire c3 · Cavalier blanc sur case blanche f3 · Tour blanche sur case blanche c2 · Pion blanc sur case blanche g2 · Pion blanc sur case noire h2 · Dame blanche sur case noire c1 · Roi blanc sur case noire g1 | 4 |
| 3 | Tour noire sur case noire b8 · Roi noir sur case noire f8 · Pion noir sur case noire a7 · Tour noire sur case noire c7 · Dame noire sur case blanche d7 · Cavalier noir sur case noire e7 · Pion noir sur case noire g7 · Pion blanc sur case blanche a6 · Pion noir sur case noire b6 · Cavalier noir sur case blanche c6 · Pion noir sur case blanche e6 · Pion noir sur case noire h6 · Fou blanc sur case blanche b5 · Pion noir sur case blanche d5 · Pion blanc sur case noire e5 · Pion noir sur case blanche f5 · Pion blanc sur case noire b4 · Pion blanc sur case noire d4 · Pion blanc sur case noire f4 · Tour blanche sur case noire c3 · Cavalier blanc sur case blanche f3 · Tour blanche sur case blanche c2 · Pion blanc sur case blanche g2 · Pion blanc sur case noire h2 · Dame blanche sur case noire c1 · Roi blanc sur case noire g1 | Tour noire sur case noire b8 · Roi noir sur case noire f8 · Pion noir sur case noire a7 · Tour noire sur case noire c7 · Dame noire sur case blanche d7 · Cavalier noir sur case noire e7 · Pion noir sur case noire g7 · Pion blanc sur case blanche a6 · Pion noir sur case noire b6 · Cavalier noir sur case blanche c6 · Pion noir sur case blanche e6 · Pion noir sur case noire h6 · Fou blanc sur case blanche b5 · Pion noir sur case blanche d5 · Pion blanc sur case noire e5 · Pion noir sur case blanche f5 · Pion blanc sur case noire b4 · Pion blanc sur case noire d4 · Pion blanc sur case noire f4 · Tour blanche sur case noire c3 · Cavalier blanc sur case blanche f3 · Tour blanche sur case blanche c2 · Pion blanc sur case blanche g2 · Pion blanc sur case noire h2 · Dame blanche sur case noire c1 · Roi blanc sur case noire g1 | Tour noire sur case noire b8 · Roi noir sur case noire f8 · Pion noir sur case noire a7 · Tour noire sur case noire c7 · Dame noire sur case blanche d7 · Cavalier noir sur case noire e7 · Pion noir sur case noire g7 · Pion blanc sur case blanche a6 · Pion noir sur case noire b6 · Cavalier noir sur case blanche c6 · Pion noir sur case blanche e6 · Pion noir sur case noire h6 · Fou blanc sur case blanche b5 · Pion noir sur case blanche d5 · Pion blanc sur case noire e5 · Pion noir sur case blanche f5 · Pion blanc sur case noire b4 · Pion blanc sur case noire d4 · Pion blanc sur case noire f4 · Tour blanche sur case noire c3 · Cavalier blanc sur case blanche f3 · Tour blanche sur case blanche c2 · Pion blanc sur case blanche g2 · Pion blanc sur case noire h2 · Dame blanche sur case noire c1 · Roi blanc sur case noire g1 | Tour noire sur case noire b8 · Roi noir sur case noire f8 · Pion noir sur case noire a7 · Tour noire sur case noire c7 · Dame noire sur case blanche d7 · Cavalier noir sur case noire e7 · Pion noir sur case noire g7 · Pion blanc sur case blanche a6 · Pion noir sur case noire b6 · Cavalier noir sur case blanche c6 · Pion noir sur case blanche e6 · Pion noir sur case noire h6 · Fou blanc sur case blanche b5 · Pion noir sur case blanche d5 · Pion blanc sur case noire e5 · Pion noir sur case blanche f5 · Pion blanc sur case noire b4 · Pion blanc sur case noire d4 · Pion blanc sur case noire f4 · Tour blanche sur case noire c3 · Cavalier blanc sur case blanche f3 · Tour blanche sur case blanche c2 · Pion blanc sur case blanche g2 · Pion blanc sur case noire h2 · Dame blanche sur case noire c1 · Roi blanc sur case noire g1 | Tour noire sur case noire b8 · Roi noir sur case noire f8 · Pion noir sur case noire a7 · Tour noire sur case noire c7 · Dame noire sur case blanche d7 · Cavalier noir sur case noire e7 · Pion noir sur case noire g7 · Pion blanc sur case blanche a6 · Pion noir sur case noire b6 · Cavalier noir sur case blanche c6 · Pion noir sur case blanche e6 · Pion noir sur case noire h6 · Fou blanc sur case blanche b5 · Pion noir sur case blanche d5 · Pion blanc sur case noire e5 · Pion noir sur case blanche f5 · Pion blanc sur case noire b4 · Pion blanc sur case noire d4 · Pion blanc sur case noire f4 · Tour blanche sur case noire c3 · Cavalier blanc sur case blanche f3 · Tour blanche sur case blanche c2 · Pion blanc sur case blanche g2 · Pion blanc sur case noire h2 · Dame blanche sur case noire c1 · Roi blanc sur case noire g1 | Tour noire sur case noire b8 · Roi noir sur case noire f8 · Pion noir sur case noire a7 · Tour noire sur case noire c7 · Dame noire sur case blanche d7 · Cavalier noir sur case noire e7 · Pion noir sur case noire g7 · Pion blanc sur case blanche a6 · Pion noir sur case noire b6 · Cavalier noir sur case blanche c6 · Pion noir sur case blanche e6 · Pion noir sur case noire h6 · Fou blanc sur case blanche b5 · Pion noir sur case blanche d5 · Pion blanc sur case noire e5 · Pion noir sur case blanche f5 · Pion blanc sur case noire b4 · Pion blanc sur case noire d4 · Pion blanc sur case noire f4 · Tour blanche sur case noire c3 · Cavalier blanc sur case blanche f3 · Tour blanche sur case blanche c2 · Pion blanc sur case blanche g2 · Pion blanc sur case noire h2 · Dame blanche sur case noire c1 · Roi blanc sur case noire g1 | Tour noire sur case noire b8 · Roi noir sur case noire f8 · Pion noir sur case noire a7 · Tour noire sur case noire c7 · Dame noire sur case blanche d7 · Cavalier noir sur case noire e7 · Pion noir sur case noire g7 · Pion blanc sur case blanche a6 · Pion noir sur case noire b6 · Cavalier noir sur case blanche c6 · Pion noir sur case blanche e6 · Pion noir sur case noire h6 · Fou blanc sur case blanche b5 · Pion noir sur case blanche d5 · Pion blanc sur case noire e5 · Pion noir sur case blanche f5 · Pion blanc sur case noire b4 · Pion blanc sur case noire d4 · Pion blanc sur case noire f4 · Tour blanche sur case noire c3 · Cavalier blanc sur case blanche f3 · Tour blanche sur case blanche c2 · Pion blanc sur case blanche g2 · Pion blanc sur case noire h2 · Dame blanche sur case noire c1 · Roi blanc sur case noire g1 | Tour noire sur case noire b8 · Roi noir sur case noire f8 · Pion noir sur case noire a7 · Tour noire sur case noire c7 · Dame noire sur case blanche d7 · Cavalier noir sur case noire e7 · Pion noir sur case noire g7 · Pion blanc sur case blanche a6 · Pion noir sur case noire b6 · Cavalier noir sur case blanche c6 · Pion noir sur case blanche e6 · Pion noir sur case noire h6 · Fou blanc sur case blanche b5 · Pion noir sur case blanche d5 · Pion blanc sur case noire e5 · Pion noir sur case blanche f5 · Pion blanc sur case noire b4 · Pion blanc sur case noire d4 · Pion blanc sur case noire f4 · Tour blanche sur case noire c3 · Cavalier blanc sur case blanche f3 · Tour blanche sur case blanche c2 · Pion blanc sur case blanche g2 · Pion blanc sur case noire h2 · Dame blanche sur case noire c1 · Roi blanc sur case noire g1 | 3 |
| 2 | Tour noire sur case noire b8 · Roi noir sur case noire f8 · Pion noir sur case noire a7 · Tour noire sur case noire c7 · Dame noire sur case blanche d7 · Cavalier noir sur case noire e7 · Pion noir sur case noire g7 · Pion blanc sur case blanche a6 · Pion noir sur case noire b6 · Cavalier noir sur case blanche c6 · Pion noir sur case blanche e6 · Pion noir sur case noire h6 · Fou blanc sur case blanche b5 · Pion noir sur case blanche d5 · Pion blanc sur case noire e5 · Pion noir sur case blanche f5 · Pion blanc sur case noire b4 · Pion blanc sur case noire d4 · Pion blanc sur case noire f4 · Tour blanche sur case noire c3 · Cavalier blanc sur case blanche f3 · Tour blanche sur case blanche c2 · Pion blanc sur case blanche g2 · Pion blanc sur case noire h2 · Dame blanche sur case noire c1 · Roi blanc sur case noire g1 | Tour noire sur case noire b8 · Roi noir sur case noire f8 · Pion noir sur case noire a7 · Tour noire sur case noire c7 · Dame noire sur case blanche d7 · Cavalier noir sur case noire e7 · Pion noir sur case noire g7 · Pion blanc sur case blanche a6 · Pion noir sur case noire b6 · Cavalier noir sur case blanche c6 · Pion noir sur case blanche e6 · Pion noir sur case noire h6 · Fou blanc sur case blanche b5 · Pion noir sur case blanche d5 · Pion blanc sur case noire e5 · Pion noir sur case blanche f5 · Pion blanc sur case noire b4 · Pion blanc sur case noire d4 · Pion blanc sur case noire f4 · Tour blanche sur case noire c3 · Cavalier blanc sur case blanche f3 · Tour blanche sur case blanche c2 · Pion blanc sur case blanche g2 · Pion blanc sur case noire h2 · Dame blanche sur case noire c1 · Roi blanc sur case noire g1 | Tour noire sur case noire b8 · Roi noir sur case noire f8 · Pion noir sur case noire a7 · Tour noire sur case noire c7 · Dame noire sur case blanche d7 · Cavalier noir sur case noire e7 · Pion noir sur case noire g7 · Pion blanc sur case blanche a6 · Pion noir sur case noire b6 · Cavalier noir sur case blanche c6 · Pion noir sur case blanche e6 · Pion noir sur case noire h6 · Fou blanc sur case blanche b5 · Pion noir sur case blanche d5 · Pion blanc sur case noire e5 · Pion noir sur case blanche f5 · Pion blanc sur case noire b4 · Pion blanc sur case noire d4 · Pion blanc sur case noire f4 · Tour blanche sur case noire c3 · Cavalier blanc sur case blanche f3 · Tour blanche sur case blanche c2 · Pion blanc sur case blanche g2 · Pion blanc sur case noire h2 · Dame blanche sur case noire c1 · Roi blanc sur case noire g1 | Tour noire sur case noire b8 · Roi noir sur case noire f8 · Pion noir sur case noire a7 · Tour noire sur case noire c7 · Dame noire sur case blanche d7 · Cavalier noir sur case noire e7 · Pion noir sur case noire g7 · Pion blanc sur case blanche a6 · Pion noir sur case noire b6 · Cavalier noir sur case blanche c6 · Pion noir sur case blanche e6 · Pion noir sur case noire h6 · Fou blanc sur case blanche b5 · Pion noir sur case blanche d5 · Pion blanc sur case noire e5 · Pion noir sur case blanche f5 · Pion blanc sur case noire b4 · Pion blanc sur case noire d4 · Pion blanc sur case noire f4 · Tour blanche sur case noire c3 · Cavalier blanc sur case blanche f3 · Tour blanche sur case blanche c2 · Pion blanc sur case blanche g2 · Pion blanc sur case noire h2 · Dame blanche sur case noire c1 · Roi blanc sur case noire g1 | Tour noire sur case noire b8 · Roi noir sur case noire f8 · Pion noir sur case noire a7 · Tour noire sur case noire c7 · Dame noire sur case blanche d7 · Cavalier noir sur case noire e7 · Pion noir sur case noire g7 · Pion blanc sur case blanche a6 · Pion noir sur case noire b6 · Cavalier noir sur case blanche c6 · Pion noir sur case blanche e6 · Pion noir sur case noire h6 · Fou blanc sur case blanche b5 · Pion noir sur case blanche d5 · Pion blanc sur case noire e5 · Pion noir sur case blanche f5 · Pion blanc sur case noire b4 · Pion blanc sur case noire d4 · Pion blanc sur case noire f4 · Tour blanche sur case noire c3 · Cavalier blanc sur case blanche f3 · Tour blanche sur case blanche c2 · Pion blanc sur case blanche g2 · Pion blanc sur case noire h2 · Dame blanche sur case noire c1 · Roi blanc sur case noire g1 | Tour noire sur case noire b8 · Roi noir sur case noire f8 · Pion noir sur case noire a7 · Tour noire sur case noire c7 · Dame noire sur case blanche d7 · Cavalier noir sur case noire e7 · Pion noir sur case noire g7 · Pion blanc sur case blanche a6 · Pion noir sur case noire b6 · Cavalier noir sur case blanche c6 · Pion noir sur case blanche e6 · Pion noir sur case noire h6 · Fou blanc sur case blanche b5 · Pion noir sur case blanche d5 · Pion blanc sur case noire e5 · Pion noir sur case blanche f5 · Pion blanc sur case noire b4 · Pion blanc sur case noire d4 · Pion blanc sur case noire f4 · Tour blanche sur case noire c3 · Cavalier blanc sur case blanche f3 · Tour blanche sur case blanche c2 · Pion blanc sur case blanche g2 · Pion blanc sur case noire h2 · Dame blanche sur case noire c1 · Roi blanc sur case noire g1 | Tour noire sur case noire b8 · Roi noir sur case noire f8 · Pion noir sur case noire a7 · Tour noire sur case noire c7 · Dame noire sur case blanche d7 · Cavalier noir sur case noire e7 · Pion noir sur case noire g7 · Pion blanc sur case blanche a6 · Pion noir sur case noire b6 · Cavalier noir sur case blanche c6 · Pion noir sur case blanche e6 · Pion noir sur case noire h6 · Fou blanc sur case blanche b5 · Pion noir sur case blanche d5 · Pion blanc sur case noire e5 · Pion noir sur case blanche f5 · Pion blanc sur case noire b4 · Pion blanc sur case noire d4 · Pion blanc sur case noire f4 · Tour blanche sur case noire c3 · Cavalier blanc sur case blanche f3 · Tour blanche sur case blanche c2 · Pion blanc sur case blanche g2 · Pion blanc sur case noire h2 · Dame blanche sur case noire c1 · Roi blanc sur case noire g1 | Tour noire sur case noire b8 · Roi noir sur case noire f8 · Pion noir sur case noire a7 · Tour noire sur case noire c7 · Dame noire sur case blanche d7 · Cavalier noir sur case noire e7 · Pion noir sur case noire g7 · Pion blanc sur case blanche a6 · Pion noir sur case noire b6 · Cavalier noir sur case blanche c6 · Pion noir sur case blanche e6 · Pion noir sur case noire h6 · Fou blanc sur case blanche b5 · Pion noir sur case blanche d5 · Pion blanc sur case noire e5 · Pion noir sur case blanche f5 · Pion blanc sur case noire b4 · Pion blanc sur case noire d4 · Pion blanc sur case noire f4 · Tour blanche sur case noire c3 · Cavalier blanc sur case blanche f3 · Tour blanche sur case blanche c2 · Pion blanc sur case blanche g2 · Pion blanc sur case noire h2 · Dame blanche sur case noire c1 · Roi blanc sur case noire g1 | 2 |
| 1 | Tour noire sur case noire b8 · Roi noir sur case noire f8 · Pion noir sur case noire a7 · Tour noire sur case noire c7 · Dame noire sur case blanche d7 · Cavalier noir sur case noire e7 · Pion noir sur case noire g7 · Pion blanc sur case blanche a6 · Pion noir sur case noire b6 · Cavalier noir sur case blanche c6 · Pion noir sur case blanche e6 · Pion noir sur case noire h6 · Fou blanc sur case blanche b5 · Pion noir sur case blanche d5 · Pion blanc sur case noire e5 · Pion noir sur case blanche f5 · Pion blanc sur case noire b4 · Pion blanc sur case noire d4 · Pion blanc sur case noire f4 · Tour blanche sur case noire c3 · Cavalier blanc sur case blanche f3 · Tour blanche sur case blanche c2 · Pion blanc sur case blanche g2 · Pion blanc sur case noire h2 · Dame blanche sur case noire c1 · Roi blanc sur case noire g1 | Tour noire sur case noire b8 · Roi noir sur case noire f8 · Pion noir sur case noire a7 · Tour noire sur case noire c7 · Dame noire sur case blanche d7 · Cavalier noir sur case noire e7 · Pion noir sur case noire g7 · Pion blanc sur case blanche a6 · Pion noir sur case noire b6 · Cavalier noir sur case blanche c6 · Pion noir sur case blanche e6 · Pion noir sur case noire h6 · Fou blanc sur case blanche b5 · Pion noir sur case blanche d5 · Pion blanc sur case noire e5 · Pion noir sur case blanche f5 · Pion blanc sur case noire b4 · Pion blanc sur case noire d4 · Pion blanc sur case noire f4 · Tour blanche sur case noire c3 · Cavalier blanc sur case blanche f3 · Tour blanche sur case blanche c2 · Pion blanc sur case blanche g2 · Pion blanc sur case noire h2 · Dame blanche sur case noire c1 · Roi blanc sur case noire g1 | Tour noire sur case noire b8 · Roi noir sur case noire f8 · Pion noir sur case noire a7 · Tour noire sur case noire c7 · Dame noire sur case blanche d7 · Cavalier noir sur case noire e7 · Pion noir sur case noire g7 · Pion blanc sur case blanche a6 · Pion noir sur case noire b6 · Cavalier noir sur case blanche c6 · Pion noir sur case blanche e6 · Pion noir sur case noire h6 · Fou blanc sur case blanche b5 · Pion noir sur case blanche d5 · Pion blanc sur case noire e5 · Pion noir sur case blanche f5 · Pion blanc sur case noire b4 · Pion blanc sur case noire d4 · Pion blanc sur case noire f4 · Tour blanche sur case noire c3 · Cavalier blanc sur case blanche f3 · Tour blanche sur case blanche c2 · Pion blanc sur case blanche g2 · Pion blanc sur case noire h2 · Dame blanche sur case noire c1 · Roi blanc sur case noire g1 | Tour noire sur case noire b8 · Roi noir sur case noire f8 · Pion noir sur case noire a7 · Tour noire sur case noire c7 · Dame noire sur case blanche d7 · Cavalier noir sur case noire e7 · Pion noir sur case noire g7 · Pion blanc sur case blanche a6 · Pion noir sur case noire b6 · Cavalier noir sur case blanche c6 · Pion noir sur case blanche e6 · Pion noir sur case noire h6 · Fou blanc sur case blanche b5 · Pion noir sur case blanche d5 · Pion blanc sur case noire e5 · Pion noir sur case blanche f5 · Pion blanc sur case noire b4 · Pion blanc sur case noire d4 · Pion blanc sur case noire f4 · Tour blanche sur case noire c3 · Cavalier blanc sur case blanche f3 · Tour blanche sur case blanche c2 · Pion blanc sur case blanche g2 · Pion blanc sur case noire h2 · Dame blanche sur case noire c1 · Roi blanc sur case noire g1 | Tour noire sur case noire b8 · Roi noir sur case noire f8 · Pion noir sur case noire a7 · Tour noire sur case noire c7 · Dame noire sur case blanche d7 · Cavalier noir sur case noire e7 · Pion noir sur case noire g7 · Pion blanc sur case blanche a6 · Pion noir sur case noire b6 · Cavalier noir sur case blanche c6 · Pion noir sur case blanche e6 · Pion noir sur case noire h6 · Fou blanc sur case blanche b5 · Pion noir sur case blanche d5 · Pion blanc sur case noire e5 · Pion noir sur case blanche f5 · Pion blanc sur case noire b4 · Pion blanc sur case noire d4 · Pion blanc sur case noire f4 · Tour blanche sur case noire c3 · Cavalier blanc sur case blanche f3 · Tour blanche sur case blanche c2 · Pion blanc sur case blanche g2 · Pion blanc sur case noire h2 · Dame blanche sur case noire c1 · Roi blanc sur case noire g1 | Tour noire sur case noire b8 · Roi noir sur case noire f8 · Pion noir sur case noire a7 · Tour noire sur case noire c7 · Dame noire sur case blanche d7 · Cavalier noir sur case noire e7 · Pion noir sur case noire g7 · Pion blanc sur case blanche a6 · Pion noir sur case noire b6 · Cavalier noir sur case blanche c6 · Pion noir sur case blanche e6 · Pion noir sur case noire h6 · Fou blanc sur case blanche b5 · Pion noir sur case blanche d5 · Pion blanc sur case noire e5 · Pion noir sur case blanche f5 · Pion blanc sur case noire b4 · Pion blanc sur case noire d4 · Pion blanc sur case noire f4 · Tour blanche sur case noire c3 · Cavalier blanc sur case blanche f3 · Tour blanche sur case blanche c2 · Pion blanc sur case blanche g2 · Pion blanc sur case noire h2 · Dame blanche sur case noire c1 · Roi blanc sur case noire g1 | Tour noire sur case noire b8 · Roi noir sur case noire f8 · Pion noir sur case noire a7 · Tour noire sur case noire c7 · Dame noire sur case blanche d7 · Cavalier noir sur case noire e7 · Pion noir sur case noire g7 · Pion blanc sur case blanche a6 · Pion noir sur case noire b6 · Cavalier noir sur case blanche c6 · Pion noir sur case blanche e6 · Pion noir sur case noire h6 · Fou blanc sur case blanche b5 · Pion noir sur case blanche d5 · Pion blanc sur case noire e5 · Pion noir sur case blanche f5 · Pion blanc sur case noire b4 · Pion blanc sur case noire d4 · Pion blanc sur case noire f4 · Tour blanche sur case noire c3 · Cavalier blanc sur case blanche f3 · Tour blanche sur case blanche c2 · Pion blanc sur case blanche g2 · Pion blanc sur case noire h2 · Dame blanche sur case noire c1 · Roi blanc sur case noire g1 | Tour noire sur case noire b8 · Roi noir sur case noire f8 · Pion noir sur case noire a7 · Tour noire sur case noire c7 · Dame noire sur case blanche d7 · Cavalier noir sur case noire e7 · Pion noir sur case noire g7 · Pion blanc sur case blanche a6 · Pion noir sur case noire b6 · Cavalier noir sur case blanche c6 · Pion noir sur case blanche e6 · Pion noir sur case noire h6 · Fou blanc sur case blanche b5 · Pion noir sur case blanche d5 · Pion blanc sur case noire e5 · Pion noir sur case blanche f5 · Pion blanc sur case noire b4 · Pion blanc sur case noire d4 · Pion blanc sur case noire f4 · Tour blanche sur case noire c3 · Cavalier blanc sur case blanche f3 · Tour blanche sur case blanche c2 · Pion blanc sur case blanche g2 · Pion blanc sur case noire h2 · Dame blanche sur case noire c1 · Roi blanc sur case noire g1 | 1 |
|   | a | b | c | d | e | f | g | h |   |

Une tour a besoin d'espace, avec des lignes ouvertes, verticales ou horizontales, pour déployer son influence. La tour est idéalement placée sur une colonne ouverte ou semi-ouverte, c'est-à-dire une colonne où sa portée n'est pas limitée par un de ses propres pions. Les tours sont redoutables quand elles sont toutes deux placées sur une même rangée ou colonne ; elles se protègent alors mutuellement et sont dites « en batterie ». Si une tour parvient à la 7e rangée (ou la 2e pour les Noirs) elle permettra souvent un gain de matériel.
La finale élémentaire roi et tour contre roi seul aboutit au mat sans difficulté technique, tout comme la finale avec deux tours contre un roi seul. 
Lorsqu'une tour sur la première rangée donne des échecs au roi qui se trouve sur la dernière rangée, il faut six coups au roi pour arriver jusqu'à la tour et se préserver ainsi d'un échec. Ce qui montre aussi que la tour perd une partie de son efficacité lorsqu'elle se trouve proche de sa cible et peut plus facilement être attaquée.
|   | a | b | c | d | e | f | g | h |   |
| 8 | Tour blanche sur case noire b8 · Roi noir sur case blanche g8 · Tour blanche sur case blanche d7 · Roi blanc sur case blanche e2 | Tour blanche sur case noire b8 · Roi noir sur case blanche g8 · Tour blanche sur case blanche d7 · Roi blanc sur case blanche e2 | Tour blanche sur case noire b8 · Roi noir sur case blanche g8 · Tour blanche sur case blanche d7 · Roi blanc sur case blanche e2 | Tour blanche sur case noire b8 · Roi noir sur case blanche g8 · Tour blanche sur case blanche d7 · Roi blanc sur case blanche e2 | Tour blanche sur case noire b8 · Roi noir sur case blanche g8 · Tour blanche sur case blanche d7 · Roi blanc sur case blanche e2 | Tour blanche sur case noire b8 · Roi noir sur case blanche g8 · Tour blanche sur case blanche d7 · Roi blanc sur case blanche e2 | Tour blanche sur case noire b8 · Roi noir sur case blanche g8 · Tour blanche sur case blanche d7 · Roi blanc sur case blanche e2 | Tour blanche sur case noire b8 · Roi noir sur case blanche g8 · Tour blanche sur case blanche d7 · Roi blanc sur case blanche e2 | 8 |
| 7 | Tour blanche sur case noire b8 · Roi noir sur case blanche g8 · Tour blanche sur case blanche d7 · Roi blanc sur case blanche e2 | Tour blanche sur case noire b8 · Roi noir sur case blanche g8 · Tour blanche sur case blanche d7 · Roi blanc sur case blanche e2 | Tour blanche sur case noire b8 · Roi noir sur case blanche g8 · Tour blanche sur case blanche d7 · Roi blanc sur case blanche e2 | Tour blanche sur case noire b8 · Roi noir sur case blanche g8 · Tour blanche sur case blanche d7 · Roi blanc sur case blanche e2 | Tour blanche sur case noire b8 · Roi noir sur case blanche g8 · Tour blanche sur case blanche d7 · Roi blanc sur case blanche e2 | Tour blanche sur case noire b8 · Roi noir sur case blanche g8 · Tour blanche sur case blanche d7 · Roi blanc sur case blanche e2 | Tour blanche sur case noire b8 · Roi noir sur case blanche g8 · Tour blanche sur case blanche d7 · Roi blanc sur case blanche e2 | Tour blanche sur case noire b8 · Roi noir sur case blanche g8 · Tour blanche sur case blanche d7 · Roi blanc sur case blanche e2 | 7 |
| 6 | Tour blanche sur case noire b8 · Roi noir sur case blanche g8 · Tour blanche sur case blanche d7 · Roi blanc sur case blanche e2 | Tour blanche sur case noire b8 · Roi noir sur case blanche g8 · Tour blanche sur case blanche d7 · Roi blanc sur case blanche e2 | Tour blanche sur case noire b8 · Roi noir sur case blanche g8 · Tour blanche sur case blanche d7 · Roi blanc sur case blanche e2 | Tour blanche sur case noire b8 · Roi noir sur case blanche g8 · Tour blanche sur case blanche d7 · Roi blanc sur case blanche e2 | Tour blanche sur case noire b8 · Roi noir sur case blanche g8 · Tour blanche sur case blanche d7 · Roi blanc sur case blanche e2 | Tour blanche sur case noire b8 · Roi noir sur case blanche g8 · Tour blanche sur case blanche d7 · Roi blanc sur case blanche e2 | Tour blanche sur case noire b8 · Roi noir sur case blanche g8 · Tour blanche sur case blanche d7 · Roi blanc sur case blanche e2 | Tour blanche sur case noire b8 · Roi noir sur case blanche g8 · Tour blanche sur case blanche d7 · Roi blanc sur case blanche e2 | 6 |
| 5 | Tour blanche sur case noire b8 · Roi noir sur case blanche g8 · Tour blanche sur case blanche d7 · Roi blanc sur case blanche e2 | Tour blanche sur case noire b8 · Roi noir sur case blanche g8 · Tour blanche sur case blanche d7 · Roi blanc sur case blanche e2 | Tour blanche sur case noire b8 · Roi noir sur case blanche g8 · Tour blanche sur case blanche d7 · Roi blanc sur case blanche e2 | Tour blanche sur case noire b8 · Roi noir sur case blanche g8 · Tour blanche sur case blanche d7 · Roi blanc sur case blanche e2 | Tour blanche sur case noire b8 · Roi noir sur case blanche g8 · Tour blanche sur case blanche d7 · Roi blanc sur case blanche e2 | Tour blanche sur case noire b8 · Roi noir sur case blanche g8 · Tour blanche sur case blanche d7 · Roi blanc sur case blanche e2 | Tour blanche sur case noire b8 · Roi noir sur case blanche g8 · Tour blanche sur case blanche d7 · Roi blanc sur case blanche e2 | Tour blanche sur case noire b8 · Roi noir sur case blanche g8 · Tour blanche sur case blanche d7 · Roi blanc sur case blanche e2 | 5 |
| 4 | Tour blanche sur case noire b8 · Roi noir sur case blanche g8 · Tour blanche sur case blanche d7 · Roi blanc sur case blanche e2 | Tour blanche sur case noire b8 · Roi noir sur case blanche g8 · Tour blanche sur case blanche d7 · Roi blanc sur case blanche e2 | Tour blanche sur case noire b8 · Roi noir sur case blanche g8 · Tour blanche sur case blanche d7 · Roi blanc sur case blanche e2 | Tour blanche sur case noire b8 · Roi noir sur case blanche g8 · Tour blanche sur case blanche d7 · Roi blanc sur case blanche e2 | Tour blanche sur case noire b8 · Roi noir sur case blanche g8 · Tour blanche sur case blanche d7 · Roi blanc sur case blanche e2 | Tour blanche sur case noire b8 · Roi noir sur case blanche g8 · Tour blanche sur case blanche d7 · Roi blanc sur case blanche e2 | Tour blanche sur case noire b8 · Roi noir sur case blanche g8 · Tour blanche sur case blanche d7 · Roi blanc sur case blanche e2 | Tour blanche sur case noire b8 · Roi noir sur case blanche g8 · Tour blanche sur case blanche d7 · Roi blanc sur case blanche e2 | 4 |
| 3 | Tour blanche sur case noire b8 · Roi noir sur case blanche g8 · Tour blanche sur case blanche d7 · Roi blanc sur case blanche e2 | Tour blanche sur case noire b8 · Roi noir sur case blanche g8 · Tour blanche sur case blanche d7 · Roi blanc sur case blanche e2 | Tour blanche sur case noire b8 · Roi noir sur case blanche g8 · Tour blanche sur case blanche d7 · Roi blanc sur case blanche e2 | Tour blanche sur case noire b8 · Roi noir sur case blanche g8 · Tour blanche sur case blanche d7 · Roi blanc sur case blanche e2 | Tour blanche sur case noire b8 · Roi noir sur case blanche g8 · Tour blanche sur case blanche d7 · Roi blanc sur case blanche e2 | Tour blanche sur case noire b8 · Roi noir sur case blanche g8 · Tour blanche sur case blanche d7 · Roi blanc sur case blanche e2 | Tour blanche sur case noire b8 · Roi noir sur case blanche g8 · Tour blanche sur case blanche d7 · Roi blanc sur case blanche e2 | Tour blanche sur case noire b8 · Roi noir sur case blanche g8 · Tour blanche sur case blanche d7 · Roi blanc sur case blanche e2 | 3 |
| 2 | Tour blanche sur case noire b8 · Roi noir sur case blanche g8 · Tour blanche sur case blanche d7 · Roi blanc sur case blanche e2 | Tour blanche sur case noire b8 · Roi noir sur case blanche g8 · Tour blanche sur case blanche d7 · Roi blanc sur case blanche e2 | Tour blanche sur case noire b8 · Roi noir sur case blanche g8 · Tour blanche sur case blanche d7 · Roi blanc sur case blanche e2 | Tour blanche sur case noire b8 · Roi noir sur case blanche g8 · Tour blanche sur case blanche d7 · Roi blanc sur case blanche e2 | Tour blanche sur case noire b8 · Roi noir sur case blanche g8 · Tour blanche sur case blanche d7 · Roi blanc sur case blanche e2 | Tour blanche sur case noire b8 · Roi noir sur case blanche g8 · Tour blanche sur case blanche d7 · Roi blanc sur case blanche e2 | Tour blanche sur case noire b8 · Roi noir sur case blanche g8 · Tour blanche sur case blanche d7 · Roi blanc sur case blanche e2 | Tour blanche sur case noire b8 · Roi noir sur case blanche g8 · Tour blanche sur case blanche d7 · Roi blanc sur case blanche e2 | 2 |
| 1 | Tour blanche sur case noire b8 · Roi noir sur case blanche g8 · Tour blanche sur case blanche d7 · Roi blanc sur case blanche e2 | Tour blanche sur case noire b8 · Roi noir sur case blanche g8 · Tour blanche sur case blanche d7 · Roi blanc sur case blanche e2 | Tour blanche sur case noire b8 · Roi noir sur case blanche g8 · Tour blanche sur case blanche d7 · Roi blanc sur case blanche e2 | Tour blanche sur case noire b8 · Roi noir sur case blanche g8 · Tour blanche sur case blanche d7 · Roi blanc sur case blanche e2 | Tour blanche sur case noire b8 · Roi noir sur case blanche g8 · Tour blanche sur case blanche d7 · Roi blanc sur case blanche e2 | Tour blanche sur case noire b8 · Roi noir sur case blanche g8 · Tour blanche sur case blanche d7 · Roi blanc sur case blanche e2 | Tour blanche sur case noire b8 · Roi noir sur case blanche g8 · Tour blanche sur case blanche d7 · Roi blanc sur case blanche e2 | Tour blanche sur case noire b8 · Roi noir sur case blanche g8 · Tour blanche sur case blanche d7 · Roi blanc sur case blanche e2 | 1 |
|   | a | b | c | d | e | f | g | h |   |

|   | a                                                                                             | b                                                                                             | c                                                                                             | d                                                                                             | e                                                                                             | f                                                                                             | g                                                                                             | h                                                                                             |   |
| 8 | Tour blanche sur case noire b8 · Roi noir sur case blanche g8 · Roi blanc sur case blanche g6 | Tour blanche sur case noire b8 · Roi noir sur case blanche g8 · Roi blanc sur case blanche g6 | Tour blanche sur case noire b8 · Roi noir sur case blanche g8 · Roi blanc sur case blanche g6 | Tour blanche sur case noire b8 · Roi noir sur case blanche g8 · Roi blanc sur case blanche g6 | Tour blanche sur case noire b8 · Roi noir sur case blanche g8 · Roi blanc sur case blanche g6 | Tour blanche sur case noire b8 · Roi noir sur case blanche g8 · Roi blanc sur case blanche g6 | Tour blanche sur case noire b8 · Roi noir sur case blanche g8 · Roi blanc sur case blanche g6 | Tour blanche sur case noire b8 · Roi noir sur case blanche g8 · Roi blanc sur case blanche g6 | 8 |
| 7 | Tour blanche sur case noire b8 · Roi noir sur case blanche g8 · Roi blanc sur case blanche g6 | Tour blanche sur case noire b8 · Roi noir sur case blanche g8 · Roi blanc sur case blanche g6 | Tour blanche sur case noire b8 · Roi noir sur case blanche g8 · Roi blanc sur case blanche g6 | Tour blanche sur case noire b8 · Roi noir sur case blanche g8 · Roi blanc sur case blanche g6 | Tour blanche sur case noire b8 · Roi noir sur case blanche g8 · Roi blanc sur case blanche g6 | Tour blanche sur case noire b8 · Roi noir sur case blanche g8 · Roi blanc sur case blanche g6 | Tour blanche sur case noire b8 · Roi noir sur case blanche g8 · Roi blanc sur case blanche g6 | Tour blanche sur case noire b8 · Roi noir sur case blanche g8 · Roi blanc sur case blanche g6 | 7 |
| 6 | Tour blanche sur case noire b8 · Roi noir sur case blanche g8 · Roi blanc sur case blanche g6 | Tour blanche sur case noire b8 · Roi noir sur case blanche g8 · Roi blanc sur case blanche g6 | Tour blanche sur case noire b8 · Roi noir sur case blanche g8 · Roi blanc sur case blanche g6 | Tour blanche sur case noire b8 · Roi noir sur case blanche g8 · Roi blanc sur case blanche g6 | Tour blanche sur case noire b8 · Roi noir sur case blanche g8 · Roi blanc sur case blanche g6 | Tour blanche sur case noire b8 · Roi noir sur case blanche g8 · Roi blanc sur case blanche g6 | Tour blanche sur case noire b8 · Roi noir sur case blanche g8 · Roi blanc sur case blanche g6 | Tour blanche sur case noire b8 · Roi noir sur case blanche g8 · Roi blanc sur case blanche g6 | 6 |
| 5 | Tour blanche sur case noire b8 · Roi noir sur case blanche g8 · Roi blanc sur case blanche g6 | Tour blanche sur case noire b8 · Roi noir sur case blanche g8 · Roi blanc sur case blanche g6 | Tour blanche sur case noire b8 · Roi noir sur case blanche g8 · Roi blanc sur case blanche g6 | Tour blanche sur case noire b8 · Roi noir sur case blanche g8 · Roi blanc sur case blanche g6 | Tour blanche sur case noire b8 · Roi noir sur case blanche g8 · Roi blanc sur case blanche g6 | Tour blanche sur case noire b8 · Roi noir sur case blanche g8 · Roi blanc sur case blanche g6 | Tour blanche sur case noire b8 · Roi noir sur case blanche g8 · Roi blanc sur case blanche g6 | Tour blanche sur case noire b8 · Roi noir sur case blanche g8 · Roi blanc sur case blanche g6 | 5 |
| 4 | Tour blanche sur case noire b8 · Roi noir sur case blanche g8 · Roi blanc sur case blanche g6 | Tour blanche sur case noire b8 · Roi noir sur case blanche g8 · Roi blanc sur case blanche g6 | Tour blanche sur case noire b8 · Roi noir sur case blanche g8 · Roi blanc sur case blanche g6 | Tour blanche sur case noire b8 · Roi noir sur case blanche g8 · Roi blanc sur case blanche g6 | Tour blanche sur case noire b8 · Roi noir sur case blanche g8 · Roi blanc sur case blanche g6 | Tour blanche sur case noire b8 · Roi noir sur case blanche g8 · Roi blanc sur case blanche g6 | Tour blanche sur case noire b8 · Roi noir sur case blanche g8 · Roi blanc sur case blanche g6 | Tour blanche sur case noire b8 · Roi noir sur case blanche g8 · Roi blanc sur case blanche g6 | 4 |
| 3 | Tour blanche sur case noire b8 · Roi noir sur case blanche g8 · Roi blanc sur case blanche g6 | Tour blanche sur case noire b8 · Roi noir sur case blanche g8 · Roi blanc sur case blanche g6 | Tour blanche sur case noire b8 · Roi noir sur case blanche g8 · Roi blanc sur case blanche g6 | Tour blanche sur case noire b8 · Roi noir sur case blanche g8 · Roi blanc sur case blanche g6 | Tour blanche sur case noire b8 · Roi noir sur case blanche g8 · Roi blanc sur case blanche g6 | Tour blanche sur case noire b8 · Roi noir sur case blanche g8 · Roi blanc sur case blanche g6 | Tour blanche sur case noire b8 · Roi noir sur case blanche g8 · Roi blanc sur case blanche g6 | Tour blanche sur case noire b8 · Roi noir sur case blanche g8 · Roi blanc sur case blanche g6 | 3 |
| 2 | Tour blanche sur case noire b8 · Roi noir sur case blanche g8 · Roi blanc sur case blanche g6 | Tour blanche sur case noire b8 · Roi noir sur case blanche g8 · Roi blanc sur case blanche g6 | Tour blanche sur case noire b8 · Roi noir sur case blanche g8 · Roi blanc sur case blanche g6 | Tour blanche sur case noire b8 · Roi noir sur case blanche g8 · Roi blanc sur case blanche g6 | Tour blanche sur case noire b8 · Roi noir sur case blanche g8 · Roi blanc sur case blanche g6 | Tour blanche sur case noire b8 · Roi noir sur case blanche g8 · Roi blanc sur case blanche g6 | Tour blanche sur case noire b8 · Roi noir sur case blanche g8 · Roi blanc sur case blanche g6 | Tour blanche sur case noire b8 · Roi noir sur case blanche g8 · Roi blanc sur case blanche g6 | 2 |
| 1 | Tour blanche sur case noire b8 · Roi noir sur case blanche g8 · Roi blanc sur case blanche g6 | Tour blanche sur case noire b8 · Roi noir sur case blanche g8 · Roi blanc sur case blanche g6 | Tour blanche sur case noire b8 · Roi noir sur case blanche g8 · Roi blanc sur case blanche g6 | Tour blanche sur case noire b8 · Roi noir sur case blanche g8 · Roi blanc sur case blanche g6 | Tour blanche sur case noire b8 · Roi noir sur case blanche g8 · Roi blanc sur case blanche g6 | Tour blanche sur case noire b8 · Roi noir sur case blanche g8 · Roi blanc sur case blanche g6 | Tour blanche sur case noire b8 · Roi noir sur case blanche g8 · Roi blanc sur case blanche g6 | Tour blanche sur case noire b8 · Roi noir sur case blanche g8 · Roi blanc sur case blanche g6 | 1 |
|   | a                                                                                             | b                                                                                             | c                                                                                             | d                                                                                             | e                                                                                             | f                                                                                             | g                                                                                             | h                                                                                             |   |

|   | a | b | c | d | e | f | g | h |   |
| 8 | Roi noir sur case blanche g8 · Pion noir sur case blanche f7 · Pion noir sur case noire g7 · Pion noir sur case blanche h7 · Tour blanche sur case noire g5 · Pion blanc sur case noire f2 · Pion blanc sur case blanche g2 · Pion blanc sur case noire h2 · Tour noire sur case blanche b1 · Roi blanc sur case noire g1 | Roi noir sur case blanche g8 · Pion noir sur case blanche f7 · Pion noir sur case noire g7 · Pion noir sur case blanche h7 · Tour blanche sur case noire g5 · Pion blanc sur case noire f2 · Pion blanc sur case blanche g2 · Pion blanc sur case noire h2 · Tour noire sur case blanche b1 · Roi blanc sur case noire g1 | Roi noir sur case blanche g8 · Pion noir sur case blanche f7 · Pion noir sur case noire g7 · Pion noir sur case blanche h7 · Tour blanche sur case noire g5 · Pion blanc sur case noire f2 · Pion blanc sur case blanche g2 · Pion blanc sur case noire h2 · Tour noire sur case blanche b1 · Roi blanc sur case noire g1 | Roi noir sur case blanche g8 · Pion noir sur case blanche f7 · Pion noir sur case noire g7 · Pion noir sur case blanche h7 · Tour blanche sur case noire g5 · Pion blanc sur case noire f2 · Pion blanc sur case blanche g2 · Pion blanc sur case noire h2 · Tour noire sur case blanche b1 · Roi blanc sur case noire g1 | Roi noir sur case blanche g8 · Pion noir sur case blanche f7 · Pion noir sur case noire g7 · Pion noir sur case blanche h7 · Tour blanche sur case noire g5 · Pion blanc sur case noire f2 · Pion blanc sur case blanche g2 · Pion blanc sur case noire h2 · Tour noire sur case blanche b1 · Roi blanc sur case noire g1 | Roi noir sur case blanche g8 · Pion noir sur case blanche f7 · Pion noir sur case noire g7 · Pion noir sur case blanche h7 · Tour blanche sur case noire g5 · Pion blanc sur case noire f2 · Pion blanc sur case blanche g2 · Pion blanc sur case noire h2 · Tour noire sur case blanche b1 · Roi blanc sur case noire g1 | Roi noir sur case blanche g8 · Pion noir sur case blanche f7 · Pion noir sur case noire g7 · Pion noir sur case blanche h7 · Tour blanche sur case noire g5 · Pion blanc sur case noire f2 · Pion blanc sur case blanche g2 · Pion blanc sur case noire h2 · Tour noire sur case blanche b1 · Roi blanc sur case noire g1 | Roi noir sur case blanche g8 · Pion noir sur case blanche f7 · Pion noir sur case noire g7 · Pion noir sur case blanche h7 · Tour blanche sur case noire g5 · Pion blanc sur case noire f2 · Pion blanc sur case blanche g2 · Pion blanc sur case noire h2 · Tour noire sur case blanche b1 · Roi blanc sur case noire g1 | 8 |
| 7 | Roi noir sur case blanche g8 · Pion noir sur case blanche f7 · Pion noir sur case noire g7 · Pion noir sur case blanche h7 · Tour blanche sur case noire g5 · Pion blanc sur case noire f2 · Pion blanc sur case blanche g2 · Pion blanc sur case noire h2 · Tour noire sur case blanche b1 · Roi blanc sur case noire g1 | Roi noir sur case blanche g8 · Pion noir sur case blanche f7 · Pion noir sur case noire g7 · Pion noir sur case blanche h7 · Tour blanche sur case noire g5 · Pion blanc sur case noire f2 · Pion blanc sur case blanche g2 · Pion blanc sur case noire h2 · Tour noire sur case blanche b1 · Roi blanc sur case noire g1 | Roi noir sur case blanche g8 · Pion noir sur case blanche f7 · Pion noir sur case noire g7 · Pion noir sur case blanche h7 · Tour blanche sur case noire g5 · Pion blanc sur case noire f2 · Pion blanc sur case blanche g2 · Pion blanc sur case noire h2 · Tour noire sur case blanche b1 · Roi blanc sur case noire g1 | Roi noir sur case blanche g8 · Pion noir sur case blanche f7 · Pion noir sur case noire g7 · Pion noir sur case blanche h7 · Tour blanche sur case noire g5 · Pion blanc sur case noire f2 · Pion blanc sur case blanche g2 · Pion blanc sur case noire h2 · Tour noire sur case blanche b1 · Roi blanc sur case noire g1 | Roi noir sur case blanche g8 · Pion noir sur case blanche f7 · Pion noir sur case noire g7 · Pion noir sur case blanche h7 · Tour blanche sur case noire g5 · Pion blanc sur case noire f2 · Pion blanc sur case blanche g2 · Pion blanc sur case noire h2 · Tour noire sur case blanche b1 · Roi blanc sur case noire g1 | Roi noir sur case blanche g8 · Pion noir sur case blanche f7 · Pion noir sur case noire g7 · Pion noir sur case blanche h7 · Tour blanche sur case noire g5 · Pion blanc sur case noire f2 · Pion blanc sur case blanche g2 · Pion blanc sur case noire h2 · Tour noire sur case blanche b1 · Roi blanc sur case noire g1 | Roi noir sur case blanche g8 · Pion noir sur case blanche f7 · Pion noir sur case noire g7 · Pion noir sur case blanche h7 · Tour blanche sur case noire g5 · Pion blanc sur case noire f2 · Pion blanc sur case blanche g2 · Pion blanc sur case noire h2 · Tour noire sur case blanche b1 · Roi blanc sur case noire g1 | Roi noir sur case blanche g8 · Pion noir sur case blanche f7 · Pion noir sur case noire g7 · Pion noir sur case blanche h7 · Tour blanche sur case noire g5 · Pion blanc sur case noire f2 · Pion blanc sur case blanche g2 · Pion blanc sur case noire h2 · Tour noire sur case blanche b1 · Roi blanc sur case noire g1 | 7 |
| 6 | Roi noir sur case blanche g8 · Pion noir sur case blanche f7 · Pion noir sur case noire g7 · Pion noir sur case blanche h7 · Tour blanche sur case noire g5 · Pion blanc sur case noire f2 · Pion blanc sur case blanche g2 · Pion blanc sur case noire h2 · Tour noire sur case blanche b1 · Roi blanc sur case noire g1 | Roi noir sur case blanche g8 · Pion noir sur case blanche f7 · Pion noir sur case noire g7 · Pion noir sur case blanche h7 · Tour blanche sur case noire g5 · Pion blanc sur case noire f2 · Pion blanc sur case blanche g2 · Pion blanc sur case noire h2 · Tour noire sur case blanche b1 · Roi blanc sur case noire g1 | Roi noir sur case blanche g8 · Pion noir sur case blanche f7 · Pion noir sur case noire g7 · Pion noir sur case blanche h7 · Tour blanche sur case noire g5 · Pion blanc sur case noire f2 · Pion blanc sur case blanche g2 · Pion blanc sur case noire h2 · Tour noire sur case blanche b1 · Roi blanc sur case noire g1 | Roi noir sur case blanche g8 · Pion noir sur case blanche f7 · Pion noir sur case noire g7 · Pion noir sur case blanche h7 · Tour blanche sur case noire g5 · Pion blanc sur case noire f2 · Pion blanc sur case blanche g2 · Pion blanc sur case noire h2 · Tour noire sur case blanche b1 · Roi blanc sur case noire g1 | Roi noir sur case blanche g8 · Pion noir sur case blanche f7 · Pion noir sur case noire g7 · Pion noir sur case blanche h7 · Tour blanche sur case noire g5 · Pion blanc sur case noire f2 · Pion blanc sur case blanche g2 · Pion blanc sur case noire h2 · Tour noire sur case blanche b1 · Roi blanc sur case noire g1 | Roi noir sur case blanche g8 · Pion noir sur case blanche f7 · Pion noir sur case noire g7 · Pion noir sur case blanche h7 · Tour blanche sur case noire g5 · Pion blanc sur case noire f2 · Pion blanc sur case blanche g2 · Pion blanc sur case noire h2 · Tour noire sur case blanche b1 · Roi blanc sur case noire g1 | Roi noir sur case blanche g8 · Pion noir sur case blanche f7 · Pion noir sur case noire g7 · Pion noir sur case blanche h7 · Tour blanche sur case noire g5 · Pion blanc sur case noire f2 · Pion blanc sur case blanche g2 · Pion blanc sur case noire h2 · Tour noire sur case blanche b1 · Roi blanc sur case noire g1 | Roi noir sur case blanche g8 · Pion noir sur case blanche f7 · Pion noir sur case noire g7 · Pion noir sur case blanche h7 · Tour blanche sur case noire g5 · Pion blanc sur case noire f2 · Pion blanc sur case blanche g2 · Pion blanc sur case noire h2 · Tour noire sur case blanche b1 · Roi blanc sur case noire g1 | 6 |
| 5 | Roi noir sur case blanche g8 · Pion noir sur case blanche f7 · Pion noir sur case noire g7 · Pion noir sur case blanche h7 · Tour blanche sur case noire g5 · Pion blanc sur case noire f2 · Pion blanc sur case blanche g2 · Pion blanc sur case noire h2 · Tour noire sur case blanche b1 · Roi blanc sur case noire g1 | Roi noir sur case blanche g8 · Pion noir sur case blanche f7 · Pion noir sur case noire g7 · Pion noir sur case blanche h7 · Tour blanche sur case noire g5 · Pion blanc sur case noire f2 · Pion blanc sur case blanche g2 · Pion blanc sur case noire h2 · Tour noire sur case blanche b1 · Roi blanc sur case noire g1 | Roi noir sur case blanche g8 · Pion noir sur case blanche f7 · Pion noir sur case noire g7 · Pion noir sur case blanche h7 · Tour blanche sur case noire g5 · Pion blanc sur case noire f2 · Pion blanc sur case blanche g2 · Pion blanc sur case noire h2 · Tour noire sur case blanche b1 · Roi blanc sur case noire g1 | Roi noir sur case blanche g8 · Pion noir sur case blanche f7 · Pion noir sur case noire g7 · Pion noir sur case blanche h7 · Tour blanche sur case noire g5 · Pion blanc sur case noire f2 · Pion blanc sur case blanche g2 · Pion blanc sur case noire h2 · Tour noire sur case blanche b1 · Roi blanc sur case noire g1 | Roi noir sur case blanche g8 · Pion noir sur case blanche f7 · Pion noir sur case noire g7 · Pion noir sur case blanche h7 · Tour blanche sur case noire g5 · Pion blanc sur case noire f2 · Pion blanc sur case blanche g2 · Pion blanc sur case noire h2 · Tour noire sur case blanche b1 · Roi blanc sur case noire g1 | Roi noir sur case blanche g8 · Pion noir sur case blanche f7 · Pion noir sur case noire g7 · Pion noir sur case blanche h7 · Tour blanche sur case noire g5 · Pion blanc sur case noire f2 · Pion blanc sur case blanche g2 · Pion blanc sur case noire h2 · Tour noire sur case blanche b1 · Roi blanc sur case noire g1 | Roi noir sur case blanche g8 · Pion noir sur case blanche f7 · Pion noir sur case noire g7 · Pion noir sur case blanche h7 · Tour blanche sur case noire g5 · Pion blanc sur case noire f2 · Pion blanc sur case blanche g2 · Pion blanc sur case noire h2 · Tour noire sur case blanche b1 · Roi blanc sur case noire g1 | Roi noir sur case blanche g8 · Pion noir sur case blanche f7 · Pion noir sur case noire g7 · Pion noir sur case blanche h7 · Tour blanche sur case noire g5 · Pion blanc sur case noire f2 · Pion blanc sur case blanche g2 · Pion blanc sur case noire h2 · Tour noire sur case blanche b1 · Roi blanc sur case noire g1 | 5 |
| 4 | Roi noir sur case blanche g8 · Pion noir sur case blanche f7 · Pion noir sur case noire g7 · Pion noir sur case blanche h7 · Tour blanche sur case noire g5 · Pion blanc sur case noire f2 · Pion blanc sur case blanche g2 · Pion blanc sur case noire h2 · Tour noire sur case blanche b1 · Roi blanc sur case noire g1 | Roi noir sur case blanche g8 · Pion noir sur case blanche f7 · Pion noir sur case noire g7 · Pion noir sur case blanche h7 · Tour blanche sur case noire g5 · Pion blanc sur case noire f2 · Pion blanc sur case blanche g2 · Pion blanc sur case noire h2 · Tour noire sur case blanche b1 · Roi blanc sur case noire g1 | Roi noir sur case blanche g8 · Pion noir sur case blanche f7 · Pion noir sur case noire g7 · Pion noir sur case blanche h7 · Tour blanche sur case noire g5 · Pion blanc sur case noire f2 · Pion blanc sur case blanche g2 · Pion blanc sur case noire h2 · Tour noire sur case blanche b1 · Roi blanc sur case noire g1 | Roi noir sur case blanche g8 · Pion noir sur case blanche f7 · Pion noir sur case noire g7 · Pion noir sur case blanche h7 · Tour blanche sur case noire g5 · Pion blanc sur case noire f2 · Pion blanc sur case blanche g2 · Pion blanc sur case noire h2 · Tour noire sur case blanche b1 · Roi blanc sur case noire g1 | Roi noir sur case blanche g8 · Pion noir sur case blanche f7 · Pion noir sur case noire g7 · Pion noir sur case blanche h7 · Tour blanche sur case noire g5 · Pion blanc sur case noire f2 · Pion blanc sur case blanche g2 · Pion blanc sur case noire h2 · Tour noire sur case blanche b1 · Roi blanc sur case noire g1 | Roi noir sur case blanche g8 · Pion noir sur case blanche f7 · Pion noir sur case noire g7 · Pion noir sur case blanche h7 · Tour blanche sur case noire g5 · Pion blanc sur case noire f2 · Pion blanc sur case blanche g2 · Pion blanc sur case noire h2 · Tour noire sur case blanche b1 · Roi blanc sur case noire g1 | Roi noir sur case blanche g8 · Pion noir sur case blanche f7 · Pion noir sur case noire g7 · Pion noir sur case blanche h7 · Tour blanche sur case noire g5 · Pion blanc sur case noire f2 · Pion blanc sur case blanche g2 · Pion blanc sur case noire h2 · Tour noire sur case blanche b1 · Roi blanc sur case noire g1 | Roi noir sur case blanche g8 · Pion noir sur case blanche f7 · Pion noir sur case noire g7 · Pion noir sur case blanche h7 · Tour blanche sur case noire g5 · Pion blanc sur case noire f2 · Pion blanc sur case blanche g2 · Pion blanc sur case noire h2 · Tour noire sur case blanche b1 · Roi blanc sur case noire g1 | 4 |
| 3 | Roi noir sur case blanche g8 · Pion noir sur case blanche f7 · Pion noir sur case noire g7 · Pion noir sur case blanche h7 · Tour blanche sur case noire g5 · Pion blanc sur case noire f2 · Pion blanc sur case blanche g2 · Pion blanc sur case noire h2 · Tour noire sur case blanche b1 · Roi blanc sur case noire g1 | Roi noir sur case blanche g8 · Pion noir sur case blanche f7 · Pion noir sur case noire g7 · Pion noir sur case blanche h7 · Tour blanche sur case noire g5 · Pion blanc sur case noire f2 · Pion blanc sur case blanche g2 · Pion blanc sur case noire h2 · Tour noire sur case blanche b1 · Roi blanc sur case noire g1 | Roi noir sur case blanche g8 · Pion noir sur case blanche f7 · Pion noir sur case noire g7 · Pion noir sur case blanche h7 · Tour blanche sur case noire g5 · Pion blanc sur case noire f2 · Pion blanc sur case blanche g2 · Pion blanc sur case noire h2 · Tour noire sur case blanche b1 · Roi blanc sur case noire g1 | Roi noir sur case blanche g8 · Pion noir sur case blanche f7 · Pion noir sur case noire g7 · Pion noir sur case blanche h7 · Tour blanche sur case noire g5 · Pion blanc sur case noire f2 · Pion blanc sur case blanche g2 · Pion blanc sur case noire h2 · Tour noire sur case blanche b1 · Roi blanc sur case noire g1 | Roi noir sur case blanche g8 · Pion noir sur case blanche f7 · Pion noir sur case noire g7 · Pion noir sur case blanche h7 · Tour blanche sur case noire g5 · Pion blanc sur case noire f2 · Pion blanc sur case blanche g2 · Pion blanc sur case noire h2 · Tour noire sur case blanche b1 · Roi blanc sur case noire g1 | Roi noir sur case blanche g8 · Pion noir sur case blanche f7 · Pion noir sur case noire g7 · Pion noir sur case blanche h7 · Tour blanche sur case noire g5 · Pion blanc sur case noire f2 · Pion blanc sur case blanche g2 · Pion blanc sur case noire h2 · Tour noire sur case blanche b1 · Roi blanc sur case noire g1 | Roi noir sur case blanche g8 · Pion noir sur case blanche f7 · Pion noir sur case noire g7 · Pion noir sur case blanche h7 · Tour blanche sur case noire g5 · Pion blanc sur case noire f2 · Pion blanc sur case blanche g2 · Pion blanc sur case noire h2 · Tour noire sur case blanche b1 · Roi blanc sur case noire g1 | Roi noir sur case blanche g8 · Pion noir sur case blanche f7 · Pion noir sur case noire g7 · Pion noir sur case blanche h7 · Tour blanche sur case noire g5 · Pion blanc sur case noire f2 · Pion blanc sur case blanche g2 · Pion blanc sur case noire h2 · Tour noire sur case blanche b1 · Roi blanc sur case noire g1 | 3 |
| 2 | Roi noir sur case blanche g8 · Pion noir sur case blanche f7 · Pion noir sur case noire g7 · Pion noir sur case blanche h7 · Tour blanche sur case noire g5 · Pion blanc sur case noire f2 · Pion blanc sur case blanche g2 · Pion blanc sur case noire h2 · Tour noire sur case blanche b1 · Roi blanc sur case noire g1 | Roi noir sur case blanche g8 · Pion noir sur case blanche f7 · Pion noir sur case noire g7 · Pion noir sur case blanche h7 · Tour blanche sur case noire g5 · Pion blanc sur case noire f2 · Pion blanc sur case blanche g2 · Pion blanc sur case noire h2 · Tour noire sur case blanche b1 · Roi blanc sur case noire g1 | Roi noir sur case blanche g8 · Pion noir sur case blanche f7 · Pion noir sur case noire g7 · Pion noir sur case blanche h7 · Tour blanche sur case noire g5 · Pion blanc sur case noire f2 · Pion blanc sur case blanche g2 · Pion blanc sur case noire h2 · Tour noire sur case blanche b1 · Roi blanc sur case noire g1 | Roi noir sur case blanche g8 · Pion noir sur case blanche f7 · Pion noir sur case noire g7 · Pion noir sur case blanche h7 · Tour blanche sur case noire g5 · Pion blanc sur case noire f2 · Pion blanc sur case blanche g2 · Pion blanc sur case noire h2 · Tour noire sur case blanche b1 · Roi blanc sur case noire g1 | Roi noir sur case blanche g8 · Pion noir sur case blanche f7 · Pion noir sur case noire g7 · Pion noir sur case blanche h7 · Tour blanche sur case noire g5 · Pion blanc sur case noire f2 · Pion blanc sur case blanche g2 · Pion blanc sur case noire h2 · Tour noire sur case blanche b1 · Roi blanc sur case noire g1 | Roi noir sur case blanche g8 · Pion noir sur case blanche f7 · Pion noir sur case noire g7 · Pion noir sur case blanche h7 · Tour blanche sur case noire g5 · Pion blanc sur case noire f2 · Pion blanc sur case blanche g2 · Pion blanc sur case noire h2 · Tour noire sur case blanche b1 · Roi blanc sur case noire g1 | Roi noir sur case blanche g8 · Pion noir sur case blanche f7 · Pion noir sur case noire g7 · Pion noir sur case blanche h7 · Tour blanche sur case noire g5 · Pion blanc sur case noire f2 · Pion blanc sur case blanche g2 · Pion blanc sur case noire h2 · Tour noire sur case blanche b1 · Roi blanc sur case noire g1 | Roi noir sur case blanche g8 · Pion noir sur case blanche f7 · Pion noir sur case noire g7 · Pion noir sur case blanche h7 · Tour blanche sur case noire g5 · Pion blanc sur case noire f2 · Pion blanc sur case blanche g2 · Pion blanc sur case noire h2 · Tour noire sur case blanche b1 · Roi blanc sur case noire g1 | 2 |
| 1 | Roi noir sur case blanche g8 · Pion noir sur case blanche f7 · Pion noir sur case noire g7 · Pion noir sur case blanche h7 · Tour blanche sur case noire g5 · Pion blanc sur case noire f2 · Pion blanc sur case blanche g2 · Pion blanc sur case noire h2 · Tour noire sur case blanche b1 · Roi blanc sur case noire g1 | Roi noir sur case blanche g8 · Pion noir sur case blanche f7 · Pion noir sur case noire g7 · Pion noir sur case blanche h7 · Tour blanche sur case noire g5 · Pion blanc sur case noire f2 · Pion blanc sur case blanche g2 · Pion blanc sur case noire h2 · Tour noire sur case blanche b1 · Roi blanc sur case noire g1 | Roi noir sur case blanche g8 · Pion noir sur case blanche f7 · Pion noir sur case noire g7 · Pion noir sur case blanche h7 · Tour blanche sur case noire g5 · Pion blanc sur case noire f2 · Pion blanc sur case blanche g2 · Pion blanc sur case noire h2 · Tour noire sur case blanche b1 · Roi blanc sur case noire g1 | Roi noir sur case blanche g8 · Pion noir sur case blanche f7 · Pion noir sur case noire g7 · Pion noir sur case blanche h7 · Tour blanche sur case noire g5 · Pion blanc sur case noire f2 · Pion blanc sur case blanche g2 · Pion blanc sur case noire h2 · Tour noire sur case blanche b1 · Roi blanc sur case noire g1 | Roi noir sur case blanche g8 · Pion noir sur case blanche f7 · Pion noir sur case noire g7 · Pion noir sur case blanche h7 · Tour blanche sur case noire g5 · Pion blanc sur case noire f2 · Pion blanc sur case blanche g2 · Pion blanc sur case noire h2 · Tour noire sur case blanche b1 · Roi blanc sur case noire g1 | Roi noir sur case blanche g8 · Pion noir sur case blanche f7 · Pion noir sur case noire g7 · Pion noir sur case blanche h7 · Tour blanche sur case noire g5 · Pion blanc sur case noire f2 · Pion blanc sur case blanche g2 · Pion blanc sur case noire h2 · Tour noire sur case blanche b1 · Roi blanc sur case noire g1 | Roi noir sur case blanche g8 · Pion noir sur case blanche f7 · Pion noir sur case noire g7 · Pion noir sur case blanche h7 · Tour blanche sur case noire g5 · Pion blanc sur case noire f2 · Pion blanc sur case blanche g2 · Pion blanc sur case noire h2 · Tour noire sur case blanche b1 · Roi blanc sur case noire g1 | Roi noir sur case blanche g8 · Pion noir sur case blanche f7 · Pion noir sur case noire g7 · Pion noir sur case blanche h7 · Tour blanche sur case noire g5 · Pion blanc sur case noire f2 · Pion blanc sur case blanche g2 · Pion blanc sur case noire h2 · Tour noire sur case blanche b1 · Roi blanc sur case noire g1 | 1 |
|   | a | b | c | d | e | f | g | h |   |

Les finales de Tours avec et sans pions sont abondamment étudiées par la littérature échiquéenne. 
Certaines, comme la finale tour et fou contre tour, peuvent s'avérer complexes.
De façon générale, les tours sont le mieux placées derrière les pions passés, les siens comme ceux de l'adversaire (c'est la règle de Tarrasch). La tour soutient l'avancée d'un pion de sa couleur qui se trouve sur la même colonne qu'elle et freine celle d'un pion adverse.
Avec une tour et un pion contre une tour, le gain varie, certaines positions clés sont bien connues pour n'aboutir qu'à la nulle ou au contraire mener au gain.
Avec une tour et deux pions contre une tour, la finale est généralement gagnante, surtout si les pions sont liés. 
|   | a | b | c | d | e | f | g | h |   |
| 8 | Roi noir sur case blanche e8 · Tour blanche sur case blanche b7 · Pion blanc sur case noire e5 · Roi blanc sur case blanche f5 · Tour noire sur case noire a1 | Roi noir sur case blanche e8 · Tour blanche sur case blanche b7 · Pion blanc sur case noire e5 · Roi blanc sur case blanche f5 · Tour noire sur case noire a1 | Roi noir sur case blanche e8 · Tour blanche sur case blanche b7 · Pion blanc sur case noire e5 · Roi blanc sur case blanche f5 · Tour noire sur case noire a1 | Roi noir sur case blanche e8 · Tour blanche sur case blanche b7 · Pion blanc sur case noire e5 · Roi blanc sur case blanche f5 · Tour noire sur case noire a1 | Roi noir sur case blanche e8 · Tour blanche sur case blanche b7 · Pion blanc sur case noire e5 · Roi blanc sur case blanche f5 · Tour noire sur case noire a1 | Roi noir sur case blanche e8 · Tour blanche sur case blanche b7 · Pion blanc sur case noire e5 · Roi blanc sur case blanche f5 · Tour noire sur case noire a1 | Roi noir sur case blanche e8 · Tour blanche sur case blanche b7 · Pion blanc sur case noire e5 · Roi blanc sur case blanche f5 · Tour noire sur case noire a1 | Roi noir sur case blanche e8 · Tour blanche sur case blanche b7 · Pion blanc sur case noire e5 · Roi blanc sur case blanche f5 · Tour noire sur case noire a1 | 8 |
| 7 | Roi noir sur case blanche e8 · Tour blanche sur case blanche b7 · Pion blanc sur case noire e5 · Roi blanc sur case blanche f5 · Tour noire sur case noire a1 | Roi noir sur case blanche e8 · Tour blanche sur case blanche b7 · Pion blanc sur case noire e5 · Roi blanc sur case blanche f5 · Tour noire sur case noire a1 | Roi noir sur case blanche e8 · Tour blanche sur case blanche b7 · Pion blanc sur case noire e5 · Roi blanc sur case blanche f5 · Tour noire sur case noire a1 | Roi noir sur case blanche e8 · Tour blanche sur case blanche b7 · Pion blanc sur case noire e5 · Roi blanc sur case blanche f5 · Tour noire sur case noire a1 | Roi noir sur case blanche e8 · Tour blanche sur case blanche b7 · Pion blanc sur case noire e5 · Roi blanc sur case blanche f5 · Tour noire sur case noire a1 | Roi noir sur case blanche e8 · Tour blanche sur case blanche b7 · Pion blanc sur case noire e5 · Roi blanc sur case blanche f5 · Tour noire sur case noire a1 | Roi noir sur case blanche e8 · Tour blanche sur case blanche b7 · Pion blanc sur case noire e5 · Roi blanc sur case blanche f5 · Tour noire sur case noire a1 | Roi noir sur case blanche e8 · Tour blanche sur case blanche b7 · Pion blanc sur case noire e5 · Roi blanc sur case blanche f5 · Tour noire sur case noire a1 | 7 |
| 6 | Roi noir sur case blanche e8 · Tour blanche sur case blanche b7 · Pion blanc sur case noire e5 · Roi blanc sur case blanche f5 · Tour noire sur case noire a1 | Roi noir sur case blanche e8 · Tour blanche sur case blanche b7 · Pion blanc sur case noire e5 · Roi blanc sur case blanche f5 · Tour noire sur case noire a1 | Roi noir sur case blanche e8 · Tour blanche sur case blanche b7 · Pion blanc sur case noire e5 · Roi blanc sur case blanche f5 · Tour noire sur case noire a1 | Roi noir sur case blanche e8 · Tour blanche sur case blanche b7 · Pion blanc sur case noire e5 · Roi blanc sur case blanche f5 · Tour noire sur case noire a1 | Roi noir sur case blanche e8 · Tour blanche sur case blanche b7 · Pion blanc sur case noire e5 · Roi blanc sur case blanche f5 · Tour noire sur case noire a1 | Roi noir sur case blanche e8 · Tour blanche sur case blanche b7 · Pion blanc sur case noire e5 · Roi blanc sur case blanche f5 · Tour noire sur case noire a1 | Roi noir sur case blanche e8 · Tour blanche sur case blanche b7 · Pion blanc sur case noire e5 · Roi blanc sur case blanche f5 · Tour noire sur case noire a1 | Roi noir sur case blanche e8 · Tour blanche sur case blanche b7 · Pion blanc sur case noire e5 · Roi blanc sur case blanche f5 · Tour noire sur case noire a1 | 6 |
| 5 | Roi noir sur case blanche e8 · Tour blanche sur case blanche b7 · Pion blanc sur case noire e5 · Roi blanc sur case blanche f5 · Tour noire sur case noire a1 | Roi noir sur case blanche e8 · Tour blanche sur case blanche b7 · Pion blanc sur case noire e5 · Roi blanc sur case blanche f5 · Tour noire sur case noire a1 | Roi noir sur case blanche e8 · Tour blanche sur case blanche b7 · Pion blanc sur case noire e5 · Roi blanc sur case blanche f5 · Tour noire sur case noire a1 | Roi noir sur case blanche e8 · Tour blanche sur case blanche b7 · Pion blanc sur case noire e5 · Roi blanc sur case blanche f5 · Tour noire sur case noire a1 | Roi noir sur case blanche e8 · Tour blanche sur case blanche b7 · Pion blanc sur case noire e5 · Roi blanc sur case blanche f5 · Tour noire sur case noire a1 | Roi noir sur case blanche e8 · Tour blanche sur case blanche b7 · Pion blanc sur case noire e5 · Roi blanc sur case blanche f5 · Tour noire sur case noire a1 | Roi noir sur case blanche e8 · Tour blanche sur case blanche b7 · Pion blanc sur case noire e5 · Roi blanc sur case blanche f5 · Tour noire sur case noire a1 | Roi noir sur case blanche e8 · Tour blanche sur case blanche b7 · Pion blanc sur case noire e5 · Roi blanc sur case blanche f5 · Tour noire sur case noire a1 | 5 |
| 4 | Roi noir sur case blanche e8 · Tour blanche sur case blanche b7 · Pion blanc sur case noire e5 · Roi blanc sur case blanche f5 · Tour noire sur case noire a1 | Roi noir sur case blanche e8 · Tour blanche sur case blanche b7 · Pion blanc sur case noire e5 · Roi blanc sur case blanche f5 · Tour noire sur case noire a1 | Roi noir sur case blanche e8 · Tour blanche sur case blanche b7 · Pion blanc sur case noire e5 · Roi blanc sur case blanche f5 · Tour noire sur case noire a1 | Roi noir sur case blanche e8 · Tour blanche sur case blanche b7 · Pion blanc sur case noire e5 · Roi blanc sur case blanche f5 · Tour noire sur case noire a1 | Roi noir sur case blanche e8 · Tour blanche sur case blanche b7 · Pion blanc sur case noire e5 · Roi blanc sur case blanche f5 · Tour noire sur case noire a1 | Roi noir sur case blanche e8 · Tour blanche sur case blanche b7 · Pion blanc sur case noire e5 · Roi blanc sur case blanche f5 · Tour noire sur case noire a1 | Roi noir sur case blanche e8 · Tour blanche sur case blanche b7 · Pion blanc sur case noire e5 · Roi blanc sur case blanche f5 · Tour noire sur case noire a1 | Roi noir sur case blanche e8 · Tour blanche sur case blanche b7 · Pion blanc sur case noire e5 · Roi blanc sur case blanche f5 · Tour noire sur case noire a1 | 4 |
| 3 | Roi noir sur case blanche e8 · Tour blanche sur case blanche b7 · Pion blanc sur case noire e5 · Roi blanc sur case blanche f5 · Tour noire sur case noire a1 | Roi noir sur case blanche e8 · Tour blanche sur case blanche b7 · Pion blanc sur case noire e5 · Roi blanc sur case blanche f5 · Tour noire sur case noire a1 | Roi noir sur case blanche e8 · Tour blanche sur case blanche b7 · Pion blanc sur case noire e5 · Roi blanc sur case blanche f5 · Tour noire sur case noire a1 | Roi noir sur case blanche e8 · Tour blanche sur case blanche b7 · Pion blanc sur case noire e5 · Roi blanc sur case blanche f5 · Tour noire sur case noire a1 | Roi noir sur case blanche e8 · Tour blanche sur case blanche b7 · Pion blanc sur case noire e5 · Roi blanc sur case blanche f5 · Tour noire sur case noire a1 | Roi noir sur case blanche e8 · Tour blanche sur case blanche b7 · Pion blanc sur case noire e5 · Roi blanc sur case blanche f5 · Tour noire sur case noire a1 | Roi noir sur case blanche e8 · Tour blanche sur case blanche b7 · Pion blanc sur case noire e5 · Roi blanc sur case blanche f5 · Tour noire sur case noire a1 | Roi noir sur case blanche e8 · Tour blanche sur case blanche b7 · Pion blanc sur case noire e5 · Roi blanc sur case blanche f5 · Tour noire sur case noire a1 | 3 |
| 2 | Roi noir sur case blanche e8 · Tour blanche sur case blanche b7 · Pion blanc sur case noire e5 · Roi blanc sur case blanche f5 · Tour noire sur case noire a1 | Roi noir sur case blanche e8 · Tour blanche sur case blanche b7 · Pion blanc sur case noire e5 · Roi blanc sur case blanche f5 · Tour noire sur case noire a1 | Roi noir sur case blanche e8 · Tour blanche sur case blanche b7 · Pion blanc sur case noire e5 · Roi blanc sur case blanche f5 · Tour noire sur case noire a1 | Roi noir sur case blanche e8 · Tour blanche sur case blanche b7 · Pion blanc sur case noire e5 · Roi blanc sur case blanche f5 · Tour noire sur case noire a1 | Roi noir sur case blanche e8 · Tour blanche sur case blanche b7 · Pion blanc sur case noire e5 · Roi blanc sur case blanche f5 · Tour noire sur case noire a1 | Roi noir sur case blanche e8 · Tour blanche sur case blanche b7 · Pion blanc sur case noire e5 · Roi blanc sur case blanche f5 · Tour noire sur case noire a1 | Roi noir sur case blanche e8 · Tour blanche sur case blanche b7 · Pion blanc sur case noire e5 · Roi blanc sur case blanche f5 · Tour noire sur case noire a1 | Roi noir sur case blanche e8 · Tour blanche sur case blanche b7 · Pion blanc sur case noire e5 · Roi blanc sur case blanche f5 · Tour noire sur case noire a1 | 2 |
| 1 | Roi noir sur case blanche e8 · Tour blanche sur case blanche b7 · Pion blanc sur case noire e5 · Roi blanc sur case blanche f5 · Tour noire sur case noire a1 | Roi noir sur case blanche e8 · Tour blanche sur case blanche b7 · Pion blanc sur case noire e5 · Roi blanc sur case blanche f5 · Tour noire sur case noire a1 | Roi noir sur case blanche e8 · Tour blanche sur case blanche b7 · Pion blanc sur case noire e5 · Roi blanc sur case blanche f5 · Tour noire sur case noire a1 | Roi noir sur case blanche e8 · Tour blanche sur case blanche b7 · Pion blanc sur case noire e5 · Roi blanc sur case blanche f5 · Tour noire sur case noire a1 | Roi noir sur case blanche e8 · Tour blanche sur case blanche b7 · Pion blanc sur case noire e5 · Roi blanc sur case blanche f5 · Tour noire sur case noire a1 | Roi noir sur case blanche e8 · Tour blanche sur case blanche b7 · Pion blanc sur case noire e5 · Roi blanc sur case blanche f5 · Tour noire sur case noire a1 | Roi noir sur case blanche e8 · Tour blanche sur case blanche b7 · Pion blanc sur case noire e5 · Roi blanc sur case blanche f5 · Tour noire sur case noire a1 | Roi noir sur case blanche e8 · Tour blanche sur case blanche b7 · Pion blanc sur case noire e5 · Roi blanc sur case blanche f5 · Tour noire sur case noire a1 | 1 |
|   | a | b | c | d | e | f | g | h |   |

|   | a | b | c | d | e | f | g | h |   |
| 8 | Roi blanc sur case noire f8 · Roi noir sur case blanche d7 · Pion blanc sur case blanche f7 · Tour noire sur case blanche g2 · Tour blanche sur case noire e1 | Roi blanc sur case noire f8 · Roi noir sur case blanche d7 · Pion blanc sur case blanche f7 · Tour noire sur case blanche g2 · Tour blanche sur case noire e1 | Roi blanc sur case noire f8 · Roi noir sur case blanche d7 · Pion blanc sur case blanche f7 · Tour noire sur case blanche g2 · Tour blanche sur case noire e1 | Roi blanc sur case noire f8 · Roi noir sur case blanche d7 · Pion blanc sur case blanche f7 · Tour noire sur case blanche g2 · Tour blanche sur case noire e1 | Roi blanc sur case noire f8 · Roi noir sur case blanche d7 · Pion blanc sur case blanche f7 · Tour noire sur case blanche g2 · Tour blanche sur case noire e1 | Roi blanc sur case noire f8 · Roi noir sur case blanche d7 · Pion blanc sur case blanche f7 · Tour noire sur case blanche g2 · Tour blanche sur case noire e1 | Roi blanc sur case noire f8 · Roi noir sur case blanche d7 · Pion blanc sur case blanche f7 · Tour noire sur case blanche g2 · Tour blanche sur case noire e1 | Roi blanc sur case noire f8 · Roi noir sur case blanche d7 · Pion blanc sur case blanche f7 · Tour noire sur case blanche g2 · Tour blanche sur case noire e1 | 8 |
| 7 | Roi blanc sur case noire f8 · Roi noir sur case blanche d7 · Pion blanc sur case blanche f7 · Tour noire sur case blanche g2 · Tour blanche sur case noire e1 | Roi blanc sur case noire f8 · Roi noir sur case blanche d7 · Pion blanc sur case blanche f7 · Tour noire sur case blanche g2 · Tour blanche sur case noire e1 | Roi blanc sur case noire f8 · Roi noir sur case blanche d7 · Pion blanc sur case blanche f7 · Tour noire sur case blanche g2 · Tour blanche sur case noire e1 | Roi blanc sur case noire f8 · Roi noir sur case blanche d7 · Pion blanc sur case blanche f7 · Tour noire sur case blanche g2 · Tour blanche sur case noire e1 | Roi blanc sur case noire f8 · Roi noir sur case blanche d7 · Pion blanc sur case blanche f7 · Tour noire sur case blanche g2 · Tour blanche sur case noire e1 | Roi blanc sur case noire f8 · Roi noir sur case blanche d7 · Pion blanc sur case blanche f7 · Tour noire sur case blanche g2 · Tour blanche sur case noire e1 | Roi blanc sur case noire f8 · Roi noir sur case blanche d7 · Pion blanc sur case blanche f7 · Tour noire sur case blanche g2 · Tour blanche sur case noire e1 | Roi blanc sur case noire f8 · Roi noir sur case blanche d7 · Pion blanc sur case blanche f7 · Tour noire sur case blanche g2 · Tour blanche sur case noire e1 | 7 |
| 6 | Roi blanc sur case noire f8 · Roi noir sur case blanche d7 · Pion blanc sur case blanche f7 · Tour noire sur case blanche g2 · Tour blanche sur case noire e1 | Roi blanc sur case noire f8 · Roi noir sur case blanche d7 · Pion blanc sur case blanche f7 · Tour noire sur case blanche g2 · Tour blanche sur case noire e1 | Roi blanc sur case noire f8 · Roi noir sur case blanche d7 · Pion blanc sur case blanche f7 · Tour noire sur case blanche g2 · Tour blanche sur case noire e1 | Roi blanc sur case noire f8 · Roi noir sur case blanche d7 · Pion blanc sur case blanche f7 · Tour noire sur case blanche g2 · Tour blanche sur case noire e1 | Roi blanc sur case noire f8 · Roi noir sur case blanche d7 · Pion blanc sur case blanche f7 · Tour noire sur case blanche g2 · Tour blanche sur case noire e1 | Roi blanc sur case noire f8 · Roi noir sur case blanche d7 · Pion blanc sur case blanche f7 · Tour noire sur case blanche g2 · Tour blanche sur case noire e1 | Roi blanc sur case noire f8 · Roi noir sur case blanche d7 · Pion blanc sur case blanche f7 · Tour noire sur case blanche g2 · Tour blanche sur case noire e1 | Roi blanc sur case noire f8 · Roi noir sur case blanche d7 · Pion blanc sur case blanche f7 · Tour noire sur case blanche g2 · Tour blanche sur case noire e1 | 6 |
| 5 | Roi blanc sur case noire f8 · Roi noir sur case blanche d7 · Pion blanc sur case blanche f7 · Tour noire sur case blanche g2 · Tour blanche sur case noire e1 | Roi blanc sur case noire f8 · Roi noir sur case blanche d7 · Pion blanc sur case blanche f7 · Tour noire sur case blanche g2 · Tour blanche sur case noire e1 | Roi blanc sur case noire f8 · Roi noir sur case blanche d7 · Pion blanc sur case blanche f7 · Tour noire sur case blanche g2 · Tour blanche sur case noire e1 | Roi blanc sur case noire f8 · Roi noir sur case blanche d7 · Pion blanc sur case blanche f7 · Tour noire sur case blanche g2 · Tour blanche sur case noire e1 | Roi blanc sur case noire f8 · Roi noir sur case blanche d7 · Pion blanc sur case blanche f7 · Tour noire sur case blanche g2 · Tour blanche sur case noire e1 | Roi blanc sur case noire f8 · Roi noir sur case blanche d7 · Pion blanc sur case blanche f7 · Tour noire sur case blanche g2 · Tour blanche sur case noire e1 | Roi blanc sur case noire f8 · Roi noir sur case blanche d7 · Pion blanc sur case blanche f7 · Tour noire sur case blanche g2 · Tour blanche sur case noire e1 | Roi blanc sur case noire f8 · Roi noir sur case blanche d7 · Pion blanc sur case blanche f7 · Tour noire sur case blanche g2 · Tour blanche sur case noire e1 | 5 |
| 4 | Roi blanc sur case noire f8 · Roi noir sur case blanche d7 · Pion blanc sur case blanche f7 · Tour noire sur case blanche g2 · Tour blanche sur case noire e1 | Roi blanc sur case noire f8 · Roi noir sur case blanche d7 · Pion blanc sur case blanche f7 · Tour noire sur case blanche g2 · Tour blanche sur case noire e1 | Roi blanc sur case noire f8 · Roi noir sur case blanche d7 · Pion blanc sur case blanche f7 · Tour noire sur case blanche g2 · Tour blanche sur case noire e1 | Roi blanc sur case noire f8 · Roi noir sur case blanche d7 · Pion blanc sur case blanche f7 · Tour noire sur case blanche g2 · Tour blanche sur case noire e1 | Roi blanc sur case noire f8 · Roi noir sur case blanche d7 · Pion blanc sur case blanche f7 · Tour noire sur case blanche g2 · Tour blanche sur case noire e1 | Roi blanc sur case noire f8 · Roi noir sur case blanche d7 · Pion blanc sur case blanche f7 · Tour noire sur case blanche g2 · Tour blanche sur case noire e1 | Roi blanc sur case noire f8 · Roi noir sur case blanche d7 · Pion blanc sur case blanche f7 · Tour noire sur case blanche g2 · Tour blanche sur case noire e1 | Roi blanc sur case noire f8 · Roi noir sur case blanche d7 · Pion blanc sur case blanche f7 · Tour noire sur case blanche g2 · Tour blanche sur case noire e1 | 4 |
| 3 | Roi blanc sur case noire f8 · Roi noir sur case blanche d7 · Pion blanc sur case blanche f7 · Tour noire sur case blanche g2 · Tour blanche sur case noire e1 | Roi blanc sur case noire f8 · Roi noir sur case blanche d7 · Pion blanc sur case blanche f7 · Tour noire sur case blanche g2 · Tour blanche sur case noire e1 | Roi blanc sur case noire f8 · Roi noir sur case blanche d7 · Pion blanc sur case blanche f7 · Tour noire sur case blanche g2 · Tour blanche sur case noire e1 | Roi blanc sur case noire f8 · Roi noir sur case blanche d7 · Pion blanc sur case blanche f7 · Tour noire sur case blanche g2 · Tour blanche sur case noire e1 | Roi blanc sur case noire f8 · Roi noir sur case blanche d7 · Pion blanc sur case blanche f7 · Tour noire sur case blanche g2 · Tour blanche sur case noire e1 | Roi blanc sur case noire f8 · Roi noir sur case blanche d7 · Pion blanc sur case blanche f7 · Tour noire sur case blanche g2 · Tour blanche sur case noire e1 | Roi blanc sur case noire f8 · Roi noir sur case blanche d7 · Pion blanc sur case blanche f7 · Tour noire sur case blanche g2 · Tour blanche sur case noire e1 | Roi blanc sur case noire f8 · Roi noir sur case blanche d7 · Pion blanc sur case blanche f7 · Tour noire sur case blanche g2 · Tour blanche sur case noire e1 | 3 |
| 2 | Roi blanc sur case noire f8 · Roi noir sur case blanche d7 · Pion blanc sur case blanche f7 · Tour noire sur case blanche g2 · Tour blanche sur case noire e1 | Roi blanc sur case noire f8 · Roi noir sur case blanche d7 · Pion blanc sur case blanche f7 · Tour noire sur case blanche g2 · Tour blanche sur case noire e1 | Roi blanc sur case noire f8 · Roi noir sur case blanche d7 · Pion blanc sur case blanche f7 · Tour noire sur case blanche g2 · Tour blanche sur case noire e1 | Roi blanc sur case noire f8 · Roi noir sur case blanche d7 · Pion blanc sur case blanche f7 · Tour noire sur case blanche g2 · Tour blanche sur case noire e1 | Roi blanc sur case noire f8 · Roi noir sur case blanche d7 · Pion blanc sur case blanche f7 · Tour noire sur case blanche g2 · Tour blanche sur case noire e1 | Roi blanc sur case noire f8 · Roi noir sur case blanche d7 · Pion blanc sur case blanche f7 · Tour noire sur case blanche g2 · Tour blanche sur case noire e1 | Roi blanc sur case noire f8 · Roi noir sur case blanche d7 · Pion blanc sur case blanche f7 · Tour noire sur case blanche g2 · Tour blanche sur case noire e1 | Roi blanc sur case noire f8 · Roi noir sur case blanche d7 · Pion blanc sur case blanche f7 · Tour noire sur case blanche g2 · Tour blanche sur case noire e1 | 2 |
| 1 | Roi blanc sur case noire f8 · Roi noir sur case blanche d7 · Pion blanc sur case blanche f7 · Tour noire sur case blanche g2 · Tour blanche sur case noire e1 | Roi blanc sur case noire f8 · Roi noir sur case blanche d7 · Pion blanc sur case blanche f7 · Tour noire sur case blanche g2 · Tour blanche sur case noire e1 | Roi blanc sur case noire f8 · Roi noir sur case blanche d7 · Pion blanc sur case blanche f7 · Tour noire sur case blanche g2 · Tour blanche sur case noire e1 | Roi blanc sur case noire f8 · Roi noir sur case blanche d7 · Pion blanc sur case blanche f7 · Tour noire sur case blanche g2 · Tour blanche sur case noire e1 | Roi blanc sur case noire f8 · Roi noir sur case blanche d7 · Pion blanc sur case blanche f7 · Tour noire sur case blanche g2 · Tour blanche sur case noire e1 | Roi blanc sur case noire f8 · Roi noir sur case blanche d7 · Pion blanc sur case blanche f7 · Tour noire sur case blanche g2 · Tour blanche sur case noire e1 | Roi blanc sur case noire f8 · Roi noir sur case blanche d7 · Pion blanc sur case blanche f7 · Tour noire sur case blanche g2 · Tour blanche sur case noire e1 | Roi blanc sur case noire f8 · Roi noir sur case blanche d7 · Pion blanc sur case blanche f7 · Tour noire sur case blanche g2 · Tour blanche sur case noire e1 | 1 |
|   | a | b | c | d | e | f | g | h |   |

|   | a | b | c | d | e | f | g | h |   |
| 8 | Tour blanche sur case noire h8 · Roi noir sur case blanche f7 · Pion blanc sur case blanche g4 · Tour noire sur case noire a3 · Pion blanc sur case blanche h3 · Roi blanc sur case blanche g2 | Tour blanche sur case noire h8 · Roi noir sur case blanche f7 · Pion blanc sur case blanche g4 · Tour noire sur case noire a3 · Pion blanc sur case blanche h3 · Roi blanc sur case blanche g2 | Tour blanche sur case noire h8 · Roi noir sur case blanche f7 · Pion blanc sur case blanche g4 · Tour noire sur case noire a3 · Pion blanc sur case blanche h3 · Roi blanc sur case blanche g2 | Tour blanche sur case noire h8 · Roi noir sur case blanche f7 · Pion blanc sur case blanche g4 · Tour noire sur case noire a3 · Pion blanc sur case blanche h3 · Roi blanc sur case blanche g2 | Tour blanche sur case noire h8 · Roi noir sur case blanche f7 · Pion blanc sur case blanche g4 · Tour noire sur case noire a3 · Pion blanc sur case blanche h3 · Roi blanc sur case blanche g2 | Tour blanche sur case noire h8 · Roi noir sur case blanche f7 · Pion blanc sur case blanche g4 · Tour noire sur case noire a3 · Pion blanc sur case blanche h3 · Roi blanc sur case blanche g2 | Tour blanche sur case noire h8 · Roi noir sur case blanche f7 · Pion blanc sur case blanche g4 · Tour noire sur case noire a3 · Pion blanc sur case blanche h3 · Roi blanc sur case blanche g2 | Tour blanche sur case noire h8 · Roi noir sur case blanche f7 · Pion blanc sur case blanche g4 · Tour noire sur case noire a3 · Pion blanc sur case blanche h3 · Roi blanc sur case blanche g2 | 8 |
| 7 | Tour blanche sur case noire h8 · Roi noir sur case blanche f7 · Pion blanc sur case blanche g4 · Tour noire sur case noire a3 · Pion blanc sur case blanche h3 · Roi blanc sur case blanche g2 | Tour blanche sur case noire h8 · Roi noir sur case blanche f7 · Pion blanc sur case blanche g4 · Tour noire sur case noire a3 · Pion blanc sur case blanche h3 · Roi blanc sur case blanche g2 | Tour blanche sur case noire h8 · Roi noir sur case blanche f7 · Pion blanc sur case blanche g4 · Tour noire sur case noire a3 · Pion blanc sur case blanche h3 · Roi blanc sur case blanche g2 | Tour blanche sur case noire h8 · Roi noir sur case blanche f7 · Pion blanc sur case blanche g4 · Tour noire sur case noire a3 · Pion blanc sur case blanche h3 · Roi blanc sur case blanche g2 | Tour blanche sur case noire h8 · Roi noir sur case blanche f7 · Pion blanc sur case blanche g4 · Tour noire sur case noire a3 · Pion blanc sur case blanche h3 · Roi blanc sur case blanche g2 | Tour blanche sur case noire h8 · Roi noir sur case blanche f7 · Pion blanc sur case blanche g4 · Tour noire sur case noire a3 · Pion blanc sur case blanche h3 · Roi blanc sur case blanche g2 | Tour blanche sur case noire h8 · Roi noir sur case blanche f7 · Pion blanc sur case blanche g4 · Tour noire sur case noire a3 · Pion blanc sur case blanche h3 · Roi blanc sur case blanche g2 | Tour blanche sur case noire h8 · Roi noir sur case blanche f7 · Pion blanc sur case blanche g4 · Tour noire sur case noire a3 · Pion blanc sur case blanche h3 · Roi blanc sur case blanche g2 | 7 |
| 6 | Tour blanche sur case noire h8 · Roi noir sur case blanche f7 · Pion blanc sur case blanche g4 · Tour noire sur case noire a3 · Pion blanc sur case blanche h3 · Roi blanc sur case blanche g2 | Tour blanche sur case noire h8 · Roi noir sur case blanche f7 · Pion blanc sur case blanche g4 · Tour noire sur case noire a3 · Pion blanc sur case blanche h3 · Roi blanc sur case blanche g2 | Tour blanche sur case noire h8 · Roi noir sur case blanche f7 · Pion blanc sur case blanche g4 · Tour noire sur case noire a3 · Pion blanc sur case blanche h3 · Roi blanc sur case blanche g2 | Tour blanche sur case noire h8 · Roi noir sur case blanche f7 · Pion blanc sur case blanche g4 · Tour noire sur case noire a3 · Pion blanc sur case blanche h3 · Roi blanc sur case blanche g2 | Tour blanche sur case noire h8 · Roi noir sur case blanche f7 · Pion blanc sur case blanche g4 · Tour noire sur case noire a3 · Pion blanc sur case blanche h3 · Roi blanc sur case blanche g2 | Tour blanche sur case noire h8 · Roi noir sur case blanche f7 · Pion blanc sur case blanche g4 · Tour noire sur case noire a3 · Pion blanc sur case blanche h3 · Roi blanc sur case blanche g2 | Tour blanche sur case noire h8 · Roi noir sur case blanche f7 · Pion blanc sur case blanche g4 · Tour noire sur case noire a3 · Pion blanc sur case blanche h3 · Roi blanc sur case blanche g2 | Tour blanche sur case noire h8 · Roi noir sur case blanche f7 · Pion blanc sur case blanche g4 · Tour noire sur case noire a3 · Pion blanc sur case blanche h3 · Roi blanc sur case blanche g2 | 6 |
| 5 | Tour blanche sur case noire h8 · Roi noir sur case blanche f7 · Pion blanc sur case blanche g4 · Tour noire sur case noire a3 · Pion blanc sur case blanche h3 · Roi blanc sur case blanche g2 | Tour blanche sur case noire h8 · Roi noir sur case blanche f7 · Pion blanc sur case blanche g4 · Tour noire sur case noire a3 · Pion blanc sur case blanche h3 · Roi blanc sur case blanche g2 | Tour blanche sur case noire h8 · Roi noir sur case blanche f7 · Pion blanc sur case blanche g4 · Tour noire sur case noire a3 · Pion blanc sur case blanche h3 · Roi blanc sur case blanche g2 | Tour blanche sur case noire h8 · Roi noir sur case blanche f7 · Pion blanc sur case blanche g4 · Tour noire sur case noire a3 · Pion blanc sur case blanche h3 · Roi blanc sur case blanche g2 | Tour blanche sur case noire h8 · Roi noir sur case blanche f7 · Pion blanc sur case blanche g4 · Tour noire sur case noire a3 · Pion blanc sur case blanche h3 · Roi blanc sur case blanche g2 | Tour blanche sur case noire h8 · Roi noir sur case blanche f7 · Pion blanc sur case blanche g4 · Tour noire sur case noire a3 · Pion blanc sur case blanche h3 · Roi blanc sur case blanche g2 | Tour blanche sur case noire h8 · Roi noir sur case blanche f7 · Pion blanc sur case blanche g4 · Tour noire sur case noire a3 · Pion blanc sur case blanche h3 · Roi blanc sur case blanche g2 | Tour blanche sur case noire h8 · Roi noir sur case blanche f7 · Pion blanc sur case blanche g4 · Tour noire sur case noire a3 · Pion blanc sur case blanche h3 · Roi blanc sur case blanche g2 | 5 |
| 4 | Tour blanche sur case noire h8 · Roi noir sur case blanche f7 · Pion blanc sur case blanche g4 · Tour noire sur case noire a3 · Pion blanc sur case blanche h3 · Roi blanc sur case blanche g2 | Tour blanche sur case noire h8 · Roi noir sur case blanche f7 · Pion blanc sur case blanche g4 · Tour noire sur case noire a3 · Pion blanc sur case blanche h3 · Roi blanc sur case blanche g2 | Tour blanche sur case noire h8 · Roi noir sur case blanche f7 · Pion blanc sur case blanche g4 · Tour noire sur case noire a3 · Pion blanc sur case blanche h3 · Roi blanc sur case blanche g2 | Tour blanche sur case noire h8 · Roi noir sur case blanche f7 · Pion blanc sur case blanche g4 · Tour noire sur case noire a3 · Pion blanc sur case blanche h3 · Roi blanc sur case blanche g2 | Tour blanche sur case noire h8 · Roi noir sur case blanche f7 · Pion blanc sur case blanche g4 · Tour noire sur case noire a3 · Pion blanc sur case blanche h3 · Roi blanc sur case blanche g2 | Tour blanche sur case noire h8 · Roi noir sur case blanche f7 · Pion blanc sur case blanche g4 · Tour noire sur case noire a3 · Pion blanc sur case blanche h3 · Roi blanc sur case blanche g2 | Tour blanche sur case noire h8 · Roi noir sur case blanche f7 · Pion blanc sur case blanche g4 · Tour noire sur case noire a3 · Pion blanc sur case blanche h3 · Roi blanc sur case blanche g2 | Tour blanche sur case noire h8 · Roi noir sur case blanche f7 · Pion blanc sur case blanche g4 · Tour noire sur case noire a3 · Pion blanc sur case blanche h3 · Roi blanc sur case blanche g2 | 4 |
| 3 | Tour blanche sur case noire h8 · Roi noir sur case blanche f7 · Pion blanc sur case blanche g4 · Tour noire sur case noire a3 · Pion blanc sur case blanche h3 · Roi blanc sur case blanche g2 | Tour blanche sur case noire h8 · Roi noir sur case blanche f7 · Pion blanc sur case blanche g4 · Tour noire sur case noire a3 · Pion blanc sur case blanche h3 · Roi blanc sur case blanche g2 | Tour blanche sur case noire h8 · Roi noir sur case blanche f7 · Pion blanc sur case blanche g4 · Tour noire sur case noire a3 · Pion blanc sur case blanche h3 · Roi blanc sur case blanche g2 | Tour blanche sur case noire h8 · Roi noir sur case blanche f7 · Pion blanc sur case blanche g4 · Tour noire sur case noire a3 · Pion blanc sur case blanche h3 · Roi blanc sur case blanche g2 | Tour blanche sur case noire h8 · Roi noir sur case blanche f7 · Pion blanc sur case blanche g4 · Tour noire sur case noire a3 · Pion blanc sur case blanche h3 · Roi blanc sur case blanche g2 | Tour blanche sur case noire h8 · Roi noir sur case blanche f7 · Pion blanc sur case blanche g4 · Tour noire sur case noire a3 · Pion blanc sur case blanche h3 · Roi blanc sur case blanche g2 | Tour blanche sur case noire h8 · Roi noir sur case blanche f7 · Pion blanc sur case blanche g4 · Tour noire sur case noire a3 · Pion blanc sur case blanche h3 · Roi blanc sur case blanche g2 | Tour blanche sur case noire h8 · Roi noir sur case blanche f7 · Pion blanc sur case blanche g4 · Tour noire sur case noire a3 · Pion blanc sur case blanche h3 · Roi blanc sur case blanche g2 | 3 |
| 2 | Tour blanche sur case noire h8 · Roi noir sur case blanche f7 · Pion blanc sur case blanche g4 · Tour noire sur case noire a3 · Pion blanc sur case blanche h3 · Roi blanc sur case blanche g2 | Tour blanche sur case noire h8 · Roi noir sur case blanche f7 · Pion blanc sur case blanche g4 · Tour noire sur case noire a3 · Pion blanc sur case blanche h3 · Roi blanc sur case blanche g2 | Tour blanche sur case noire h8 · Roi noir sur case blanche f7 · Pion blanc sur case blanche g4 · Tour noire sur case noire a3 · Pion blanc sur case blanche h3 · Roi blanc sur case blanche g2 | Tour blanche sur case noire h8 · Roi noir sur case blanche f7 · Pion blanc sur case blanche g4 · Tour noire sur case noire a3 · Pion blanc sur case blanche h3 · Roi blanc sur case blanche g2 | Tour blanche sur case noire h8 · Roi noir sur case blanche f7 · Pion blanc sur case blanche g4 · Tour noire sur case noire a3 · Pion blanc sur case blanche h3 · Roi blanc sur case blanche g2 | Tour blanche sur case noire h8 · Roi noir sur case blanche f7 · Pion blanc sur case blanche g4 · Tour noire sur case noire a3 · Pion blanc sur case blanche h3 · Roi blanc sur case blanche g2 | Tour blanche sur case noire h8 · Roi noir sur case blanche f7 · Pion blanc sur case blanche g4 · Tour noire sur case noire a3 · Pion blanc sur case blanche h3 · Roi blanc sur case blanche g2 | Tour blanche sur case noire h8 · Roi noir sur case blanche f7 · Pion blanc sur case blanche g4 · Tour noire sur case noire a3 · Pion blanc sur case blanche h3 · Roi blanc sur case blanche g2 | 2 |
| 1 | Tour blanche sur case noire h8 · Roi noir sur case blanche f7 · Pion blanc sur case blanche g4 · Tour noire sur case noire a3 · Pion blanc sur case blanche h3 · Roi blanc sur case blanche g2 | Tour blanche sur case noire h8 · Roi noir sur case blanche f7 · Pion blanc sur case blanche g4 · Tour noire sur case noire a3 · Pion blanc sur case blanche h3 · Roi blanc sur case blanche g2 | Tour blanche sur case noire h8 · Roi noir sur case blanche f7 · Pion blanc sur case blanche g4 · Tour noire sur case noire a3 · Pion blanc sur case blanche h3 · Roi blanc sur case blanche g2 | Tour blanche sur case noire h8 · Roi noir sur case blanche f7 · Pion blanc sur case blanche g4 · Tour noire sur case noire a3 · Pion blanc sur case blanche h3 · Roi blanc sur case blanche g2 | Tour blanche sur case noire h8 · Roi noir sur case blanche f7 · Pion blanc sur case blanche g4 · Tour noire sur case noire a3 · Pion blanc sur case blanche h3 · Roi blanc sur case blanche g2 | Tour blanche sur case noire h8 · Roi noir sur case blanche f7 · Pion blanc sur case blanche g4 · Tour noire sur case noire a3 · Pion blanc sur case blanche h3 · Roi blanc sur case blanche g2 | Tour blanche sur case noire h8 · Roi noir sur case blanche f7 · Pion blanc sur case blanche g4 · Tour noire sur case noire a3 · Pion blanc sur case blanche h3 · Roi blanc sur case blanche g2 | Tour blanche sur case noire h8 · Roi noir sur case blanche f7 · Pion blanc sur case blanche g4 · Tour noire sur case noire a3 · Pion blanc sur case blanche h3 · Roi blanc sur case blanche g2 | 1 |
|   | a | b | c | d | e | f | g | h |   |

|   | a | b | c | d | e | f | g | h |   |
| 8 | Tour blanche sur case blanche g6 · Pion blanc sur case blanche f5 · Pion blanc sur case noire b4 · Pion blanc sur case blanche g4 · Roi noir sur case noire h4 · Tour blanche sur case noire f2 · Roi blanc sur case blanche g2 · Tour noire sur case blanche b1 · Tour noire sur case blanche d1 | Tour blanche sur case blanche g6 · Pion blanc sur case blanche f5 · Pion blanc sur case noire b4 · Pion blanc sur case blanche g4 · Roi noir sur case noire h4 · Tour blanche sur case noire f2 · Roi blanc sur case blanche g2 · Tour noire sur case blanche b1 · Tour noire sur case blanche d1 | Tour blanche sur case blanche g6 · Pion blanc sur case blanche f5 · Pion blanc sur case noire b4 · Pion blanc sur case blanche g4 · Roi noir sur case noire h4 · Tour blanche sur case noire f2 · Roi blanc sur case blanche g2 · Tour noire sur case blanche b1 · Tour noire sur case blanche d1 | Tour blanche sur case blanche g6 · Pion blanc sur case blanche f5 · Pion blanc sur case noire b4 · Pion blanc sur case blanche g4 · Roi noir sur case noire h4 · Tour blanche sur case noire f2 · Roi blanc sur case blanche g2 · Tour noire sur case blanche b1 · Tour noire sur case blanche d1 | Tour blanche sur case blanche g6 · Pion blanc sur case blanche f5 · Pion blanc sur case noire b4 · Pion blanc sur case blanche g4 · Roi noir sur case noire h4 · Tour blanche sur case noire f2 · Roi blanc sur case blanche g2 · Tour noire sur case blanche b1 · Tour noire sur case blanche d1 | Tour blanche sur case blanche g6 · Pion blanc sur case blanche f5 · Pion blanc sur case noire b4 · Pion blanc sur case blanche g4 · Roi noir sur case noire h4 · Tour blanche sur case noire f2 · Roi blanc sur case blanche g2 · Tour noire sur case blanche b1 · Tour noire sur case blanche d1 | Tour blanche sur case blanche g6 · Pion blanc sur case blanche f5 · Pion blanc sur case noire b4 · Pion blanc sur case blanche g4 · Roi noir sur case noire h4 · Tour blanche sur case noire f2 · Roi blanc sur case blanche g2 · Tour noire sur case blanche b1 · Tour noire sur case blanche d1 | Tour blanche sur case blanche g6 · Pion blanc sur case blanche f5 · Pion blanc sur case noire b4 · Pion blanc sur case blanche g4 · Roi noir sur case noire h4 · Tour blanche sur case noire f2 · Roi blanc sur case blanche g2 · Tour noire sur case blanche b1 · Tour noire sur case blanche d1 | 8 |
| 7 | Tour blanche sur case blanche g6 · Pion blanc sur case blanche f5 · Pion blanc sur case noire b4 · Pion blanc sur case blanche g4 · Roi noir sur case noire h4 · Tour blanche sur case noire f2 · Roi blanc sur case blanche g2 · Tour noire sur case blanche b1 · Tour noire sur case blanche d1 | Tour blanche sur case blanche g6 · Pion blanc sur case blanche f5 · Pion blanc sur case noire b4 · Pion blanc sur case blanche g4 · Roi noir sur case noire h4 · Tour blanche sur case noire f2 · Roi blanc sur case blanche g2 · Tour noire sur case blanche b1 · Tour noire sur case blanche d1 | Tour blanche sur case blanche g6 · Pion blanc sur case blanche f5 · Pion blanc sur case noire b4 · Pion blanc sur case blanche g4 · Roi noir sur case noire h4 · Tour blanche sur case noire f2 · Roi blanc sur case blanche g2 · Tour noire sur case blanche b1 · Tour noire sur case blanche d1 | Tour blanche sur case blanche g6 · Pion blanc sur case blanche f5 · Pion blanc sur case noire b4 · Pion blanc sur case blanche g4 · Roi noir sur case noire h4 · Tour blanche sur case noire f2 · Roi blanc sur case blanche g2 · Tour noire sur case blanche b1 · Tour noire sur case blanche d1 | Tour blanche sur case blanche g6 · Pion blanc sur case blanche f5 · Pion blanc sur case noire b4 · Pion blanc sur case blanche g4 · Roi noir sur case noire h4 · Tour blanche sur case noire f2 · Roi blanc sur case blanche g2 · Tour noire sur case blanche b1 · Tour noire sur case blanche d1 | Tour blanche sur case blanche g6 · Pion blanc sur case blanche f5 · Pion blanc sur case noire b4 · Pion blanc sur case blanche g4 · Roi noir sur case noire h4 · Tour blanche sur case noire f2 · Roi blanc sur case blanche g2 · Tour noire sur case blanche b1 · Tour noire sur case blanche d1 | Tour blanche sur case blanche g6 · Pion blanc sur case blanche f5 · Pion blanc sur case noire b4 · Pion blanc sur case blanche g4 · Roi noir sur case noire h4 · Tour blanche sur case noire f2 · Roi blanc sur case blanche g2 · Tour noire sur case blanche b1 · Tour noire sur case blanche d1 | Tour blanche sur case blanche g6 · Pion blanc sur case blanche f5 · Pion blanc sur case noire b4 · Pion blanc sur case blanche g4 · Roi noir sur case noire h4 · Tour blanche sur case noire f2 · Roi blanc sur case blanche g2 · Tour noire sur case blanche b1 · Tour noire sur case blanche d1 | 7 |
| 6 | Tour blanche sur case blanche g6 · Pion blanc sur case blanche f5 · Pion blanc sur case noire b4 · Pion blanc sur case blanche g4 · Roi noir sur case noire h4 · Tour blanche sur case noire f2 · Roi blanc sur case blanche g2 · Tour noire sur case blanche b1 · Tour noire sur case blanche d1 | Tour blanche sur case blanche g6 · Pion blanc sur case blanche f5 · Pion blanc sur case noire b4 · Pion blanc sur case blanche g4 · Roi noir sur case noire h4 · Tour blanche sur case noire f2 · Roi blanc sur case blanche g2 · Tour noire sur case blanche b1 · Tour noire sur case blanche d1 | Tour blanche sur case blanche g6 · Pion blanc sur case blanche f5 · Pion blanc sur case noire b4 · Pion blanc sur case blanche g4 · Roi noir sur case noire h4 · Tour blanche sur case noire f2 · Roi blanc sur case blanche g2 · Tour noire sur case blanche b1 · Tour noire sur case blanche d1 | Tour blanche sur case blanche g6 · Pion blanc sur case blanche f5 · Pion blanc sur case noire b4 · Pion blanc sur case blanche g4 · Roi noir sur case noire h4 · Tour blanche sur case noire f2 · Roi blanc sur case blanche g2 · Tour noire sur case blanche b1 · Tour noire sur case blanche d1 | Tour blanche sur case blanche g6 · Pion blanc sur case blanche f5 · Pion blanc sur case noire b4 · Pion blanc sur case blanche g4 · Roi noir sur case noire h4 · Tour blanche sur case noire f2 · Roi blanc sur case blanche g2 · Tour noire sur case blanche b1 · Tour noire sur case blanche d1 | Tour blanche sur case blanche g6 · Pion blanc sur case blanche f5 · Pion blanc sur case noire b4 · Pion blanc sur case blanche g4 · Roi noir sur case noire h4 · Tour blanche sur case noire f2 · Roi blanc sur case blanche g2 · Tour noire sur case blanche b1 · Tour noire sur case blanche d1 | Tour blanche sur case blanche g6 · Pion blanc sur case blanche f5 · Pion blanc sur case noire b4 · Pion blanc sur case blanche g4 · Roi noir sur case noire h4 · Tour blanche sur case noire f2 · Roi blanc sur case blanche g2 · Tour noire sur case blanche b1 · Tour noire sur case blanche d1 | Tour blanche sur case blanche g6 · Pion blanc sur case blanche f5 · Pion blanc sur case noire b4 · Pion blanc sur case blanche g4 · Roi noir sur case noire h4 · Tour blanche sur case noire f2 · Roi blanc sur case blanche g2 · Tour noire sur case blanche b1 · Tour noire sur case blanche d1 | 6 |
| 5 | Tour blanche sur case blanche g6 · Pion blanc sur case blanche f5 · Pion blanc sur case noire b4 · Pion blanc sur case blanche g4 · Roi noir sur case noire h4 · Tour blanche sur case noire f2 · Roi blanc sur case blanche g2 · Tour noire sur case blanche b1 · Tour noire sur case blanche d1 | Tour blanche sur case blanche g6 · Pion blanc sur case blanche f5 · Pion blanc sur case noire b4 · Pion blanc sur case blanche g4 · Roi noir sur case noire h4 · Tour blanche sur case noire f2 · Roi blanc sur case blanche g2 · Tour noire sur case blanche b1 · Tour noire sur case blanche d1 | Tour blanche sur case blanche g6 · Pion blanc sur case blanche f5 · Pion blanc sur case noire b4 · Pion blanc sur case blanche g4 · Roi noir sur case noire h4 · Tour blanche sur case noire f2 · Roi blanc sur case blanche g2 · Tour noire sur case blanche b1 · Tour noire sur case blanche d1 | Tour blanche sur case blanche g6 · Pion blanc sur case blanche f5 · Pion blanc sur case noire b4 · Pion blanc sur case blanche g4 · Roi noir sur case noire h4 · Tour blanche sur case noire f2 · Roi blanc sur case blanche g2 · Tour noire sur case blanche b1 · Tour noire sur case blanche d1 | Tour blanche sur case blanche g6 · Pion blanc sur case blanche f5 · Pion blanc sur case noire b4 · Pion blanc sur case blanche g4 · Roi noir sur case noire h4 · Tour blanche sur case noire f2 · Roi blanc sur case blanche g2 · Tour noire sur case blanche b1 · Tour noire sur case blanche d1 | Tour blanche sur case blanche g6 · Pion blanc sur case blanche f5 · Pion blanc sur case noire b4 · Pion blanc sur case blanche g4 · Roi noir sur case noire h4 · Tour blanche sur case noire f2 · Roi blanc sur case blanche g2 · Tour noire sur case blanche b1 · Tour noire sur case blanche d1 | Tour blanche sur case blanche g6 · Pion blanc sur case blanche f5 · Pion blanc sur case noire b4 · Pion blanc sur case blanche g4 · Roi noir sur case noire h4 · Tour blanche sur case noire f2 · Roi blanc sur case blanche g2 · Tour noire sur case blanche b1 · Tour noire sur case blanche d1 | Tour blanche sur case blanche g6 · Pion blanc sur case blanche f5 · Pion blanc sur case noire b4 · Pion blanc sur case blanche g4 · Roi noir sur case noire h4 · Tour blanche sur case noire f2 · Roi blanc sur case blanche g2 · Tour noire sur case blanche b1 · Tour noire sur case blanche d1 | 5 |
| 4 | Tour blanche sur case blanche g6 · Pion blanc sur case blanche f5 · Pion blanc sur case noire b4 · Pion blanc sur case blanche g4 · Roi noir sur case noire h4 · Tour blanche sur case noire f2 · Roi blanc sur case blanche g2 · Tour noire sur case blanche b1 · Tour noire sur case blanche d1 | Tour blanche sur case blanche g6 · Pion blanc sur case blanche f5 · Pion blanc sur case noire b4 · Pion blanc sur case blanche g4 · Roi noir sur case noire h4 · Tour blanche sur case noire f2 · Roi blanc sur case blanche g2 · Tour noire sur case blanche b1 · Tour noire sur case blanche d1 | Tour blanche sur case blanche g6 · Pion blanc sur case blanche f5 · Pion blanc sur case noire b4 · Pion blanc sur case blanche g4 · Roi noir sur case noire h4 · Tour blanche sur case noire f2 · Roi blanc sur case blanche g2 · Tour noire sur case blanche b1 · Tour noire sur case blanche d1 | Tour blanche sur case blanche g6 · Pion blanc sur case blanche f5 · Pion blanc sur case noire b4 · Pion blanc sur case blanche g4 · Roi noir sur case noire h4 · Tour blanche sur case noire f2 · Roi blanc sur case blanche g2 · Tour noire sur case blanche b1 · Tour noire sur case blanche d1 | Tour blanche sur case blanche g6 · Pion blanc sur case blanche f5 · Pion blanc sur case noire b4 · Pion blanc sur case blanche g4 · Roi noir sur case noire h4 · Tour blanche sur case noire f2 · Roi blanc sur case blanche g2 · Tour noire sur case blanche b1 · Tour noire sur case blanche d1 | Tour blanche sur case blanche g6 · Pion blanc sur case blanche f5 · Pion blanc sur case noire b4 · Pion blanc sur case blanche g4 · Roi noir sur case noire h4 · Tour blanche sur case noire f2 · Roi blanc sur case blanche g2 · Tour noire sur case blanche b1 · Tour noire sur case blanche d1 | Tour blanche sur case blanche g6 · Pion blanc sur case blanche f5 · Pion blanc sur case noire b4 · Pion blanc sur case blanche g4 · Roi noir sur case noire h4 · Tour blanche sur case noire f2 · Roi blanc sur case blanche g2 · Tour noire sur case blanche b1 · Tour noire sur case blanche d1 | Tour blanche sur case blanche g6 · Pion blanc sur case blanche f5 · Pion blanc sur case noire b4 · Pion blanc sur case blanche g4 · Roi noir sur case noire h4 · Tour blanche sur case noire f2 · Roi blanc sur case blanche g2 · Tour noire sur case blanche b1 · Tour noire sur case blanche d1 | 4 |
| 3 | Tour blanche sur case blanche g6 · Pion blanc sur case blanche f5 · Pion blanc sur case noire b4 · Pion blanc sur case blanche g4 · Roi noir sur case noire h4 · Tour blanche sur case noire f2 · Roi blanc sur case blanche g2 · Tour noire sur case blanche b1 · Tour noire sur case blanche d1 | Tour blanche sur case blanche g6 · Pion blanc sur case blanche f5 · Pion blanc sur case noire b4 · Pion blanc sur case blanche g4 · Roi noir sur case noire h4 · Tour blanche sur case noire f2 · Roi blanc sur case blanche g2 · Tour noire sur case blanche b1 · Tour noire sur case blanche d1 | Tour blanche sur case blanche g6 · Pion blanc sur case blanche f5 · Pion blanc sur case noire b4 · Pion blanc sur case blanche g4 · Roi noir sur case noire h4 · Tour blanche sur case noire f2 · Roi blanc sur case blanche g2 · Tour noire sur case blanche b1 · Tour noire sur case blanche d1 | Tour blanche sur case blanche g6 · Pion blanc sur case blanche f5 · Pion blanc sur case noire b4 · Pion blanc sur case blanche g4 · Roi noir sur case noire h4 · Tour blanche sur case noire f2 · Roi blanc sur case blanche g2 · Tour noire sur case blanche b1 · Tour noire sur case blanche d1 | Tour blanche sur case blanche g6 · Pion blanc sur case blanche f5 · Pion blanc sur case noire b4 · Pion blanc sur case blanche g4 · Roi noir sur case noire h4 · Tour blanche sur case noire f2 · Roi blanc sur case blanche g2 · Tour noire sur case blanche b1 · Tour noire sur case blanche d1 | Tour blanche sur case blanche g6 · Pion blanc sur case blanche f5 · Pion blanc sur case noire b4 · Pion blanc sur case blanche g4 · Roi noir sur case noire h4 · Tour blanche sur case noire f2 · Roi blanc sur case blanche g2 · Tour noire sur case blanche b1 · Tour noire sur case blanche d1 | Tour blanche sur case blanche g6 · Pion blanc sur case blanche f5 · Pion blanc sur case noire b4 · Pion blanc sur case blanche g4 · Roi noir sur case noire h4 · Tour blanche sur case noire f2 · Roi blanc sur case blanche g2 · Tour noire sur case blanche b1 · Tour noire sur case blanche d1 | Tour blanche sur case blanche g6 · Pion blanc sur case blanche f5 · Pion blanc sur case noire b4 · Pion blanc sur case blanche g4 · Roi noir sur case noire h4 · Tour blanche sur case noire f2 · Roi blanc sur case blanche g2 · Tour noire sur case blanche b1 · Tour noire sur case blanche d1 | 3 |
| 2 | Tour blanche sur case blanche g6 · Pion blanc sur case blanche f5 · Pion blanc sur case noire b4 · Pion blanc sur case blanche g4 · Roi noir sur case noire h4 · Tour blanche sur case noire f2 · Roi blanc sur case blanche g2 · Tour noire sur case blanche b1 · Tour noire sur case blanche d1 | Tour blanche sur case blanche g6 · Pion blanc sur case blanche f5 · Pion blanc sur case noire b4 · Pion blanc sur case blanche g4 · Roi noir sur case noire h4 · Tour blanche sur case noire f2 · Roi blanc sur case blanche g2 · Tour noire sur case blanche b1 · Tour noire sur case blanche d1 | Tour blanche sur case blanche g6 · Pion blanc sur case blanche f5 · Pion blanc sur case noire b4 · Pion blanc sur case blanche g4 · Roi noir sur case noire h4 · Tour blanche sur case noire f2 · Roi blanc sur case blanche g2 · Tour noire sur case blanche b1 · Tour noire sur case blanche d1 | Tour blanche sur case blanche g6 · Pion blanc sur case blanche f5 · Pion blanc sur case noire b4 · Pion blanc sur case blanche g4 · Roi noir sur case noire h4 · Tour blanche sur case noire f2 · Roi blanc sur case blanche g2 · Tour noire sur case blanche b1 · Tour noire sur case blanche d1 | Tour blanche sur case blanche g6 · Pion blanc sur case blanche f5 · Pion blanc sur case noire b4 · Pion blanc sur case blanche g4 · Roi noir sur case noire h4 · Tour blanche sur case noire f2 · Roi blanc sur case blanche g2 · Tour noire sur case blanche b1 · Tour noire sur case blanche d1 | Tour blanche sur case blanche g6 · Pion blanc sur case blanche f5 · Pion blanc sur case noire b4 · Pion blanc sur case blanche g4 · Roi noir sur case noire h4 · Tour blanche sur case noire f2 · Roi blanc sur case blanche g2 · Tour noire sur case blanche b1 · Tour noire sur case blanche d1 | Tour blanche sur case blanche g6 · Pion blanc sur case blanche f5 · Pion blanc sur case noire b4 · Pion blanc sur case blanche g4 · Roi noir sur case noire h4 · Tour blanche sur case noire f2 · Roi blanc sur case blanche g2 · Tour noire sur case blanche b1 · Tour noire sur case blanche d1 | Tour blanche sur case blanche g6 · Pion blanc sur case blanche f5 · Pion blanc sur case noire b4 · Pion blanc sur case blanche g4 · Roi noir sur case noire h4 · Tour blanche sur case noire f2 · Roi blanc sur case blanche g2 · Tour noire sur case blanche b1 · Tour noire sur case blanche d1 | 2 |
| 1 | Tour blanche sur case blanche g6 · Pion blanc sur case blanche f5 · Pion blanc sur case noire b4 · Pion blanc sur case blanche g4 · Roi noir sur case noire h4 · Tour blanche sur case noire f2 · Roi blanc sur case blanche g2 · Tour noire sur case blanche b1 · Tour noire sur case blanche d1 | Tour blanche sur case blanche g6 · Pion blanc sur case blanche f5 · Pion blanc sur case noire b4 · Pion blanc sur case blanche g4 · Roi noir sur case noire h4 · Tour blanche sur case noire f2 · Roi blanc sur case blanche g2 · Tour noire sur case blanche b1 · Tour noire sur case blanche d1 | Tour blanche sur case blanche g6 · Pion blanc sur case blanche f5 · Pion blanc sur case noire b4 · Pion blanc sur case blanche g4 · Roi noir sur case noire h4 · Tour blanche sur case noire f2 · Roi blanc sur case blanche g2 · Tour noire sur case blanche b1 · Tour noire sur case blanche d1 | Tour blanche sur case blanche g6 · Pion blanc sur case blanche f5 · Pion blanc sur case noire b4 · Pion blanc sur case blanche g4 · Roi noir sur case noire h4 · Tour blanche sur case noire f2 · Roi blanc sur case blanche g2 · Tour noire sur case blanche b1 · Tour noire sur case blanche d1 | Tour blanche sur case blanche g6 · Pion blanc sur case blanche f5 · Pion blanc sur case noire b4 · Pion blanc sur case blanche g4 · Roi noir sur case noire h4 · Tour blanche sur case noire f2 · Roi blanc sur case blanche g2 · Tour noire sur case blanche b1 · Tour noire sur case blanche d1 | Tour blanche sur case blanche g6 · Pion blanc sur case blanche f5 · Pion blanc sur case noire b4 · Pion blanc sur case blanche g4 · Roi noir sur case noire h4 · Tour blanche sur case noire f2 · Roi blanc sur case blanche g2 · Tour noire sur case blanche b1 · Tour noire sur case blanche d1 | Tour blanche sur case blanche g6 · Pion blanc sur case blanche f5 · Pion blanc sur case noire b4 · Pion blanc sur case blanche g4 · Roi noir sur case noire h4 · Tour blanche sur case noire f2 · Roi blanc sur case blanche g2 · Tour noire sur case blanche b1 · Tour noire sur case blanche d1 | Tour blanche sur case blanche g6 · Pion blanc sur case blanche f5 · Pion blanc sur case noire b4 · Pion blanc sur case blanche g4 · Roi noir sur case noire h4 · Tour blanche sur case noire f2 · Roi blanc sur case blanche g2 · Tour noire sur case blanche b1 · Tour noire sur case blanche d1 | 1 |
|   | a | b | c | d | e | f | g | h |   |

Les finales avec tours et pions sont réputées être parmi les plus difficiles. Le dernier exemple ci-dessus est frappant où un Grand maître international ne parvint pas à l'emporter malgré l'avantage de trois pions face à un adversaire moins bien classé de deux cents points Elo.

## Tour et promotion
Dans les parties entre amateurs, une tour renversée est parfois utilisée pour représenter la dame issue de la promotion d’un pion en l’absence de dame disponible. Cette pratique est proscrite en tournoi, où l'arbitre doit disposer d'un stock de dames surnuméraires.

## Notation
Dans la notation algébrique en français, la tour est représentée par la lettre T, comme en allemand (pour turm) ou en espagnol (pour torre). La notation en anglais emploie la lettre R (pour rook).

## Symboles
En Unicode, les symboles sont :
- U+2656 ♖ tour blanche du jeu d'échecs (HTML : &#9814;)
- U+265C ♜ tour noire du jeu d'échecs (HTML : &#9820;)